# Образотворче мистецтво Англії
Образотворче мистецтво Англії  — період розвитку образотворчого мистецтва в королівстві Англія за декілька століть.

## Давньоримська колонізація

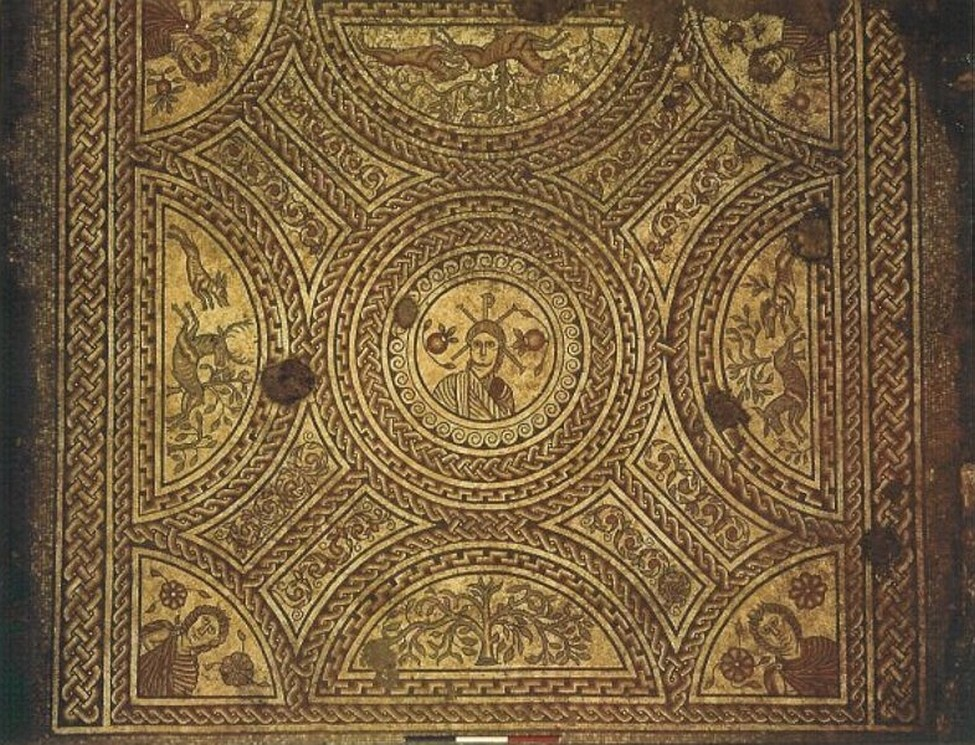
Мозаїка вілли Хінтон Сент Мері, графство Дорсет, нині Британський музей, Лондон.

Перші зразки західноєвропейського мистецтва з'явились у Британії в добу давньоримської колонізації. Римські вояки прийшли разом із військовими інженерами, архітекторами, теслярами, скульпторами і ливарниками. В давньримських поселеннях були вибудовані фортеці і комплекс споруд, звичних для римлян — вілли, лазні, торговельні майдани, принесена монетна справа, кам'яні надгробки тощо. Вілли були прикрашені фресками, а підлоги — мозаїками. До досягнень римської цивілізації почали привчати і місцевих вождів, для декотрих з них навіть будували кам'яні «палаци», прикрашені мозаїками на римський зразок. Зіткнення двох цивілізацій не було мирним і згодом римляни були вимушені покинути негостинний для них край. Місцева культура, що тоді перебувала на помітно нижчому рівні, з від'пливом давньоримських вояків і колонізаторів, відсахнулась від мистецького спадку загарбників і відмовилась і від монетної справи, і від впливів давньоримської, чужинської для бритів цивілізації. Вплив культурного надбання стародавніх римлян на місцевих мешканців був мінімальним і згодом зійшов на нівець.
Лише в 20 столітті сторінки забутого контакту двох цивілізацій були відкриті археологами (давньоримські лазні у місті Бат, давньоримські лазні у Лондоні, давньоримські цвинтарі з надгробками тощо). І перед очима місцевих мешканців предстали свідоцтва давньоримської цивілізації у вигляді поруйновалих вілл з мозаїками, давньоримські монети, надгробки вояків і навіть гладіаторів тощо.

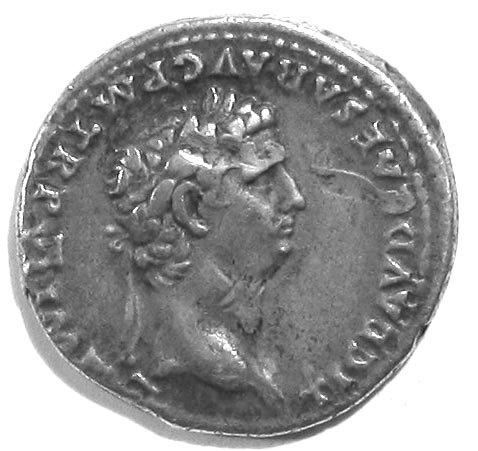
Монета імператора Клавдія, що наказав захопити Британію
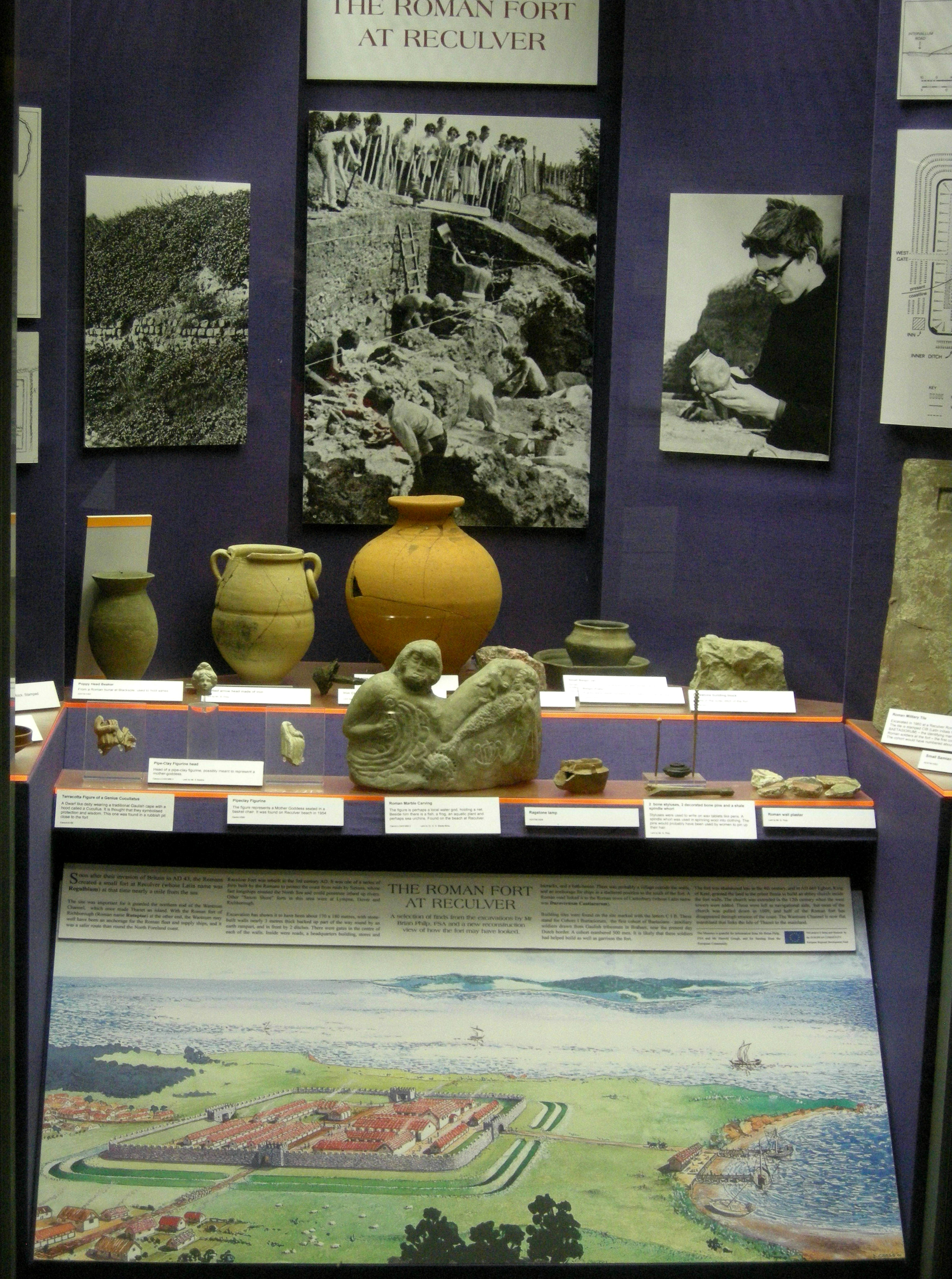
Давньоримські артефакти з розкопок
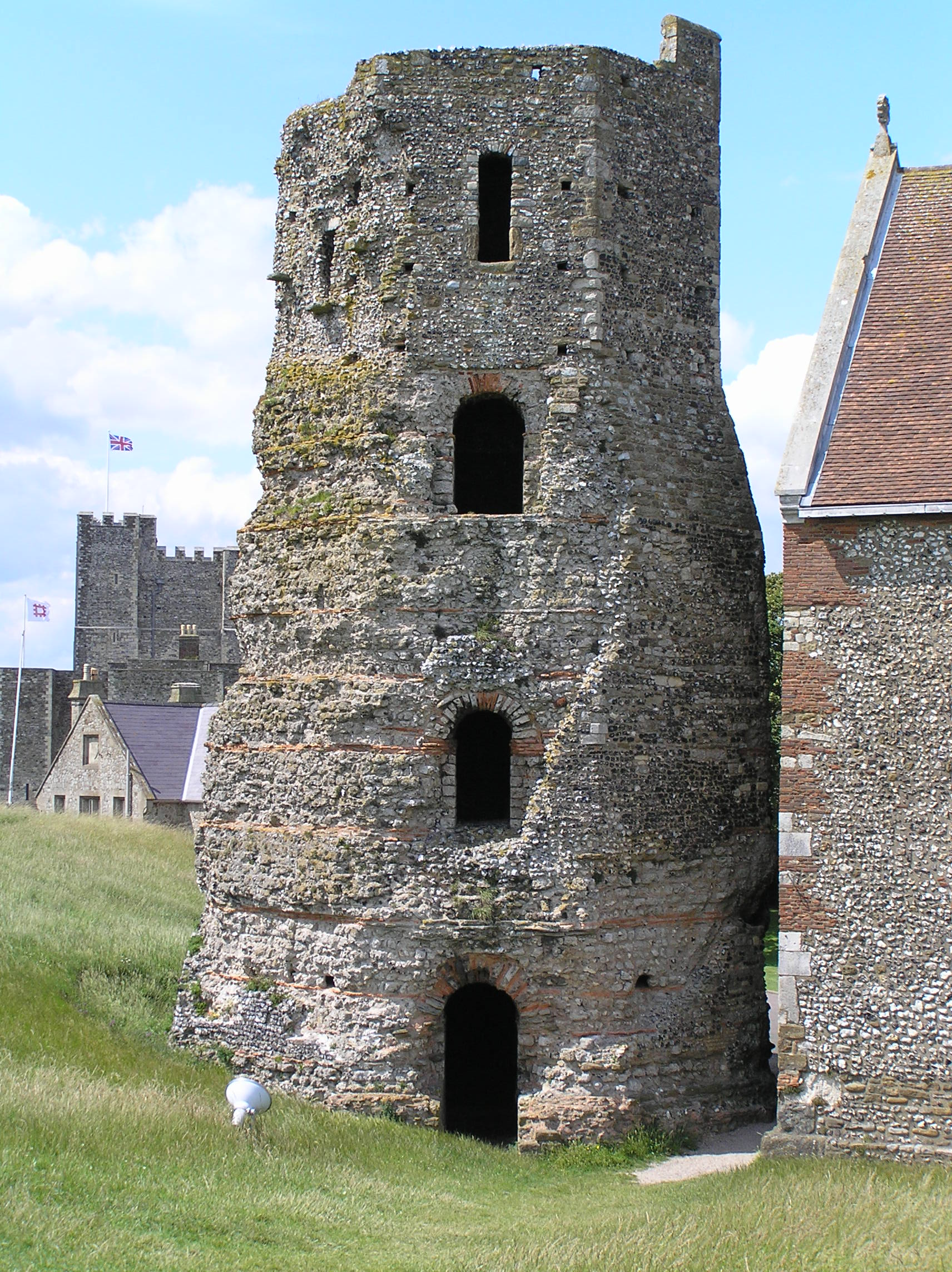
Залишки давньоримського маяка у Дуврі, Англія
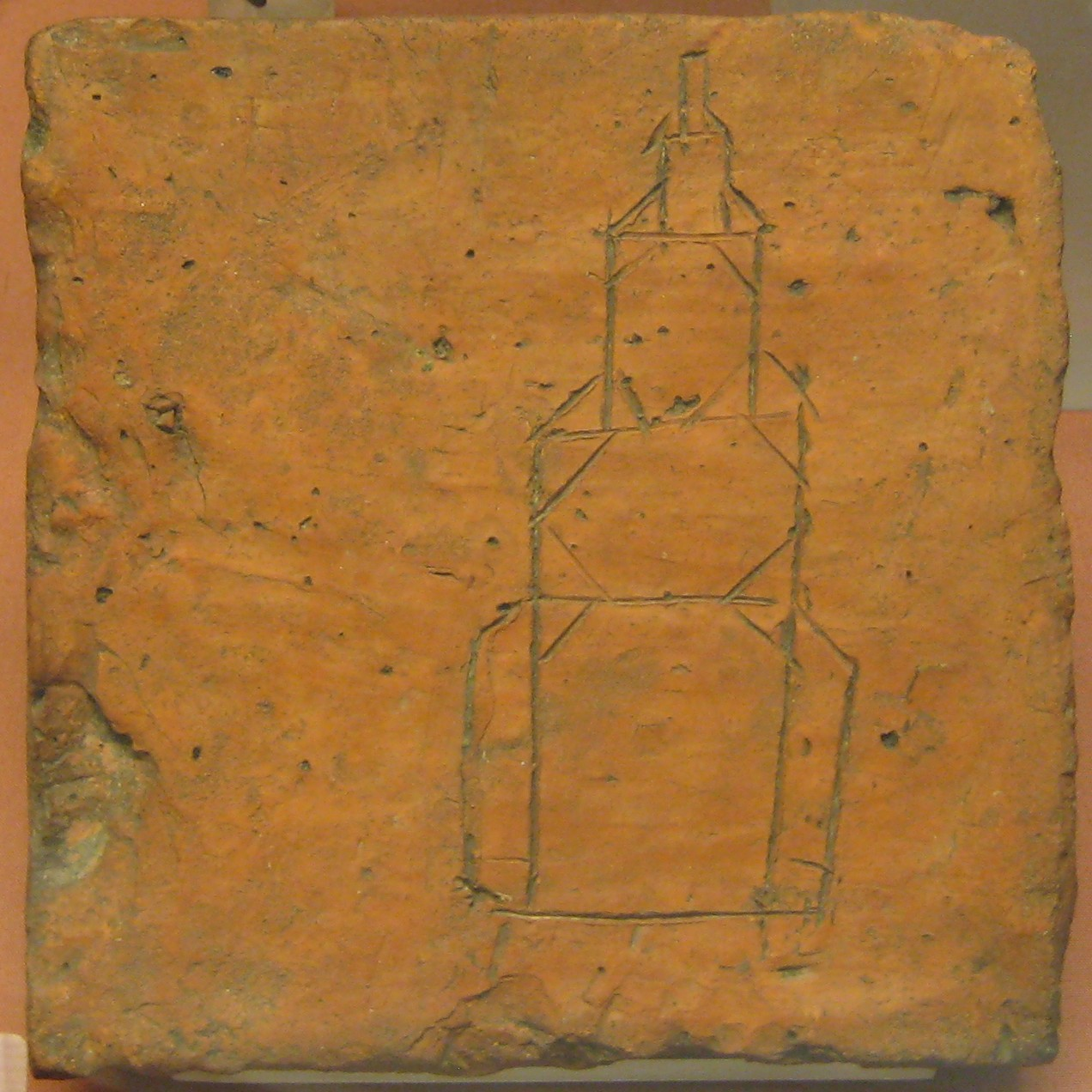
Давньоримська кахля з зображенням вежі, Британський музей,Лондон

## Готика

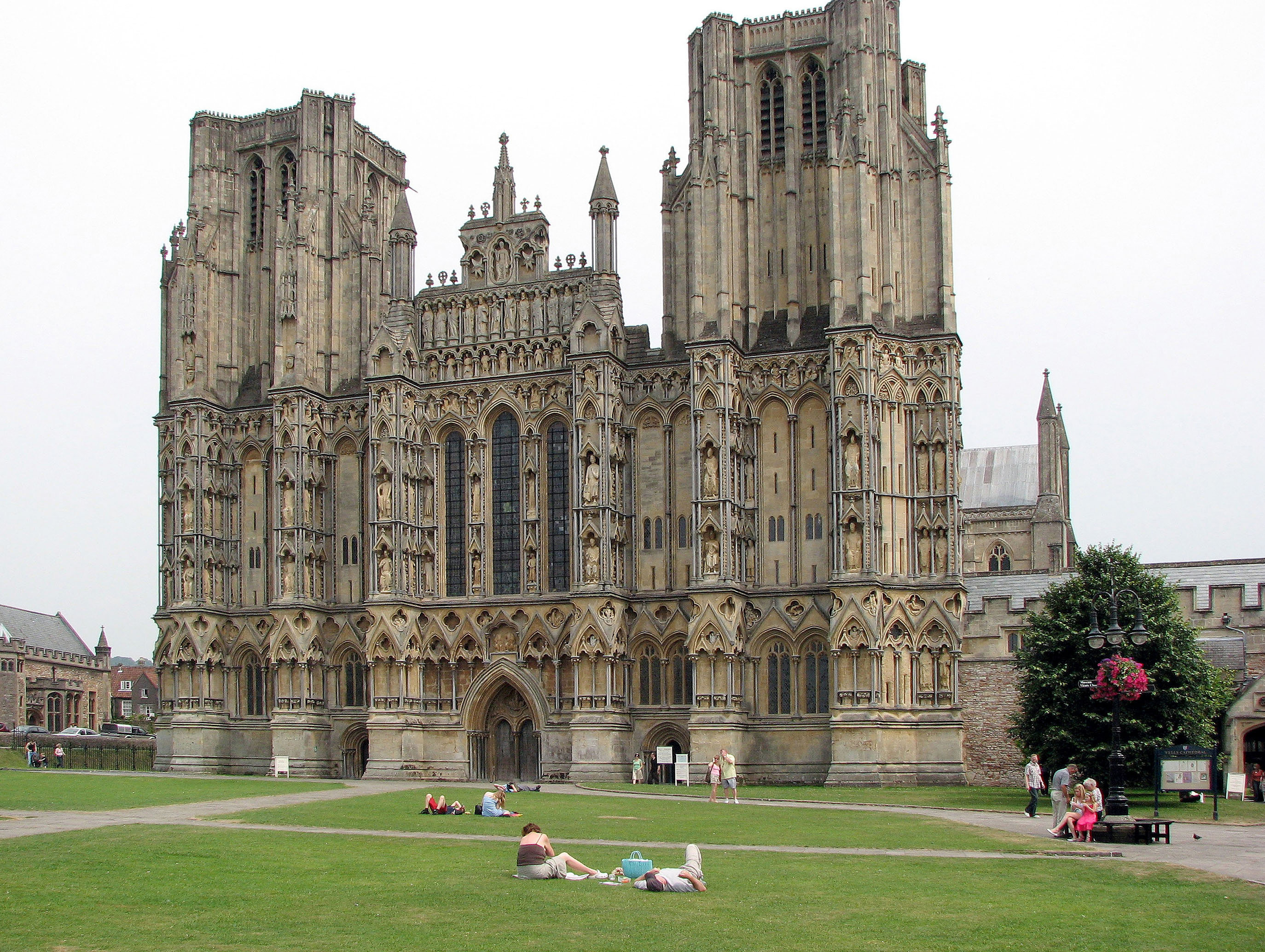
Сомерсет, собор, Англія.

За початок готичної доби у Англії беруть 1175 рік, коли туди прибув французький архітектор Вільгельм з міста Сана. Він знався на готичних склепіннях і почав створювати склепіння Кентерберійського собору за зразком готичного у соборі міста Сана. Тамтешній собор почали будувати близько 1140 року, собор Паризької Богоматері у 1163 р., тобто готика прийшла у Англію практично водночас з виникненням її у класичній країні готичної архітектури. Серед довершених соборів Англії — Солсберійський собор (вибудований у 1220—1270 рр.), а це майже збігається з періодом будівництва Ам'єнського собору у Франції.
Доба готики прийшла у Британію після етапу дерев'яної архітектури та доби романики. 1066 року володар французького герцогства Нормандія Вільгельм Завойовник дістався із військом Англії і підкорив країну, перемігши англосаксів у битві при Гастингсі. Підкорення краю нормандцям насиллям пришвидшило процеси становлення феодалізма. Землі англосакських володарів були конфісковані і передані у власність аристократам-нормандцям. Так Англія вперше отримала окрім острівних територій — території на континенті. Майже всі місцеві мешканці потрапили у кріпацьку залежність.
Норманське захоплення помітно зменшило ізольованість острова від континента, а культура норманів почала помітно впливати на місцеву культуру, куди загарбники з Нормандії перенесли французьку мову, французькі смаки і впливи. Французька мова завойовників стала державною мовою в краї.
Важливими особливостями франко-норманських впливів були панівні позиції архітектри і слабкий розвиток скульптури. Остання була слабко розвинена на той час і в самій Нормандії, на відміну від центральної Франції чи навіть Німеччини. Не було і помітного розвитку монументального живопису, середньовічні фрески у Англії малочисельні. Етапи дерев'яної архітектури та доби романики мали низку специфічних особливостей, що обумовило і специфічний характер культури панівного класу.
Романських споруд збережено мало, а більша їх частина була перероблена чи перебудована в стилі готики. Остання запанувала в місцевій архітектурі з третьої третини 12 ст. Перенесений з Нормандії (прибережної Франції) тип храму доволі швидко був пристосований до місцевих вимог і отимав специфічні риси: видовженість соборів, два трансепти, обхідні приміщення-галереї навколо вівтаря, коли трансепт був один, то поділяв видовжений корпус собору навпіл. Вікно-троянда, таке різне і майтерне на фасадах французьких соборів, не отримало поширення у Англії. Його заміняли на видовжені вікна, що зменшувало клопоти будівництва і збільшувало освітлення храму. Кожний собор мав низку прибудов і каплиць, що ускладнювало або заплутувало його план, а низка приміщень слугувала для чисельного священста, більшого у порівнянні з іншими середньовічними країнами. Готика в Англії, однак, запанувала лише у самій архітектурі і в декоративно-ужитковому мистецтві.

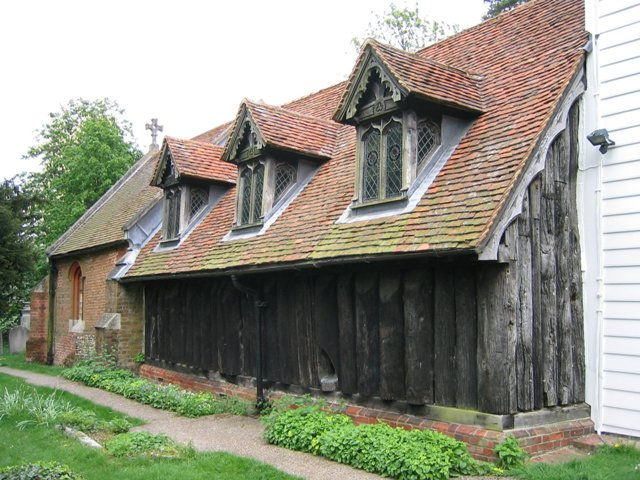
Дерев'яна Грінстедська церква, найстаріша у Англії серед збережених і вибудованих  845 року н. е.
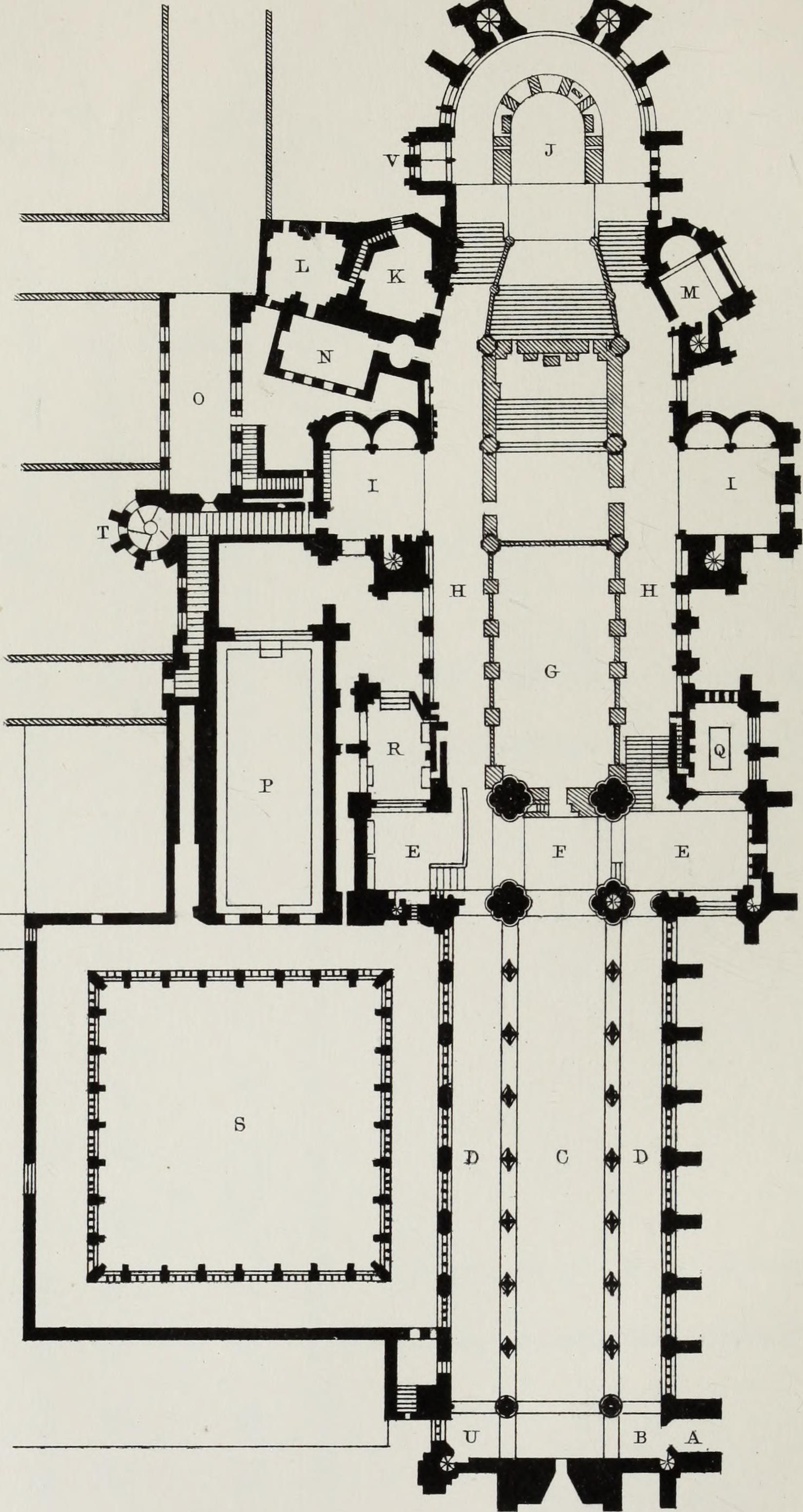
Кентерберійський собор з чисельними прибудовами.
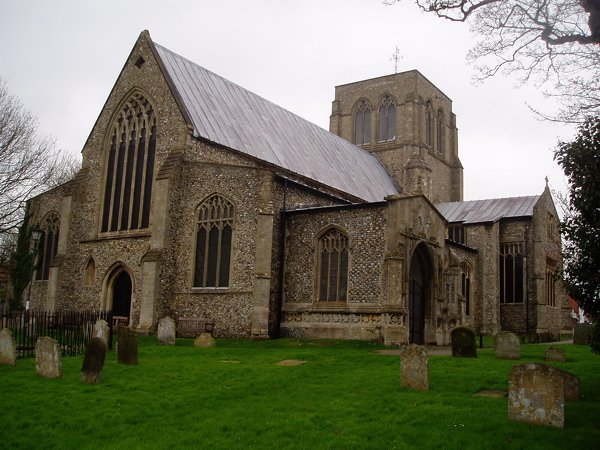
Церква св. Миколая, Дерхем, графство Норфолк.
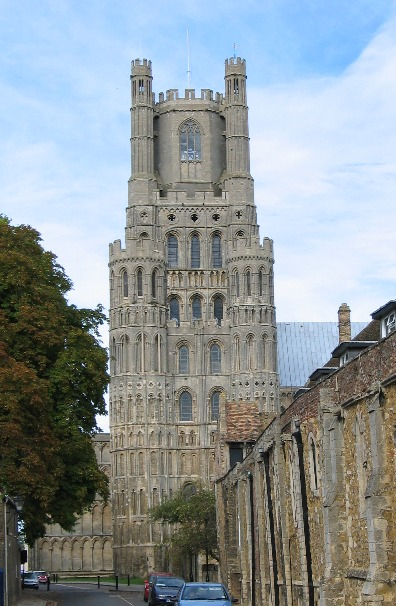
Ілі катедральний собор, західна вежа, Англія.
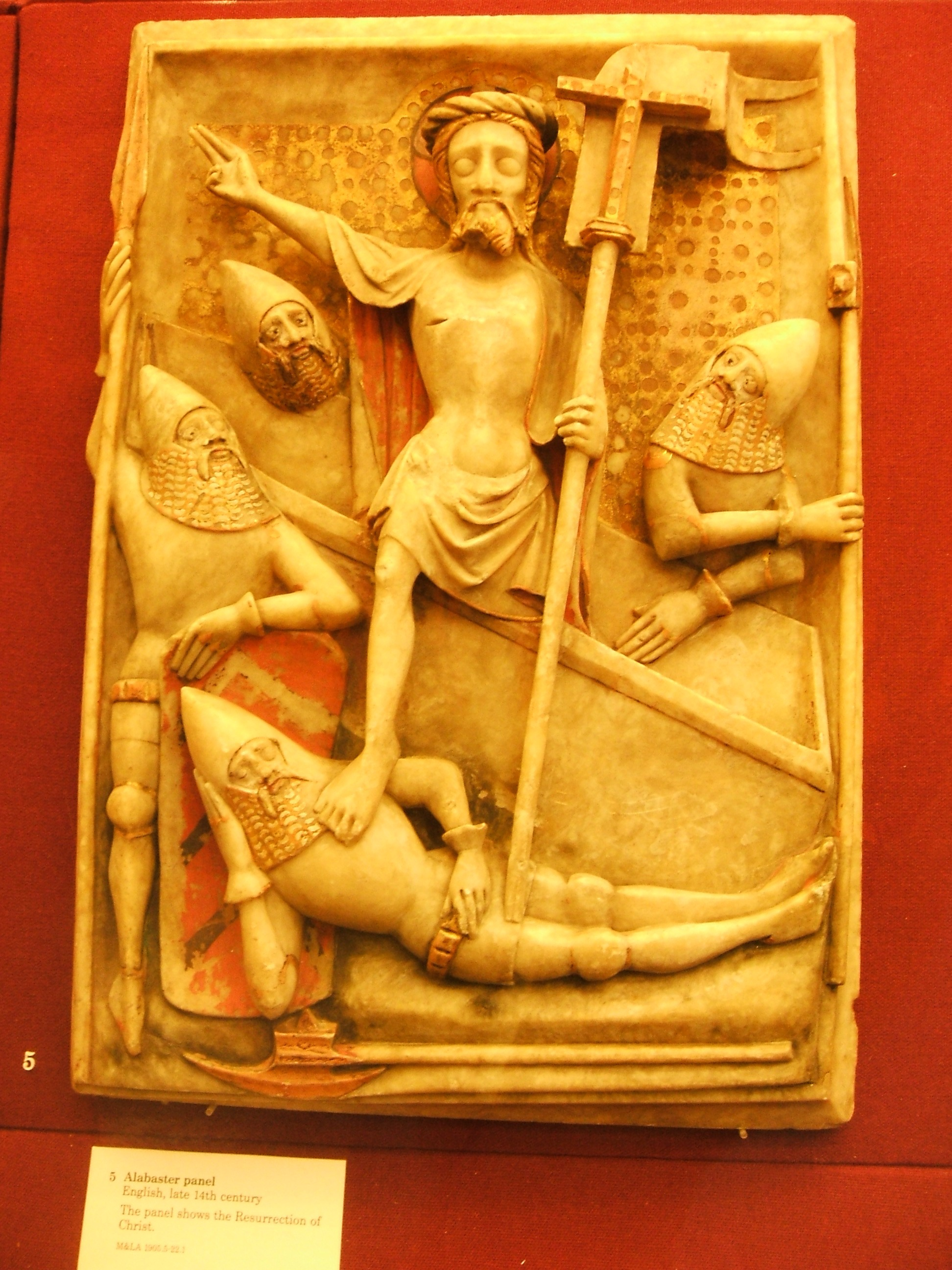
«Христос в сцені преображення», рельєф з алебастру. 14 ст., Ноттінгем, Британський музей

Готика Англії посіла надзвичайне місце як в культурі середньовіччя, так і в смаках британців на століття вперед. Прихильність до готичної архітектури британці зберігали і в добу ренесансу і бароко, в добу палладіанства і класицизму. Консервативні, готичні за спрямуванням смаки британців вибухнуть розквітом готичної архітектури навіть в 19 столітті, отримавши форми неоготики. І будуть успішно перенесені в тому ж столітті навіть у Сполучені Штати чи територіально віддалену від Британії Австралію.

## Середньовічна мініатюра

Король на будівництві храму. Мініатюра із англійського рукопису Житіє Св. Оффара, до 14 ст.

Явищем образотворчого мистецтва Англії доби готики стала середньовічна мініатюра. В цій галузі були перші і найбільші досягнення. Англія до цього періоду пройшла етап христианізації, що звузило образотворче мистецтво до ідеології і вимог християнської церкви. Одною з вимог церкви було копіювання так званих священних і богослужебних книг і оздоблення їх мініатюрами. Всі великі монастирі облаштували скрипторіями (майстерні переписувачів і копіїстів), де працювали освічені ченці і ченці з художніми здібностями. Найбільш значущі скрипторії сформувались у англійських монастирях Сент Едмунд та Сент Олбен.
Скрипторій Сент Олбен був навіть підсилений ченцями з монастиря Сент Етьєн. Відомо, що 1077 року всі ченці монастиря Сент Етьєн перейшли у Сент Олбен.
Мініатюри створювали як самостійно, так і завдяки копіям з завезених у Англію богослужебних книг. Серед них опинився і рукопис — Утрехтський псалтир, з котрого було зроблено безліч копій. Псалтир (книга псалмів) слугував і як богослужебна книга, і як підручник для навчання, і як книга текстів, що передували появі канонізованого пізніше Нового заповіту.
Невелика бібліотека старовинних рукописів збережена в місті Дерхем. Найбільш давня рукописна книга походить зі скрипторія монастиря Сент Олбен. Це псалтир 1119—1146 років, що зберігають у бібліотеці Годехарда в місті Гільдесгайм, Нижня Саксонія, Німеччина.
Мініатюри первісно створювали коричневими чорнилами. В Англію разом із завойовниками переселились священики різного щаблю і майстри палітурок, переписувачі і копіїсти, художники-мініатюр тощо. З роками зв'язки з монастирями на континенті лише зміцніли. Серед уславлених рукописів з мініатюрами тої доби —
- Біблія Кедмона віршована, датована 1000 роком.
- Житіє св. Кутберта, 12 ст., Британський музей.
- Псалтир з монастиря (абатства) Шефстбері, кінець 12 ст., Британський музей.
- Псалтир Робера де Ліля, 14 ст.
- Псалтир королеви Марії, 1320 р., Британський музей. В останньому — 60 великих за розміром мініатюр, 233 розфарбованих малюнків та близько 400 простих малюнків пером[7].

Вже з 12 століття в Англії отримали поширення ілюстровані календарі , котрі навіть нині дивують фантазіями та індивідуальними манерами художників-мініатюристів. Календарем був облаштований і псалтир з монастиря Шефстбері, малюнки котрого були розфарбовані світлими фарбами вручну. Серед мініатюр — символічна фігура старого (котра уособлювала місяць лютий), що гріє замерзлі руки біля багаття. Ця фігура старого біля вогню стане алегорією зими, що пройде заздрісну далечінь століть і перейде у живопис і скульптуру доби бароко і класицизму, тобто 400 років потому.
14 століття принесло читачам і чисто світські рукописи з мініатюрами. Розквітла культура лицарства і в рукописах зарясніли легенди про короля Артура та лицарів Круглого столу. Малюнки створили також до твору англійського письменника Чосера (мініатюри до поеми Чосера «Троїл і Ксессіда»), умовне зображення самого Чосера, що читає власні вірші приятелям.
Друга половина 14 ст. відома як доба епідемії чуми та Сторічної війни. Лихі десятиліття спричинять занепад мистецтва мініатюри у Англії і на перше місце в нову добу вперше вийде портретний жанр.

## Галерея середньовічних мініатюр

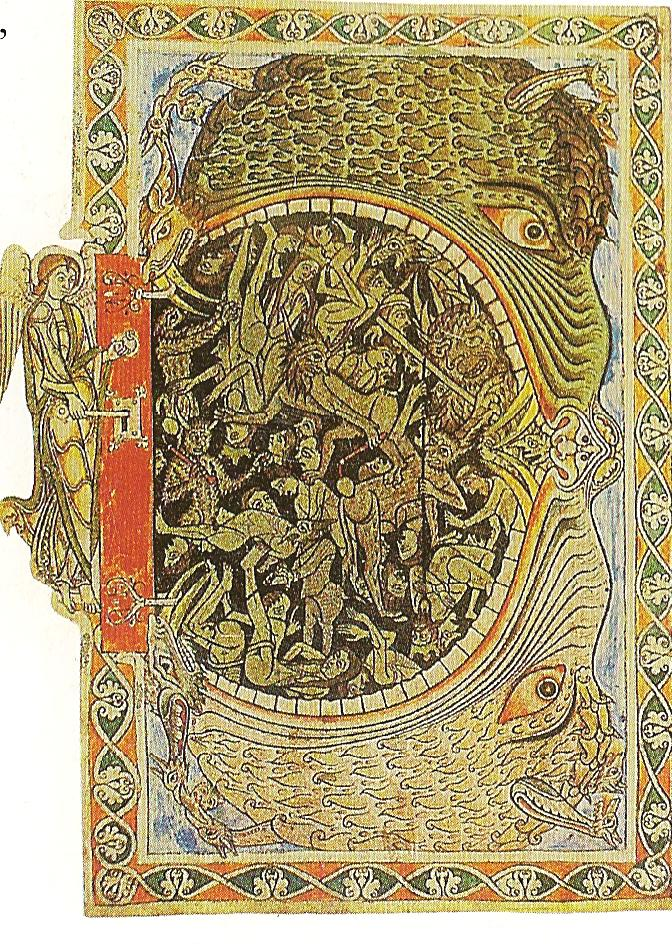
Мініатюрист 12 ст., Вінчестерський псалтир. «Пекло як паща диявола», бл. 1150 року.

## Народження портретного жанру

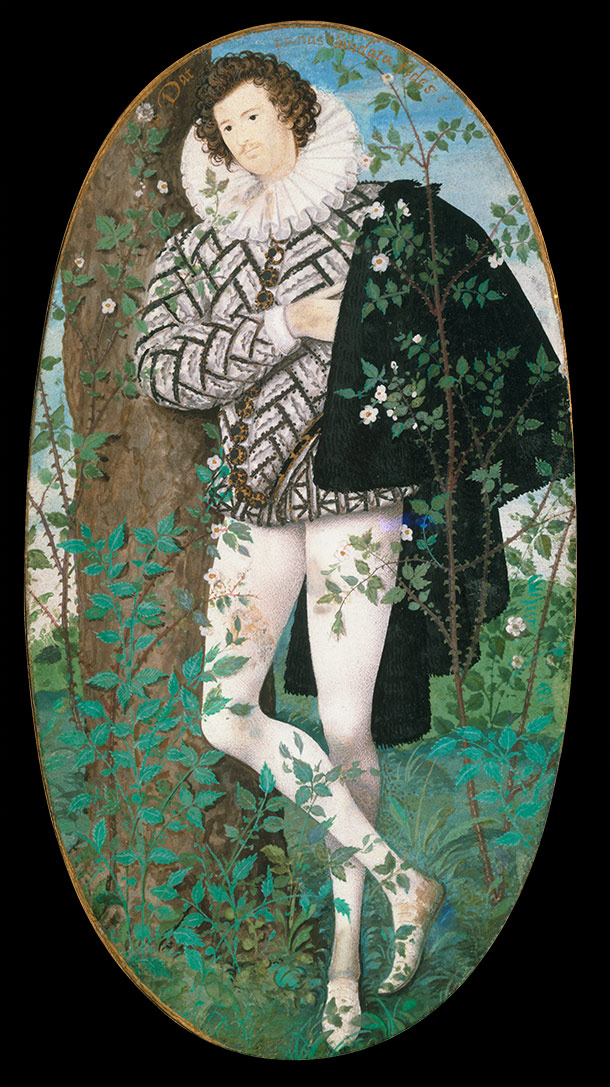
Ніколас Хіллард (1547—1619). «Невідомий юнак серед трояндових кущів», до 1595 року. Музей Вікторії й Альберта, Лондон.

Фактично портретний жанр у Англії зародився у надгробках. Християнство наполягає на безсмерті душі, тому тлінне тіло по смерті мало чого варте. Але винятком швидко стають портретні зображення королів і високого щаблю священників. Перші вартісні зразки серед надгробків з'явились у 12 ст., хоча майстерність їх виконання невелика і примітивна у намаганні передати індивідуальні риси (надгробкові скульптури єпископів, Солсберійський собор). Близько до них і надгробкове зображення короля Йоанна Безземельного, що помер 1216 року. Певні удосконалення припали на 13 та на 14 ст. Риси реалізму посилились у 14 столітті (надгробок короля Едуарда III, Вестмінстерське абатство).
У 16 столітті у Англію перенесено олійний живопис. Відтепер портретний жанр переживе перший розквіт, хоча тривалий час співіснуватиме з портретною мініатюрою. Серед портретистів-мініатюристів одним з перших, хто витримував порівняння у майстерності із художниками з континента був англієць Ніколас Хіллард (1547—1619).

## Відродження

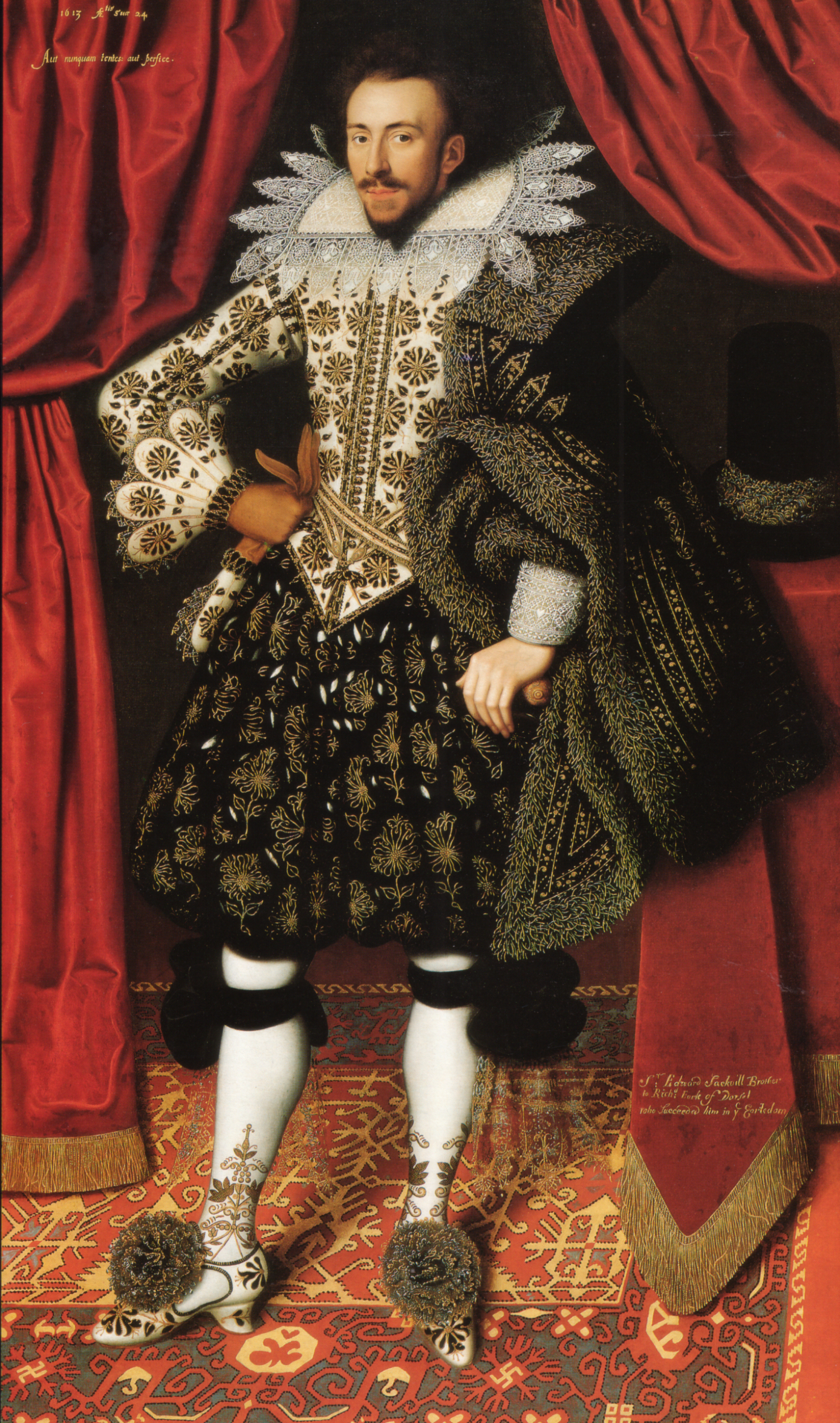
«Річард Секвілл, граф Дорсет», Вільям Ларкін (1580-1619), 1613 р. Кенвуд-хаус
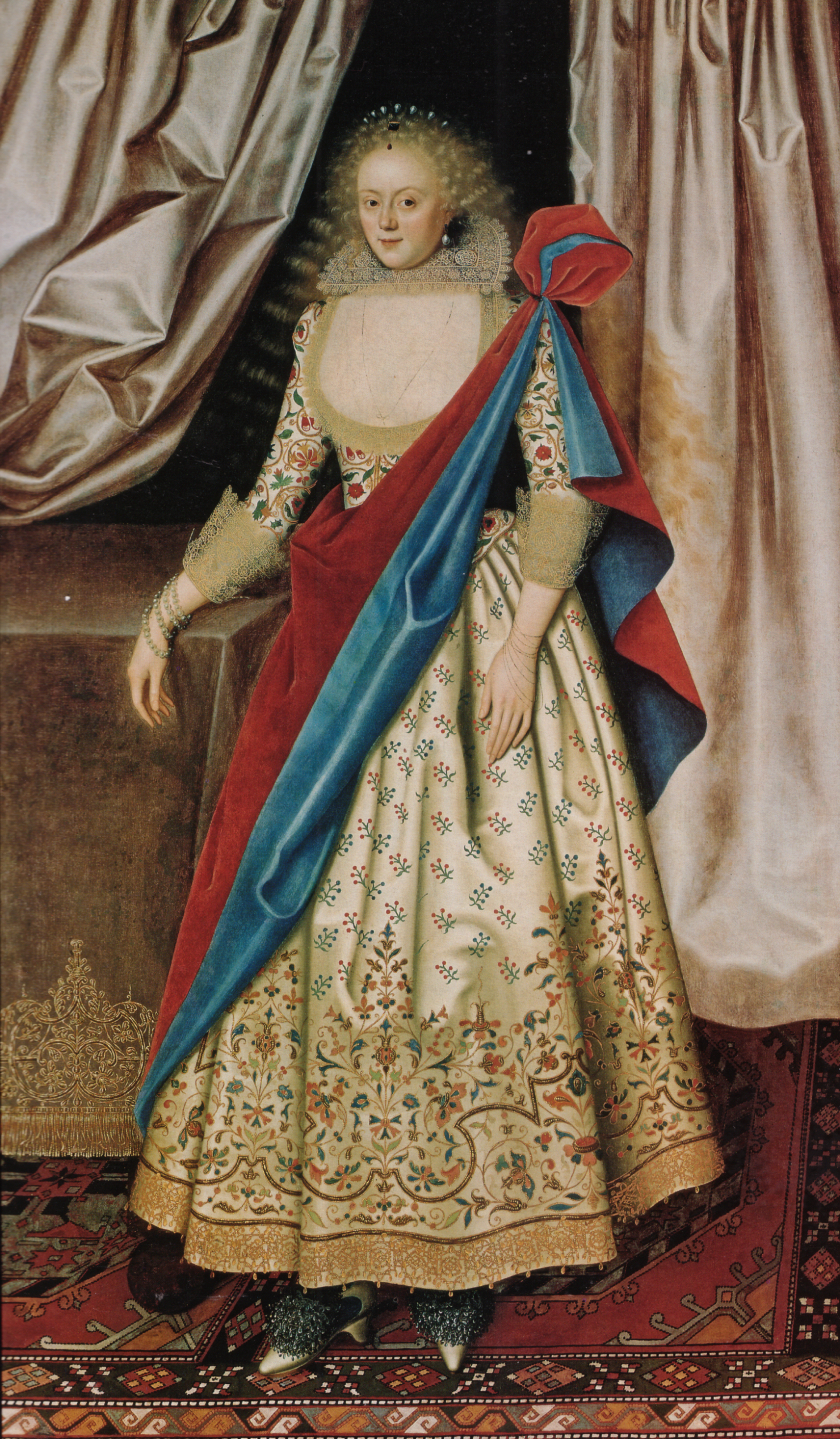
Вільям Ларкін (1580-1619), «Ізабелла Річ, місіс Роджерс», до 1618 р. Кенвуд-хаус.
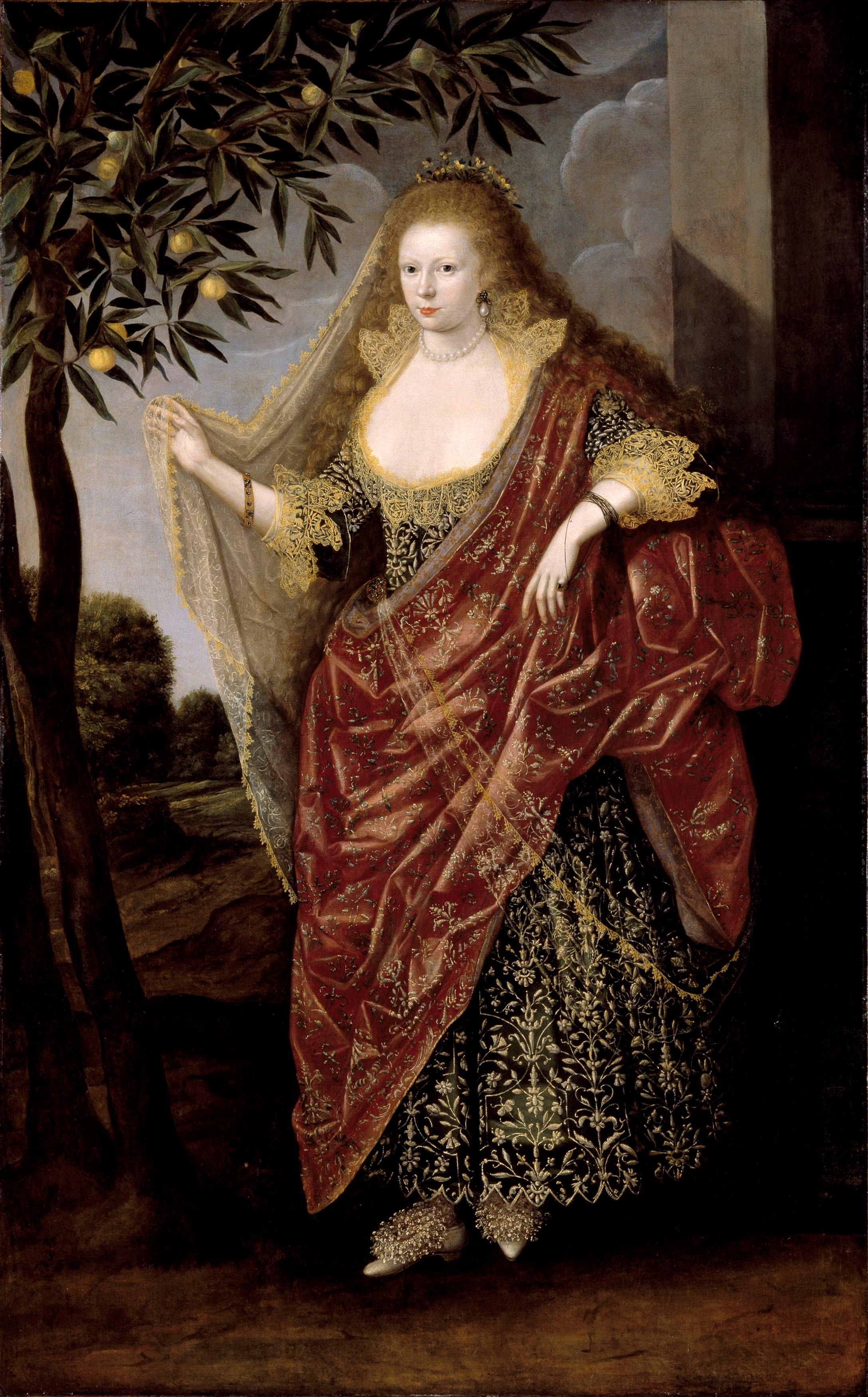
Анонім зламу 16-17 ст. Можливо, Елізабет, леді Тенфілд. Англійська школа 17 століття British School from 17th century (1615 р.), Галерея Тейт, Лондон
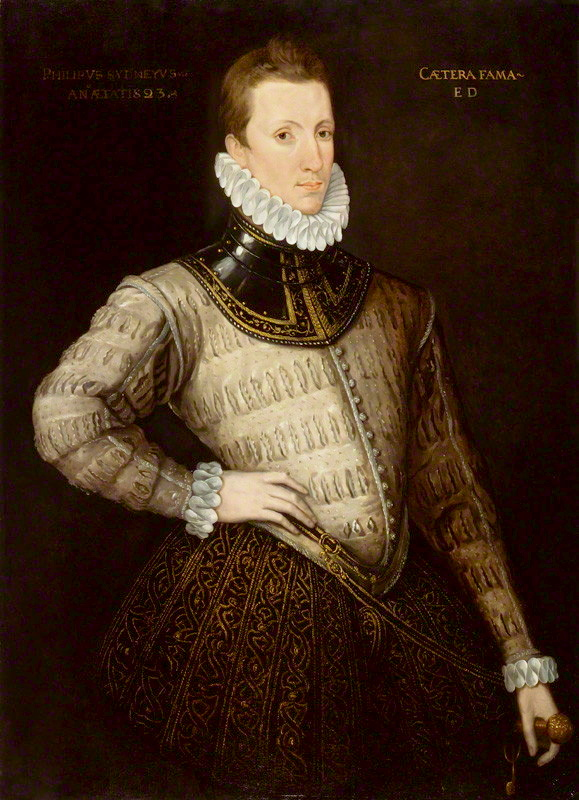
Поет Філіп Сідні, 1576 р.
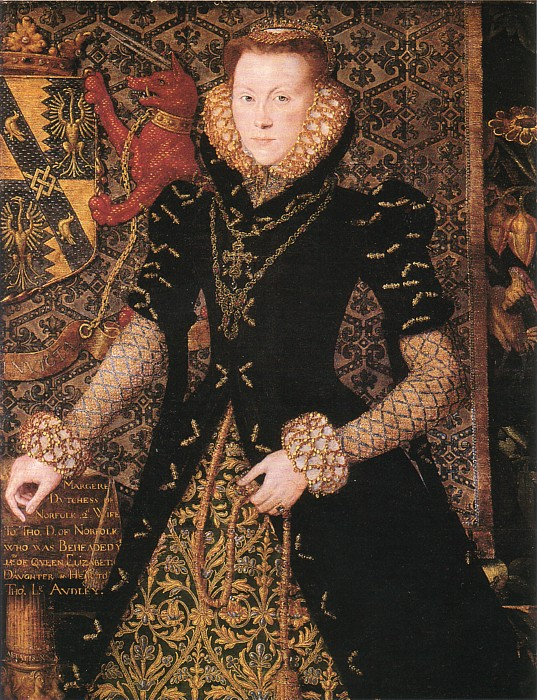
Ганс Еворт. «Маргарет Одлі, герцогиня Норфолк», 1562 р.
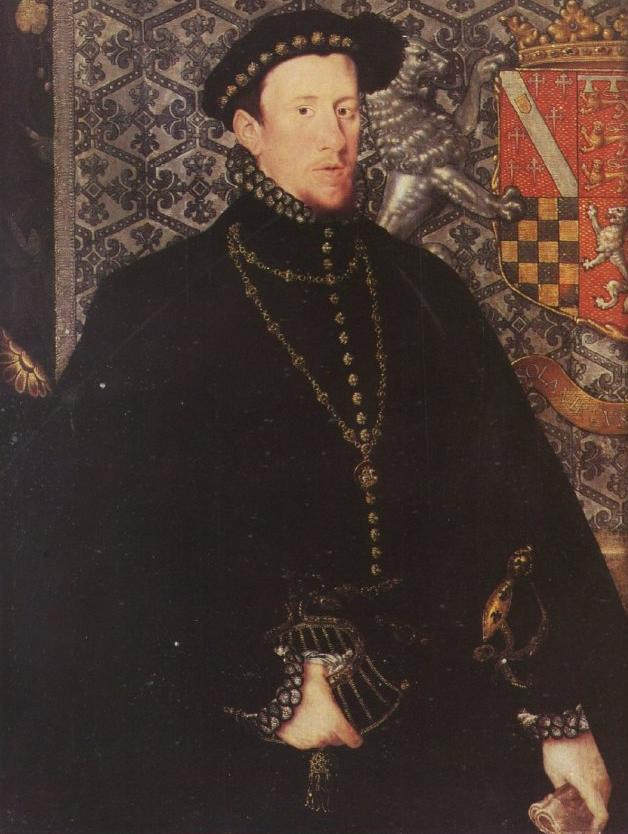
Ганс Еворт. «Томас Говард», 1563 р.
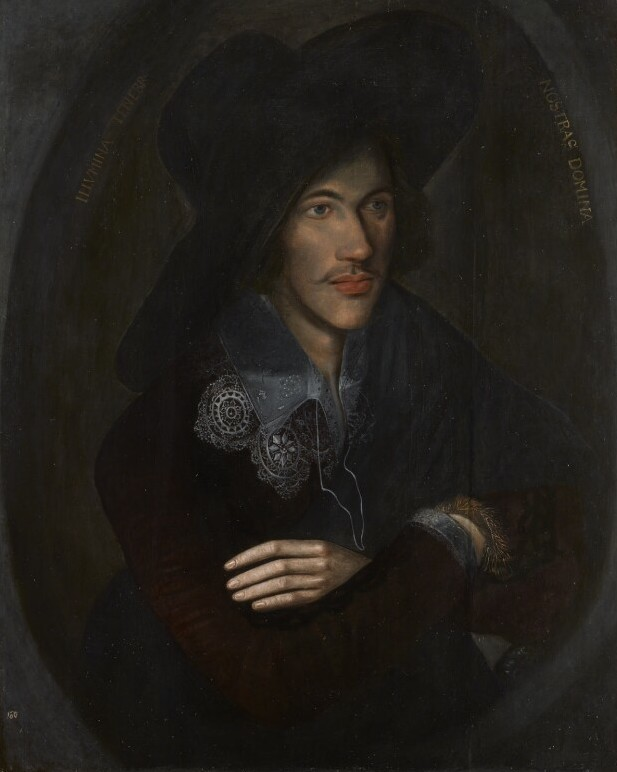
Невідомий художник. «Джон Донн в молоді роки»
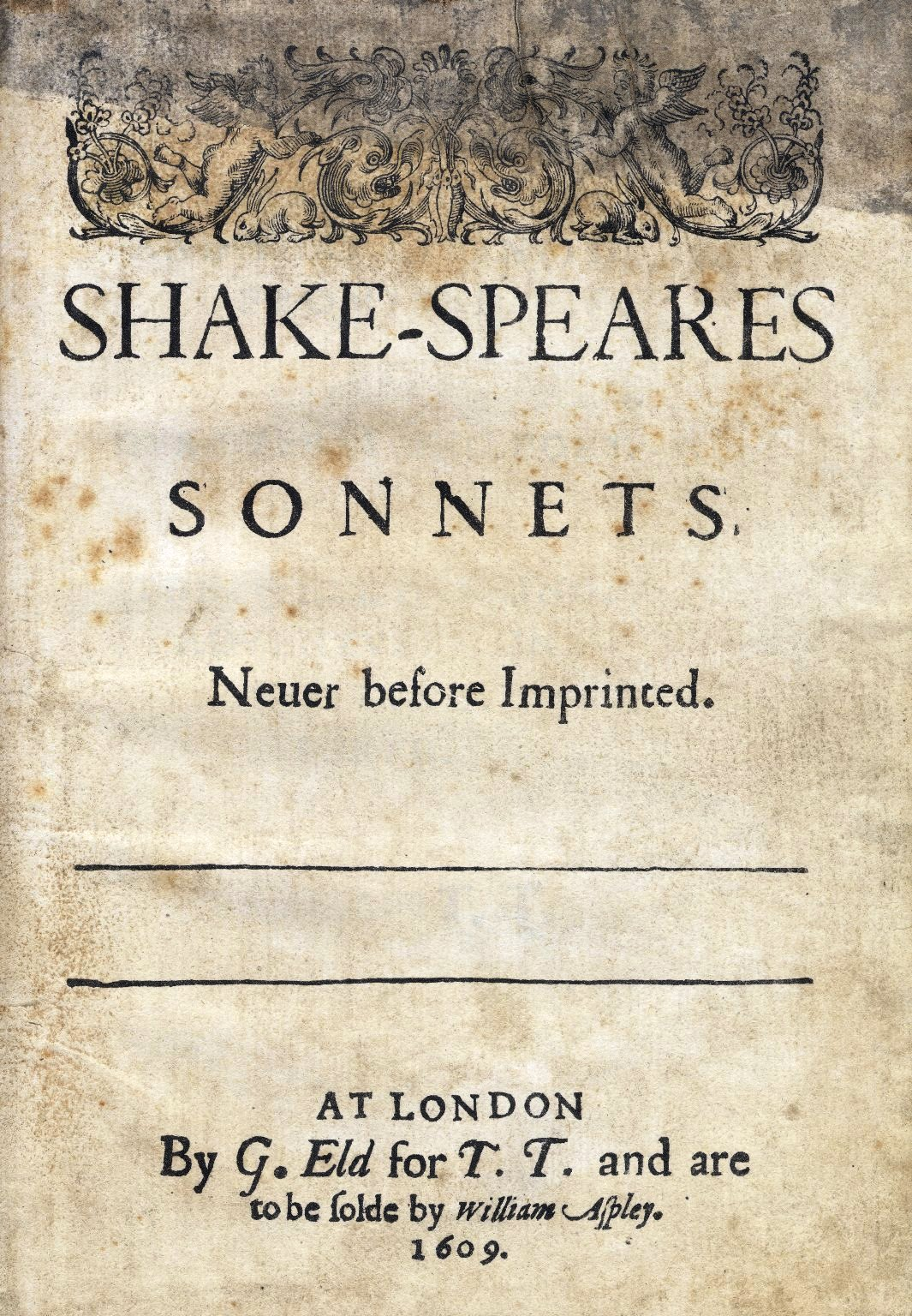
«Сонети» Шекспіра. Перше піратське видання 1609 р.
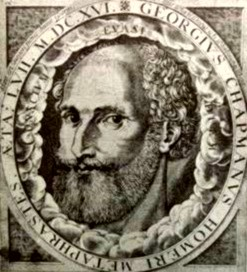
Джордж Чапмен. Поет і перекладач Гомера на англійську.
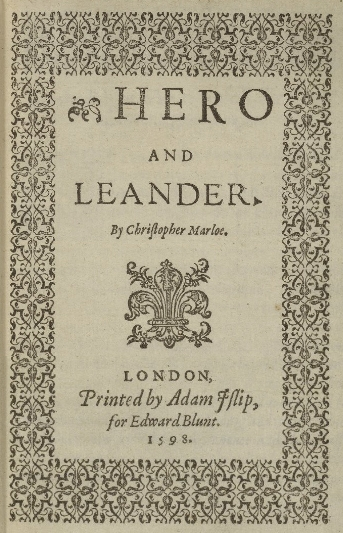
Твір Крістофера Марлоу "Геро і Леандр, 1598 р.

Відродження в Англії мало обмежений характер, що найбільше відбився не в образотворчому мистецтві, а в літературі. Культура Англії підтяглася до ідей відродження з запізненням, а засвоєння ідей відродження і гуманізму збіглося з добою маньєризму і раннього бароко, що теж мали обмежений характер в країні. Тут часто використовували форми, вироблені в інших мистецьких центрах — Італії, Нідерландах, частково — Франції.
Англійське відродження мало аристократичний характер, а королівський двір посів місце головного ренесансного центру країни. Саме при дворі короля Генріха VIII працюють гуманіст Томас Мор і відомий художник Ганс Гольбейн молодший, портретист Ніколас Хіллард (1547—1619), а при дворі королеви Єлизавети І — поет Філіп Сідні і Роджер Меннерс, граф Ретленд (Шекспір), ранні п'єси якого йшли при дворі. Інтелектуальна еліта Англії мала всі умови для освіти, самоудосконалення, подорожей, деякий час жила на континенті (Філіп Сідні — у Франції і в Нідерландах, Роджер Меннерс — у Франції і Данії). Вони отримали дійсну можливість стати мудрими на прикладах тих, хто пройшов шляхом помилок і небезпек — до них, засвоїти їх досвід, розвинути найкраще в досвіді попередників, з якої б країни вони не були.
Набуває розвитку практика запрошення на працю в Лондон іноземних художників. Королівський двір і аристократичне коло британців обслуговували Ганс Гольбейн Молодший (німець за пходженням), Ганс Еворт (фламандець із Антверпена), низка майстрів, імен яких не поквапились зберегти тощо.

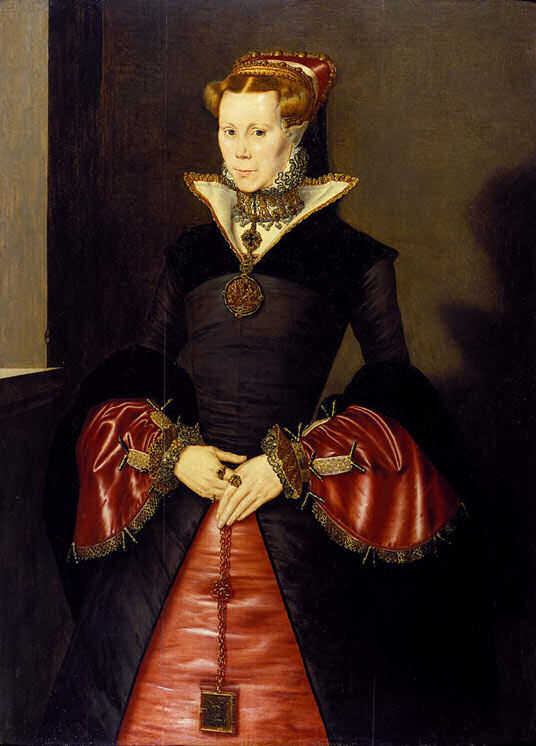
Ганс Еворт. Невідома леді, до 1555 року.
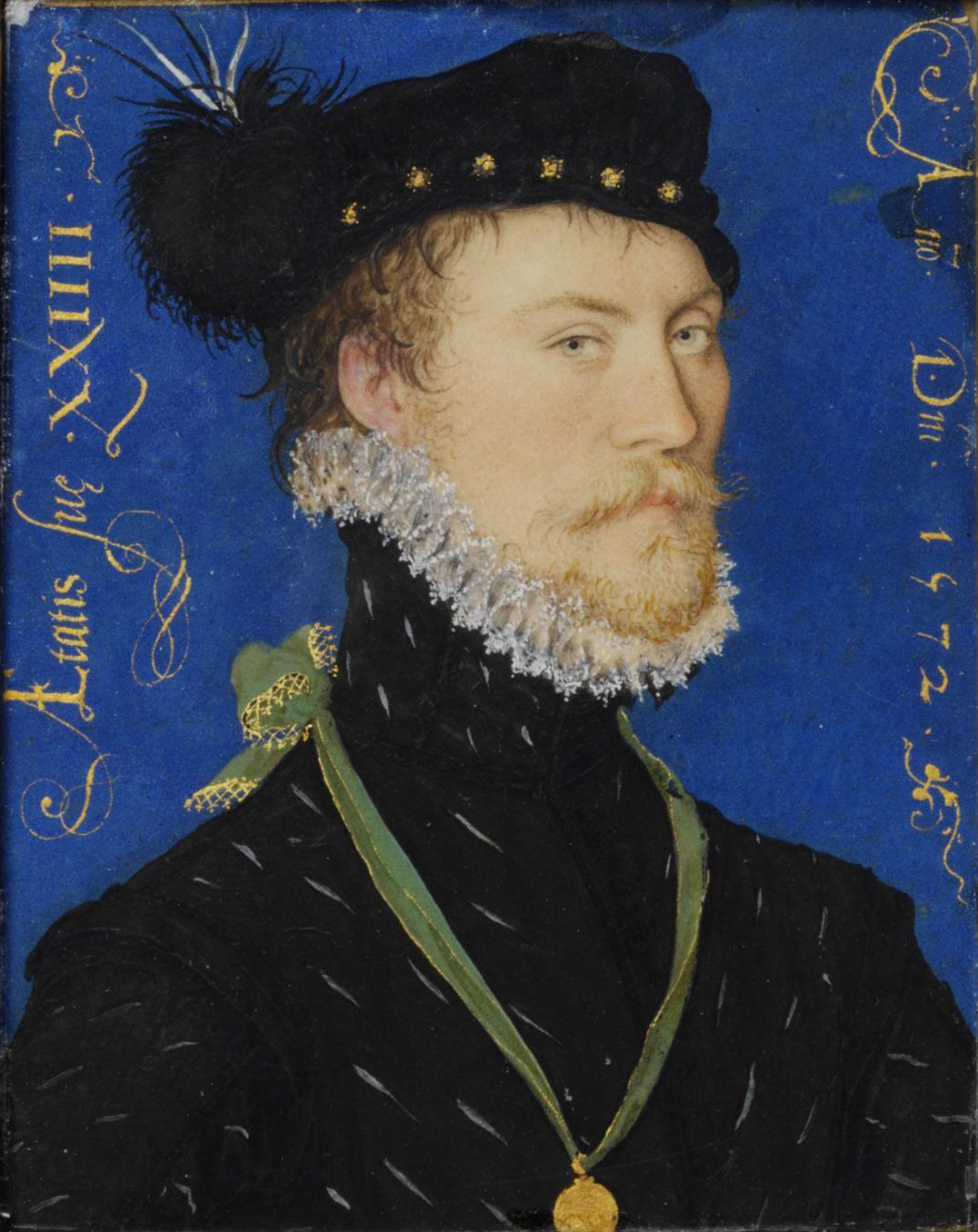
Николас Хіллард. Портрет невідомого, 1572 р.
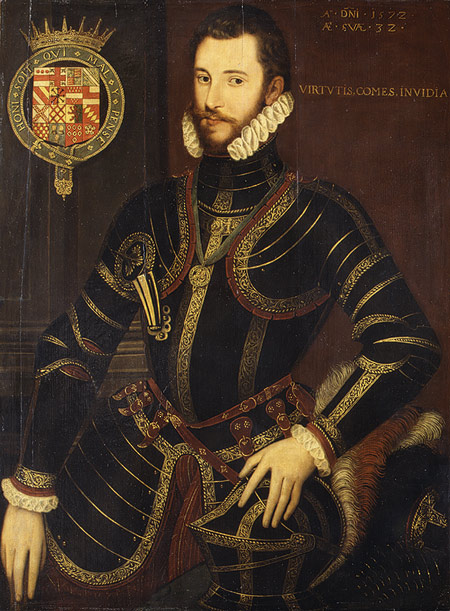
Британський худ. 16 ст. «Портрет Волтера Девере, 1-го графа Ессекс», 1572 р. Музей мистецтва Метрополітен
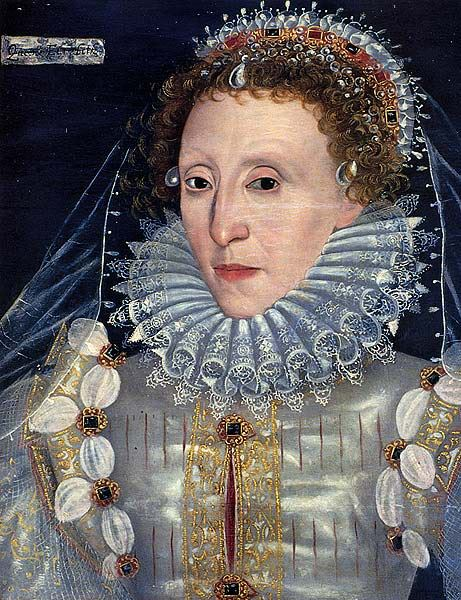
Невідомий художник. «Королева Єлизавета І», 1580 р.
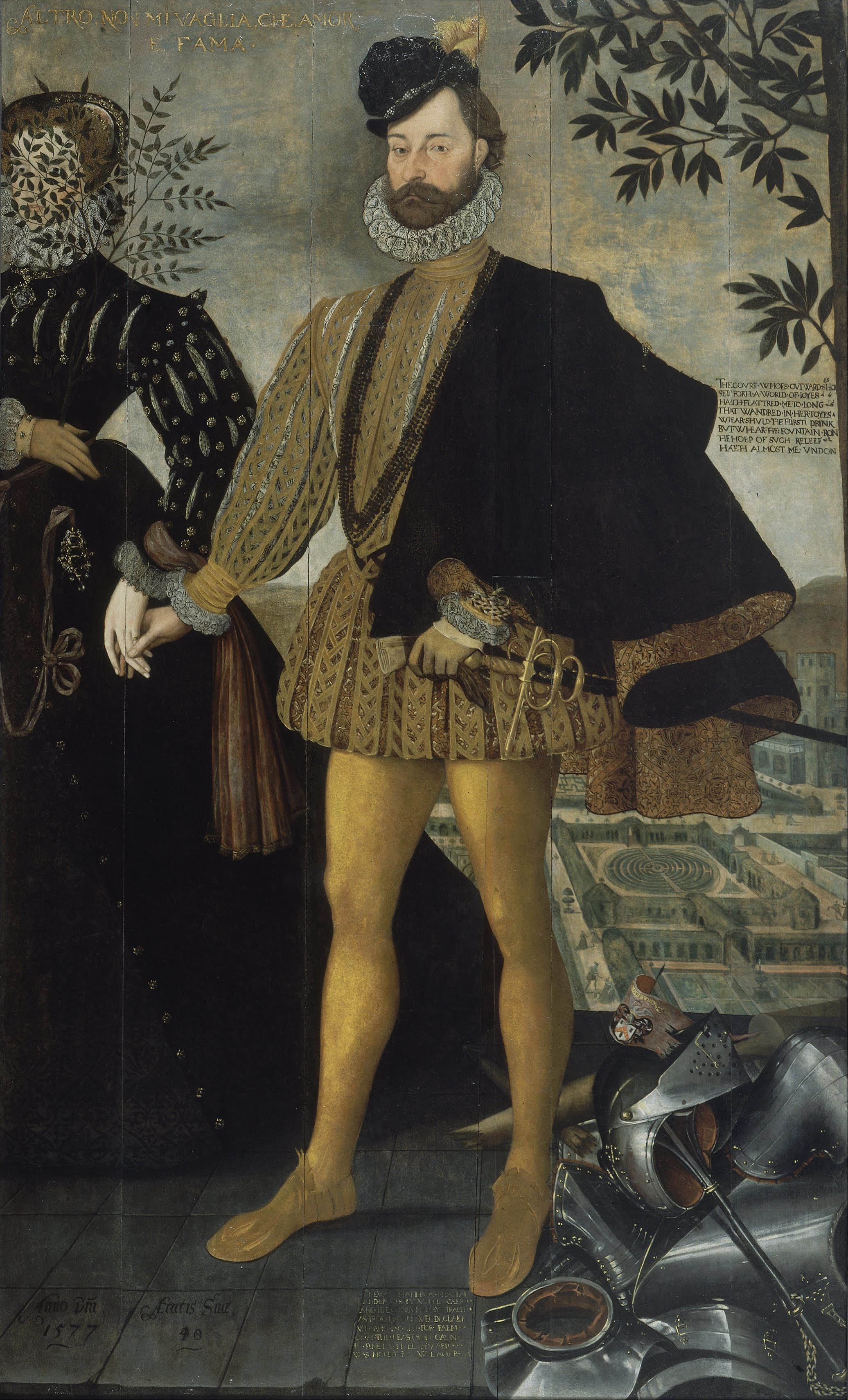
Британський анонім. «Жорж Делве з пані, що відвернулася від глядачів на тлі саду», 1577 р., Галерея мистецтв Вокера, Ліверпуль.
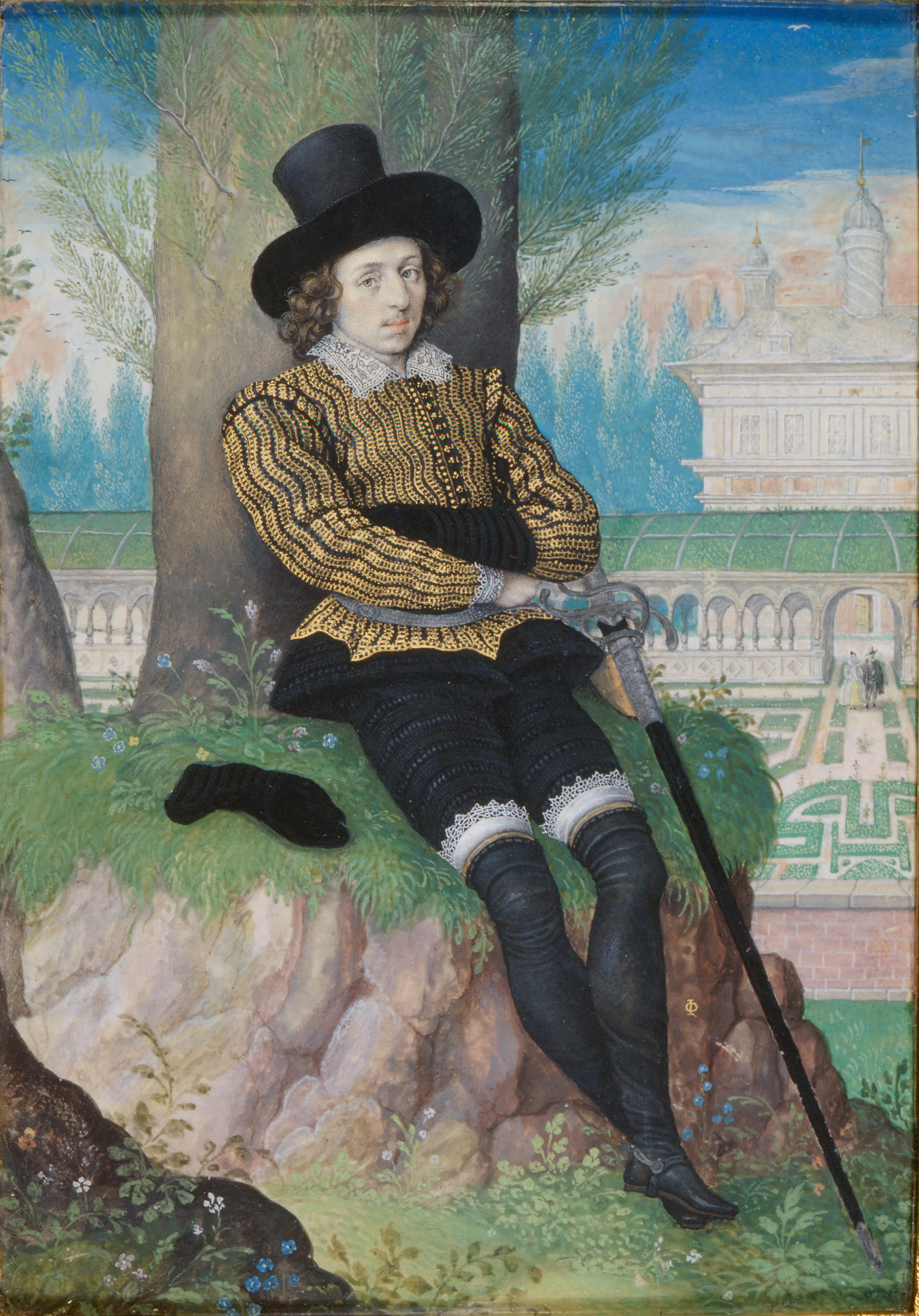
Ісаак Олівер. «Невідомий на тлі ренессансного саду», до 1595 р.
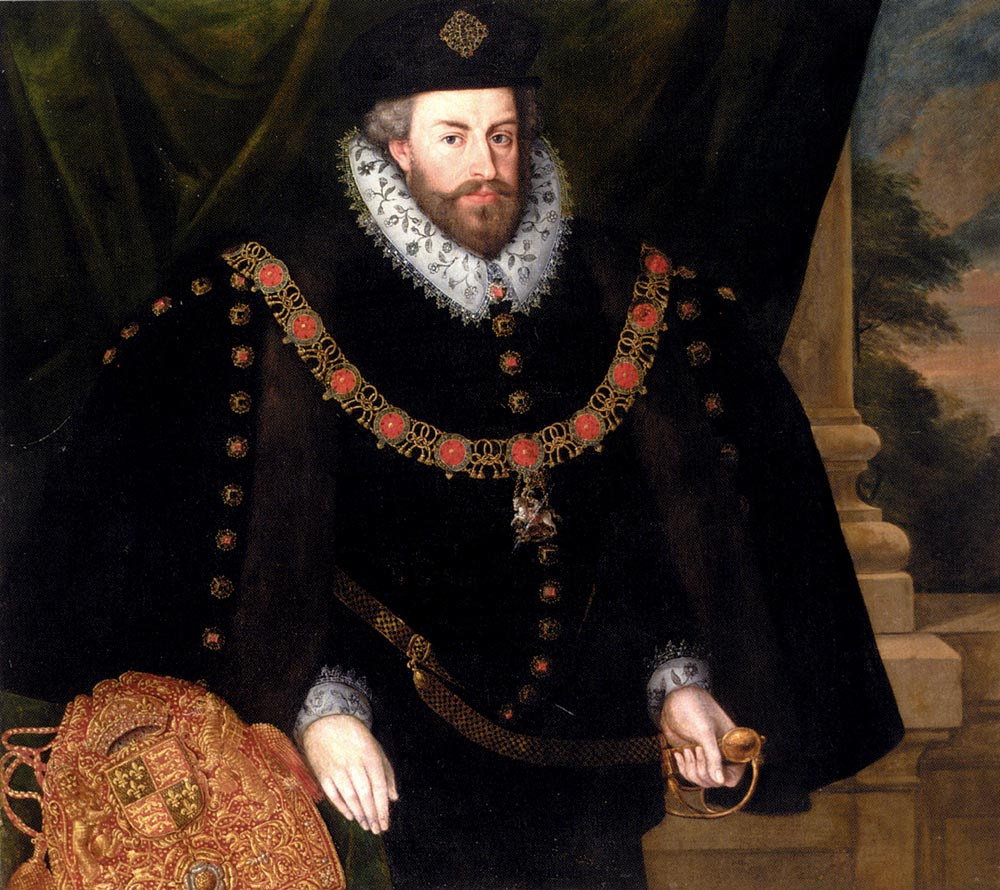
Герартс Маркус молодший. «Крістофер Хадсон», лорд-анцлер, до 1590 року, приватна збірка

## Релігійний живопис

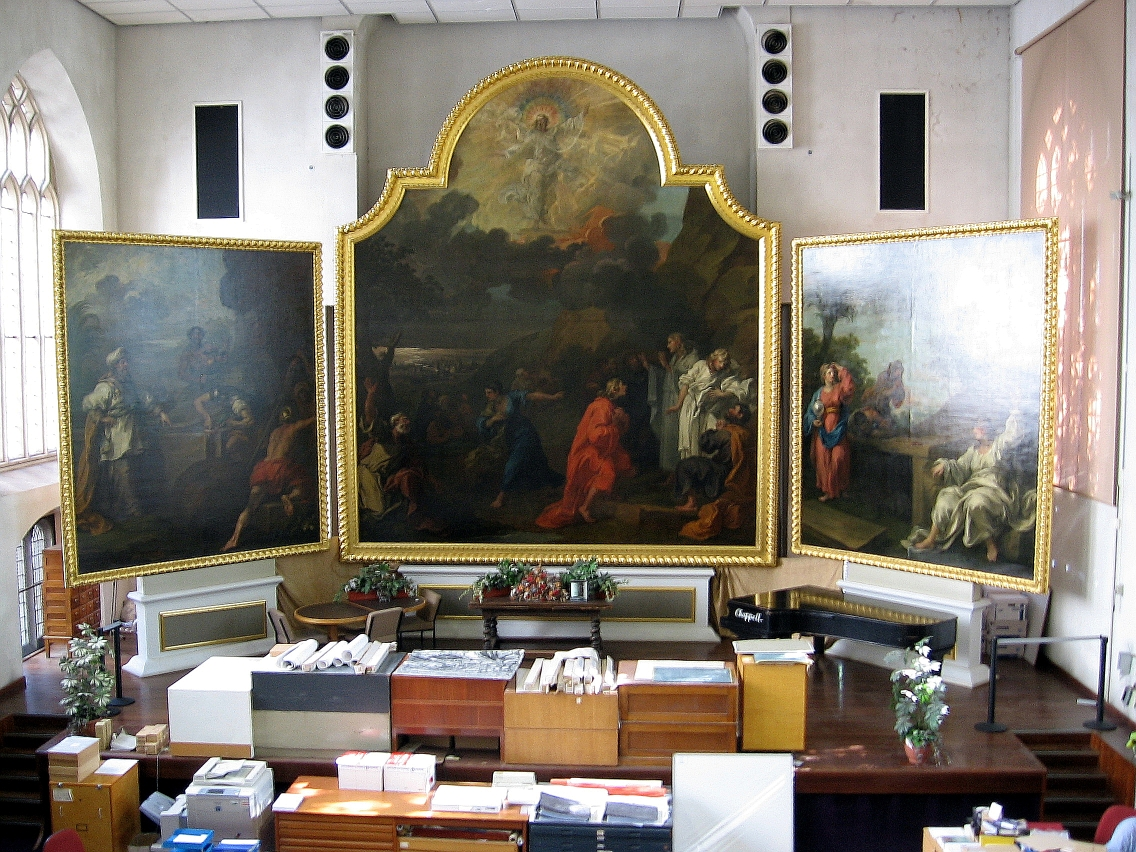
Вільям Хогарт. Триптих для церкви св. Миколая, Бристоль.

Найслабшою ділянкою образотворчого мистецтва Англії століттями залишався релігійний живопис. Спроби створювати образи святих і біблійні композиції були. З літератури відомо, що картини біблійної тематики створював протестант Ісаак Олівер (?1556-1617), художник французького походження, що оселився у Англії і узяв шлюб із донькою місцевого художника Маркуса Герартса старшого. Серед релігійних творів Ісаака Олівера «Іван Хреститель», «Свята Родина», «Покладання Христа у труну», але збережена лише остання у незакінченому стані.
Непоправної шкоди зазнав монументальний живопис (фрески) Англії в добу становленні англіканства як панівної доктрини релігійного життя країни і практично повного розриву стосунків з папським Римом та рішучою відмовою короля сплачувати папі будь-які гроші. Становлення англіканства супроводжувалось знищенням релігійних фресок в храмах країни.
Англіканство (британський варіант протестантизму) не кохалось у релігійному живопису й надалі. Тому до нього звертались переважно художники-іноземці, запрошені на працю у Лондон, серед них — Антоніс ван Дейк. Але навіть у майстерного ван Дейка, виученика фламандського бароко, релігійний живопис — найслабші твори у творчому надбанні.
На релігійний живопис Англії помітний вплив мала Болонська школа. Майже на три століття так званий болонський академізм 17 століття силомиць нав'язав канони умовного і еклектичного мистецтва в релігійному живопису не тільки Італії, а й у низці іноземних шкіл — від релігійного живопису в колоніях Америки до православної Російської імперії. Умовність і еклектичнісь і притаманні англійському релігійному живопису, позаяк тут користувались вже виробленими в Італії схемами і навіть умовними персонажами святих без їх творчого перетворення. Винятків небагато і щось живе і реалістичне виникало лише в ситуаціях, коли релігійні сюжети англійські митці трактували в побутовому спрямуванні.

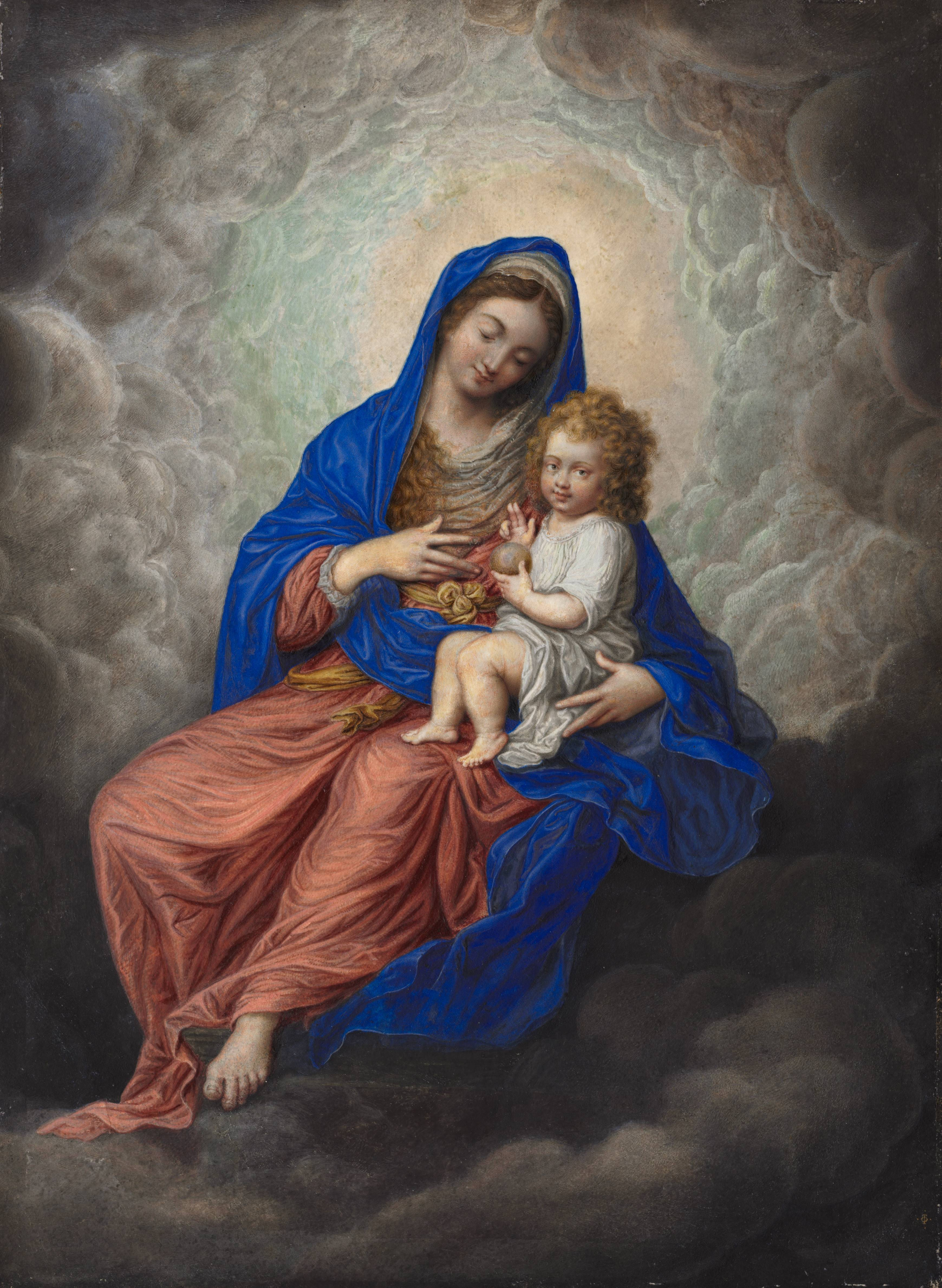
Ісаак Олівер. «Мадонна з немовлям», Художній музей (Клівленд)
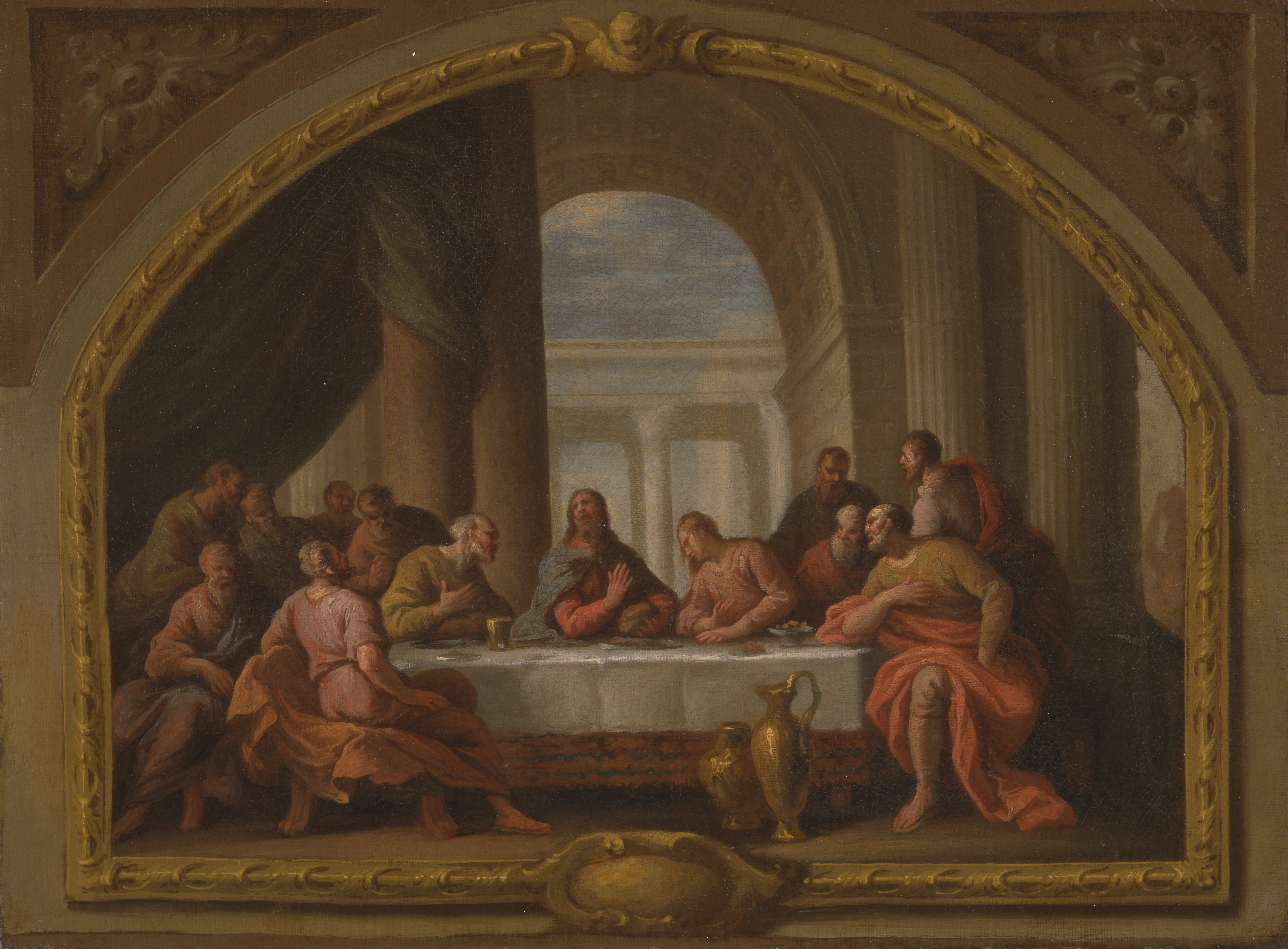
Джеймс Торнхілл. Ескіз до образу «Таємна вечеря», церква св. Марії, Веймут.
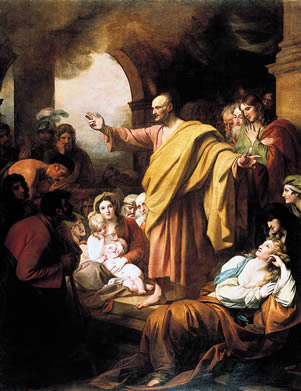
Бенджамін Вест. «Проповідь апостола Петра»

## Англійське бароко

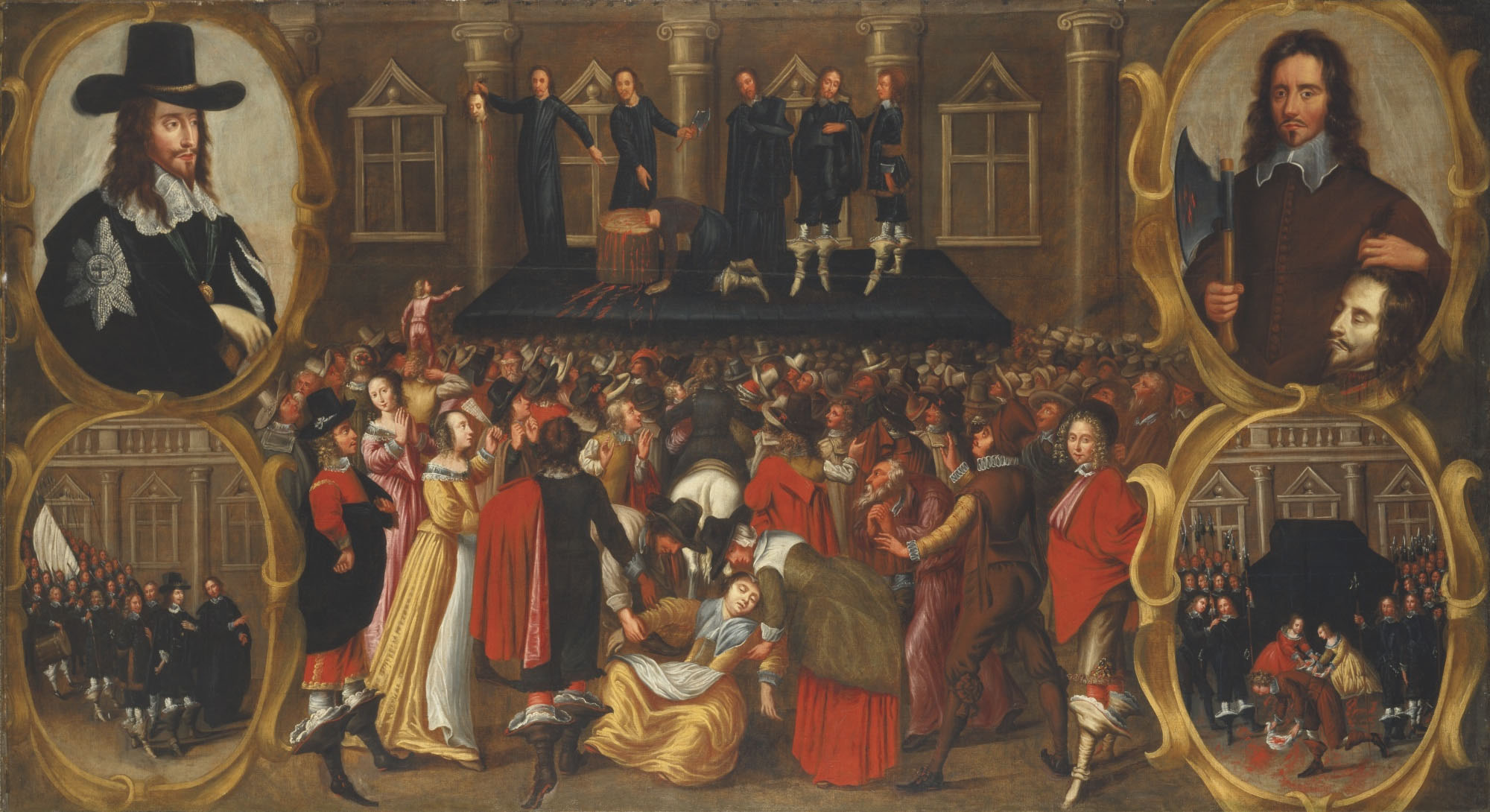
Анонім середини 17ст. «Страта кололя Англії Карла І за наказом парламента».

Британська культура майже на кожному етапі власного розвитку мала відмінності від культурних зрушень на європейському континенті. Помітні відмінності супроводжували і етап бароко. В Британії, де на уяву митців і споживачів культури могутній вплив мали форми і архетипи готики та середньовіччя, жоден із західноєвропейських стилів не мав довгого періоду розвитку (виняток — класицизм і його різновид британське палладіанство). Британське відродження, маньєризм були доволі короткими і відбилися переважно у архітектурі, декорі, надзвичайно мало у портретному жанрі.
Короткий термін розвитку мало і англійське бароко. Самі британці позначають його у 47 (близько 50) років. Кордонами беруть Велику пожежу Лондона (1666 рік) та рік прийняття Утрехтської мирної угоди (1713 рік).

## Портретисти-іноземці
Стилістики бароко дотримуються іноземні художники, запрошені в Лондон. Так було з 16 століття. Але серед них переважають портретисти, а не архітектори —
- Ганс Еворт
- Деніел Мейтенс старший
- Антоніс ван Дейк
- Годфрі Неллер

Короткі візити Рубенса чи наявність його творів в збірках англійських аристократів і королів не мали впливу в протестантській країні і були швидше зразками митця з Європи, яким не наслідували.
Визнання культури Франції 17 ст. і Версалю як мистецького центру відбилося візитами туди англійців, серед яких Крістофер Рен — математик, науковець, архітектор, автор проекту нового собору Св. Павла у Лондоні. Королівський двір дав замови на проекти створення садів бароко французькому ландшафтному архітекторові Андре Ленотру. І той прислав проекти для парку поряд з Сент-Джеймськім палацом, Лондон, для парку в Гринвічі, Британія. Але для мистецької ситуації в Британії це лише неголовні епізоди.

## Англійські теоретики мистецтва
Образотворче мистецтво Англії мало відверто аристократичний характер. Тому теоретичними дослідженнями і теорією мистецтва займались переважно аристократи з дозвіллям і часом для теоретичних досліджень.
Близькими до аристократії і королівського двору були і перші англійські теоретики 16 століття — гуманіст Томас Мор та Френсіс Бекон, дворянин з 16 століття і королівський чиновник. Томас Мор був зосереджений не стільки на проблемах образотворчого мистецтва, скільки на проблемах і протиріччях англійського суспільного життя і містобудівництва, що відбилось у створенні книги «Утопія», де він подав нарис вигаданого і бажаного міста в ідеальній англійській державі. В описах того міста вбачають вигаданий Лондон, але перебудований на засадах геометрії і регуляності. Він пише про довгі ряди будинків, повернутих до вулиці фасадами, а за житловими будинками розташовані сади. Саме цю забудову і реалізуть радикально налаштовані англійські архітектори пізніше в обмежених масштабах.
Але основи естетики нового часу у Англії заклав Френсіс Бекон, дворянин і найбільш значимий теоретик доби. Бекон відштовхувався від ставлення до Природи і намагався брати природу і людину (та її проблеми) у комплексі («Тонкість природи набагато перевищує тонкість почуттів і розуму». «Вона повинна вважатися матір'ю усіх наук». «Не існує такої довершеної краси, котра б не мала якихось значимих відходів від пропорцій»). Френсіс Бекон навіть створив теоретичну програму «Велике відродження наук», де подав картину взаємозв'язку наук, мистецтва і архітектури, а також власний прогноз їх подальшого розвитку.
Універсальна картина взаємозв'язку наук, мистецтва і архітектури Бекона була близька до теоретичних настанов доби відродження, але мала власні обмеження. Так, у Англії не отримало розповсюдження ні будівництво ідеальних міст, ні фортець навколо середньовічних міст, ні створення міських ансамблів, ні регулярне розпланування міст на кшталт Франції. Оборону країни підтримували системи замків-фортець та могутній, розвинений британський флот.
І до Бекона, і після Бекона була і залишалась хаотичні середньовічна забудова міст, котра лише була підсилена, а не ліквідована у період зростання британських міст. Більше, ніж проблеми образотворчого мистецтва, Бекона цікавили проблеми створення і облаштування садів. Садівництво (і паркобудування) тривалий час займало кращі уми країни і вже у 18 столітті приведе до обґрунтованої програми створення англійського, пейзажного парку.

## Теорії лорда Шефстбері
На невідповідний величі держави стан образотворчого мистецтва звернув увагу Ентоні Ешлі Купер, лорд Шефстбері (1671—1713). Саме він і займався теоретичною проблемою образотворчого мистецтва Англії. Керував його освітою філософ Локк, продовжувач емпіричного пізнання Ф. Бекона. Шефтсбері подорожував країнами Західної Європи і навіть помер у Неаполі. Тобто у нього був час для пізнання досягнень мистецтв у різних країнах. Пунктом його стикання з реальністю Англії таким чином стало мистецтво. В той час воно переживало не найкращі часи.
- Регулярне розпланування так і не було прийняте в британській містобудівній практиці.
- Стилістика бароко не отримала в Британії помітного розповсюдження і її кращі здобутки в архітектурі створені провінціними архітекторами, а сам період бароко був коротким.
- Практика створення садів бароко надто швидко була піддана ніщивній критиці. Шефтсбері опинився серед тих небагатьох, хто реально відчував усі перебільшення і негаразди в стилістиці бароко та справедливо критикував непотрібні і агресивні втручання в природу навіть в парку Версаль.

Той же лорд Шефстбері декларував — 
| Всі ці грубі скелі, і криті заростями печери, і водоспади на річках, всі ці грубі красоти диких місцин — настільки повно представляють божествену Природу, що дадуть спостереженням і милуванню більше захоплення, котре перебільшить всі викрутаси князівських і королівських садів. |
Доволі різкими були оцінки лорда Шефтсбері і тодішнього стану в образотворому мистецтві Англії. 
| Хоча на британському ґрунті нема живопису, гідного схвального відгука, тим не менше публіка відчула смак до репродукційної (друкованої) графіки, малюнкам, копіям і оригіналам італійських художніх шкіл, таким несхожим на живопис Франції, що у мене нема сумнівів, що через декілька років ми матимемо досягнення у мистецтві і в цій галузі. |
Теоретичними проблемами образотворчого мистецтва Англії у 18 столітті опікувались також такі авторитети британського мистецтва як Вільям Хогарт, автор книги «Аналіз краси», та Джошуа Рейнольдс. В 19 столітті цими проблемами опікувався Вільям Морріс.

## Джеймс Торнхілл та бароковий живопис Великої Британії

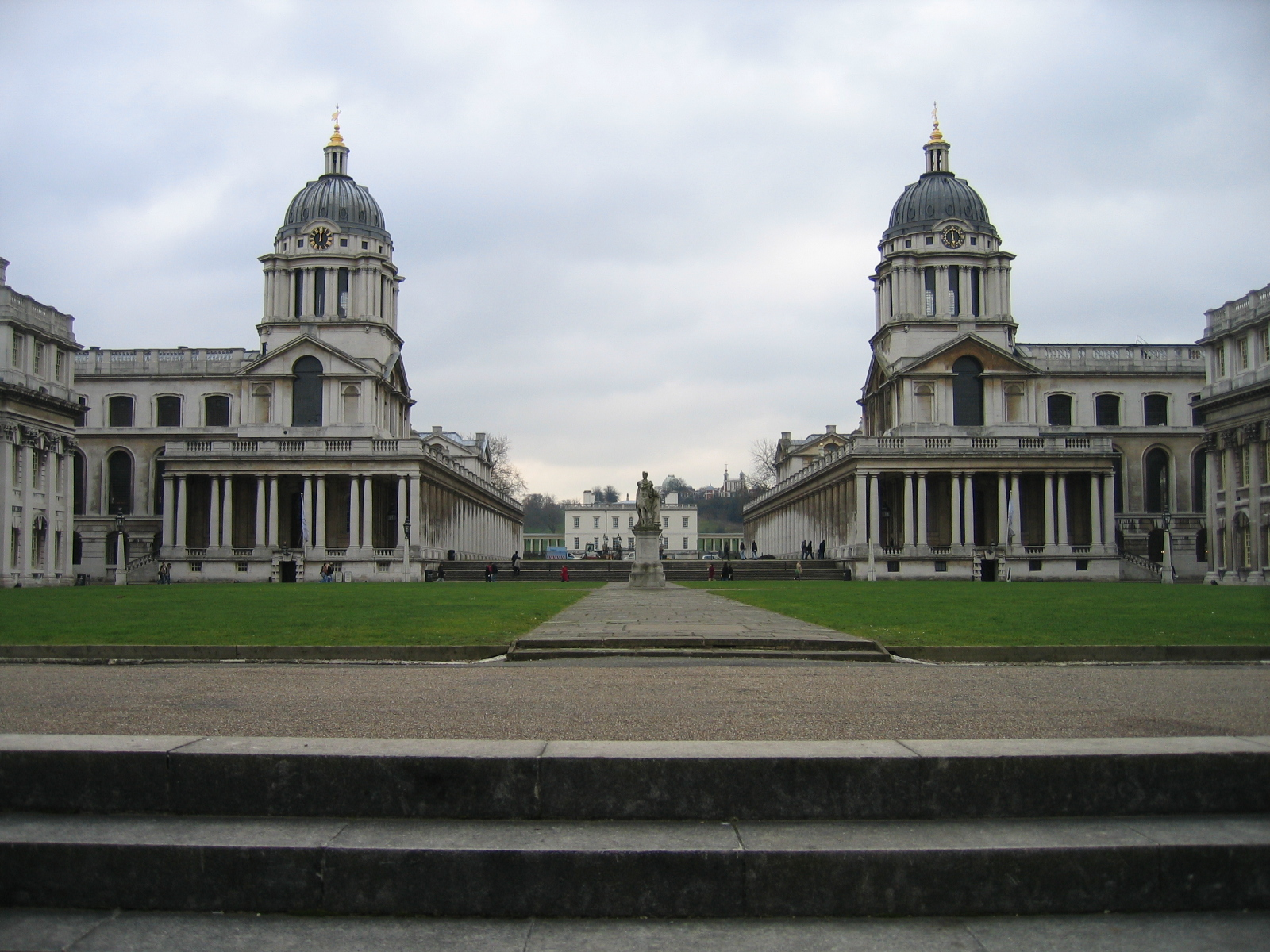
Гринвіцький військово-морський шпиталь, площа перед спорудою від річки Темза

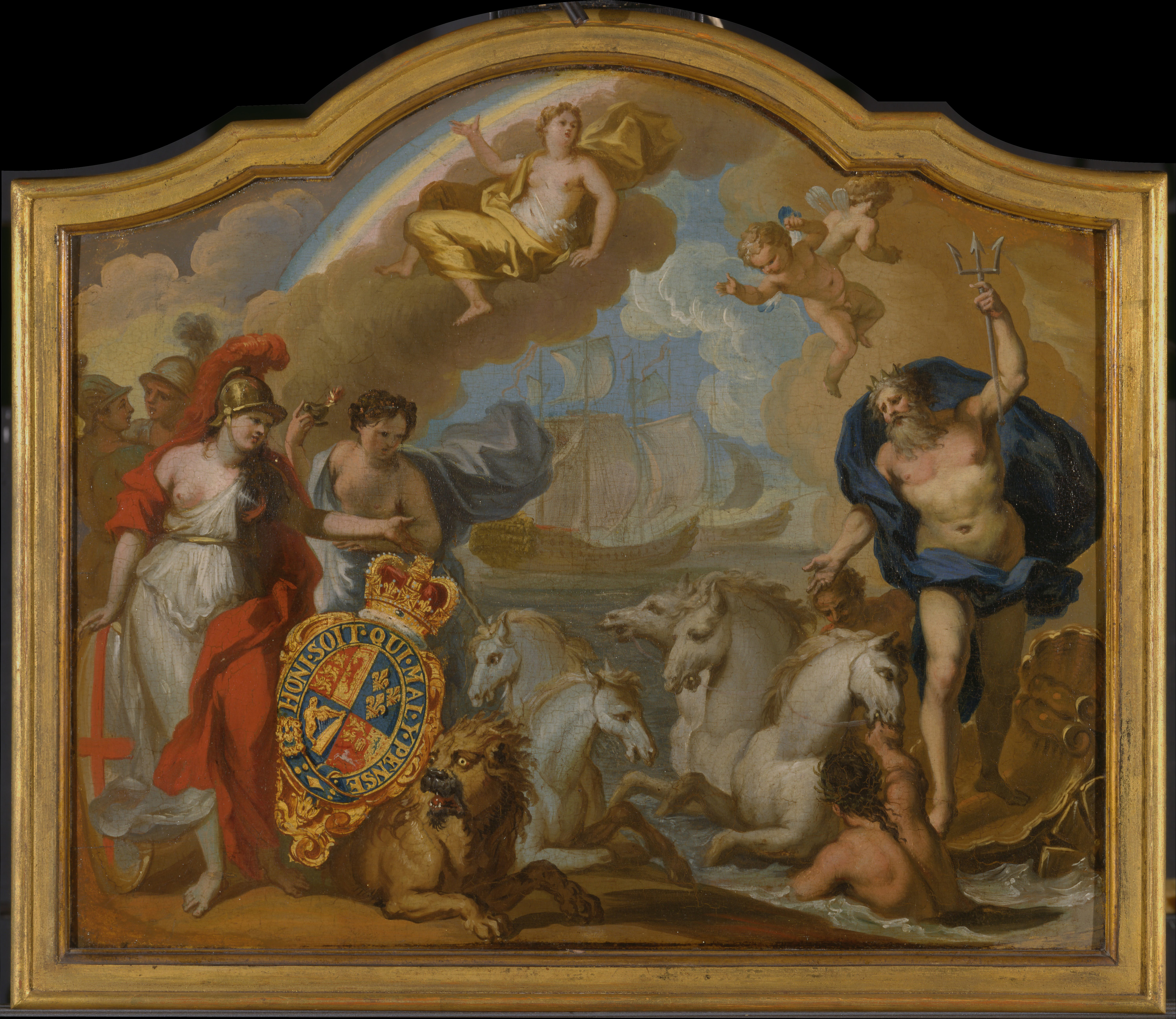
Джеймс Торнхілл. «Алегорія міці Великої Британії на морі», бл. 1720 р. Центр Єль британського мистецтва

Символічною фігурою барокового живопису Великої Британії мимоволі став художник Джеймс Торнхілл (1676—1734), не найкращий серед місцевих майстрів. Він отримав замови на монументальні стінописи, що символізували у ту добу державницьку велич і формальну відповідність зразкам історичного живопису з європейського контитента. Джеймс Торнхілл отримав важливі замови не завдяки яскравій художній індивідуальності (котру мав венецієць Себастьяно Річчі і котрому хитро відмовили), скільки тому, що Торнхілл був … англійцем.
Католик Себастьяно Річчі (1662—1634), монументаліст і автор декількоїх плафонів, приніс у Лондон святковість і чуттєвість венеційської школи живопису, котру цілком допускав католицизм. Англіканство, що відсахнулося від розпусти і гріховних веселощів двору короля Карла II, прийшло до строгості і регламентації так званого здорового глузду і майже торгового прагматизму.
Архієпископ Теннісон декларував: « Я не беруся аналізувати живопис, але думаю, можу наполягати на двох умовах. Перша — обраний художник має бути протестантом (англіканцем), друга — він має бути англійцем (!)». Джеймс Торнхілл, про щабель здібностей котрого навіть не йшлося, відповідав обом умовам архієпископа і саме він отримав замови на стінописи у Гринвіцькому шпиталі та у соборі св. Павла, у знакових спорудах англійського бароко. Відповідною до прагматизму, регламентації (тобто цензурі) і несприйняттю католицизму була і ідеологічна програма стінописів у Гринвіцькому шпиталі — «Торжество» або «Апофеоз» англіканства.
На стінописи у соборі св. Павла претендувала низка французьких і італійських майстрів. Торнхілл серед них був єдиним англійцем і саме він завдяки протекції отримав і цю престижну замову. Джеймс Торнхілл виконав ці стінописи у техніці грізайль, вони майстеровиті і непогано виглядають з далекої відстані, мають ознаки чогось величного і фахового, що і забезпечило грізайлям популярність у сучастиків, бо вони волали державницької величі у живопису і нарешті її отримали. Вони нагадували холодні і пишні зразки стінописів у Парижі, різновиду придворного і аристократичного мистецтва Франції, а більшого за академізм 17 століття і не було потрібно. Відсутність оригінальності не завадила популярності.

## Британські карикатуристи зламу 18-19 століть

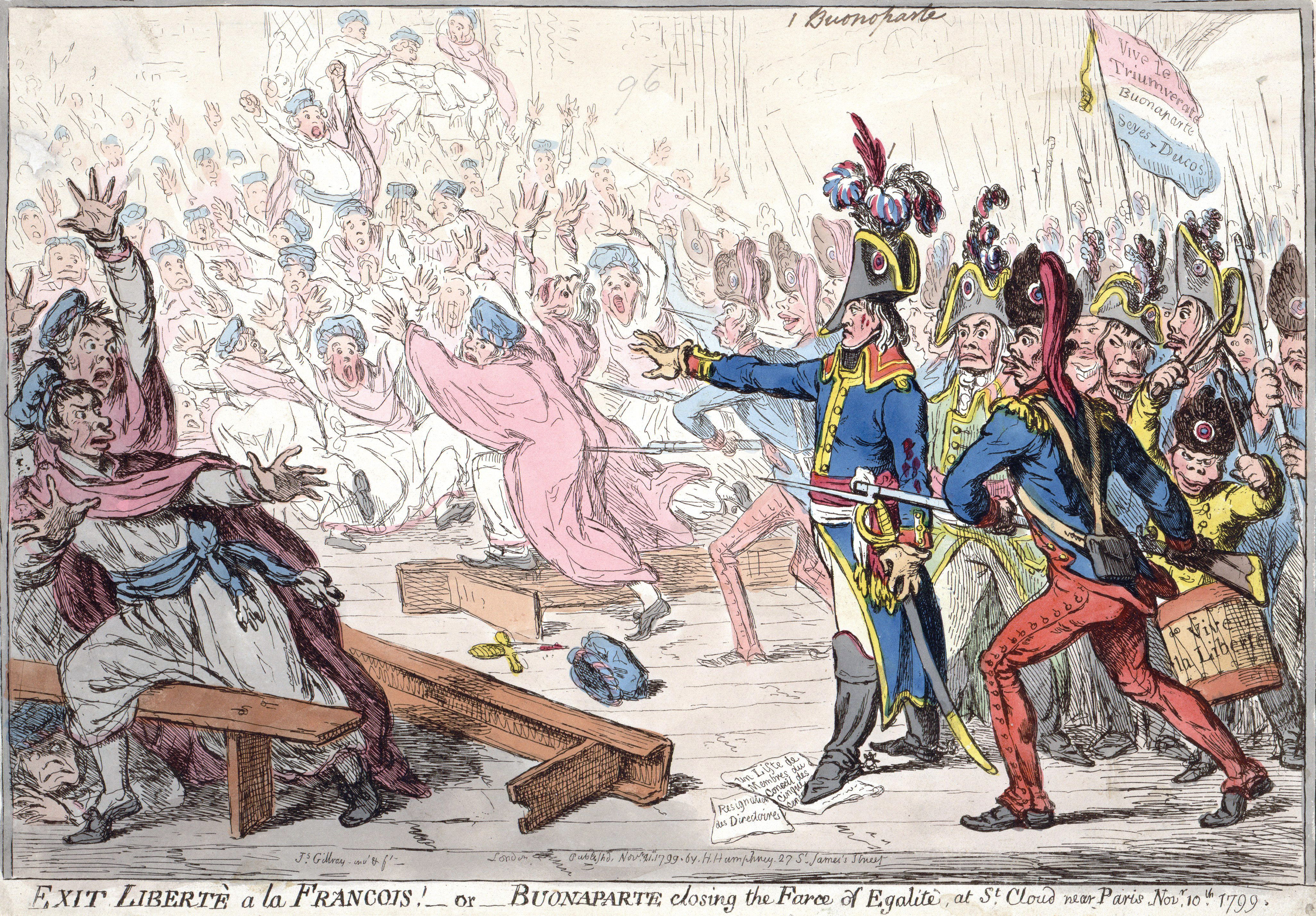
Карикатурист Джеймс Гілрей (1757—1815). «Наполеон насиллям припиняє фарс зі свободою у пореволюційній Франції», 1799 р.

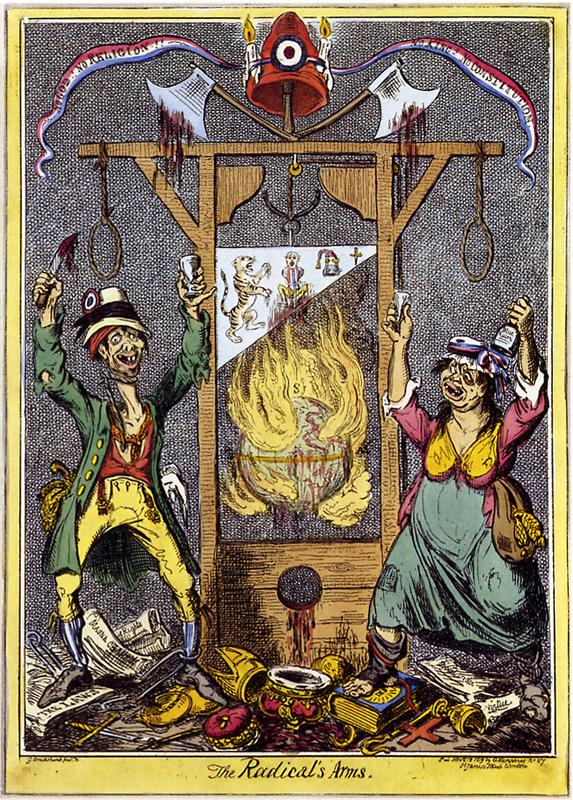
Джордж Крукшенк. Карикатура на Французьку революцію 1789—1793 рр. і залякування прагненнями радикалів, 1819 рік.

Своєрідним художнім явищем доби просвітництва у Англії була карикатура. Нею вже займався Вільям Хогарт з метою майже релігійного повчання, навернення на шлях добропорядності. Піднесення британської карикатури припало на злам 18-19 століть. Відомі її представники — Джеймс Гілрей, Джордж Крукшенк, Томас Ровлендсон та низка інших.
На відміну він живопису (коштовного, унікального в кожній речі, доступного обмеженому колу аристократів і багатіїв, орієнтованого на смаки пільгових станів суспільства) карикатура була дешевим різновидом мистецтва і звернутою до всіх, не оминаючи і бідноту.
Карикатура мала актуальний характер, традиційно розробляла побутову тематику і політичні новини. Британська карикатура мала також охоронно-консервативний характер і несла спрямування панівних класів на збереження статус-кво і пригашення політичної активності народу.
Так, в роки революції в Шотландії було створене «Товариство друзів народу», керував яким доктор Мюр. Вже 1793 року його притягли до суду в ліберальній Британії і засудили до чотирнадцяти (14) років каторжних робіт (!).
Критику подій французької революції маскували під аналітику і незаангажованість. У суспільстві Британії насадили консервативні і осудливі погляди на французьку революцію. Активним провідником консервативних і осудливих поглядів став і карикатурист Джеймс Гілрей. В хід пішов увесь арсенал давно вироблених образів бароко і образів новітніх — алегоричне зображення Британії як уособлення мудрості (ніяк не менше !), колісницю котрої тягнуть британський лев і ганноверський кінь (геральдичні звірі Британії і Ганновера), розгніваний критикою Наполеон і навіть Джон Буль (ще одне уособлення Британії), що відрубає голову Наполеону, якщо той наважиться напасти на Британію. У Наполеона Бонапарта був план висадитися на острівну Британії і захопити Лондон. Реакцією на цей план і стане чергова карикатура Джеймса Гілрея, найбільш радикальна у циклі осудливих карикатур на події французької революції і на плани та дії Наполеона.

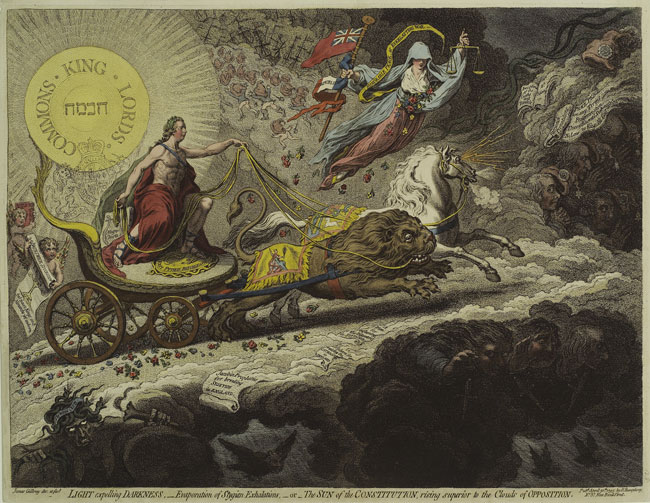
Джеймс Гілрей. «Мудра Британія перемагає інтриги  французів» або «Світлий Феб жене геть Пітьму», розфарбований офорт, Нью-Йоркська публічна бібліотека
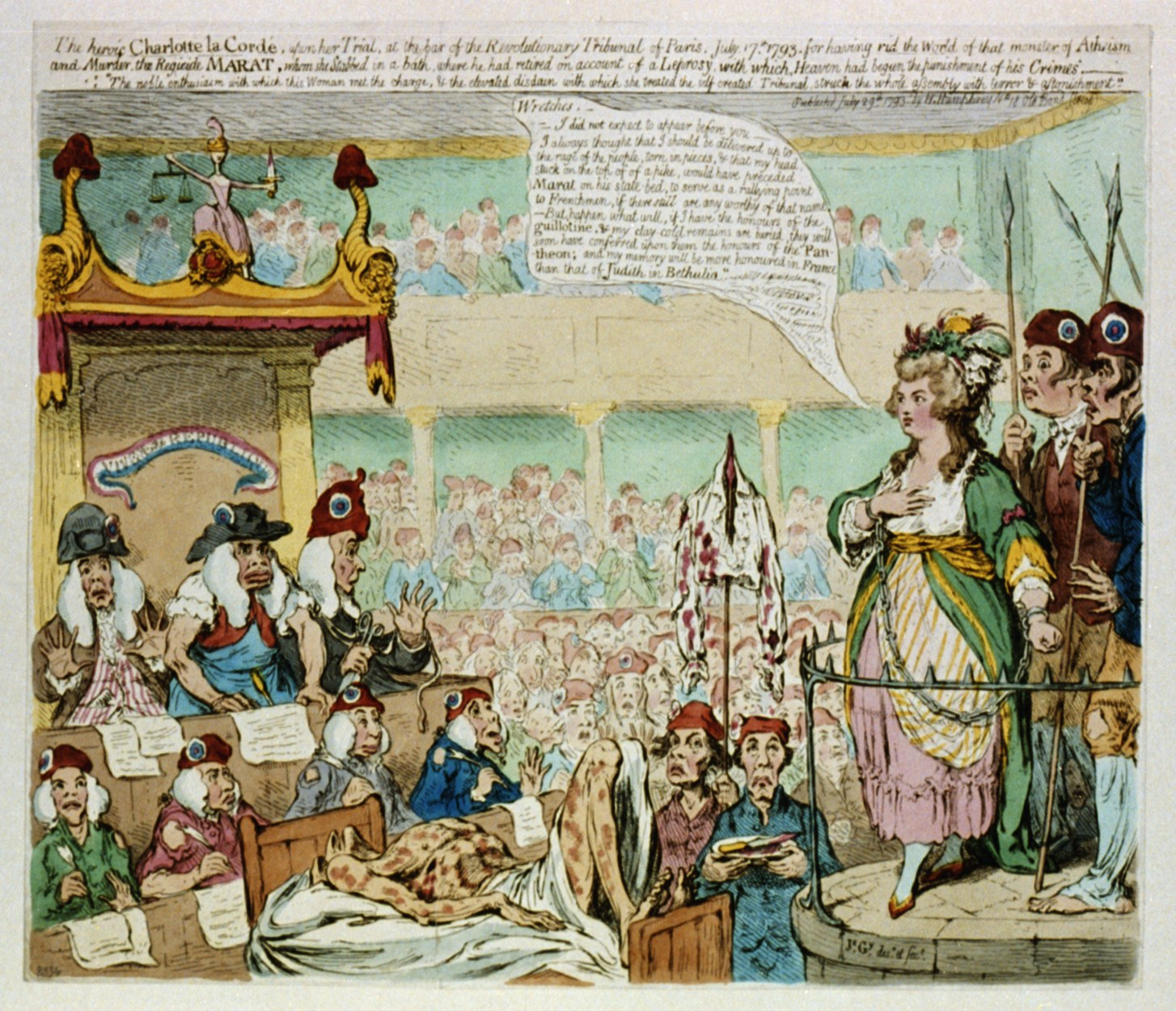
Джеймс Гілрей. «Убивця Марата Шарлота Корде у кайданах перед революційним трибуналом», 1793 р., Бібліотека Конгреса США.
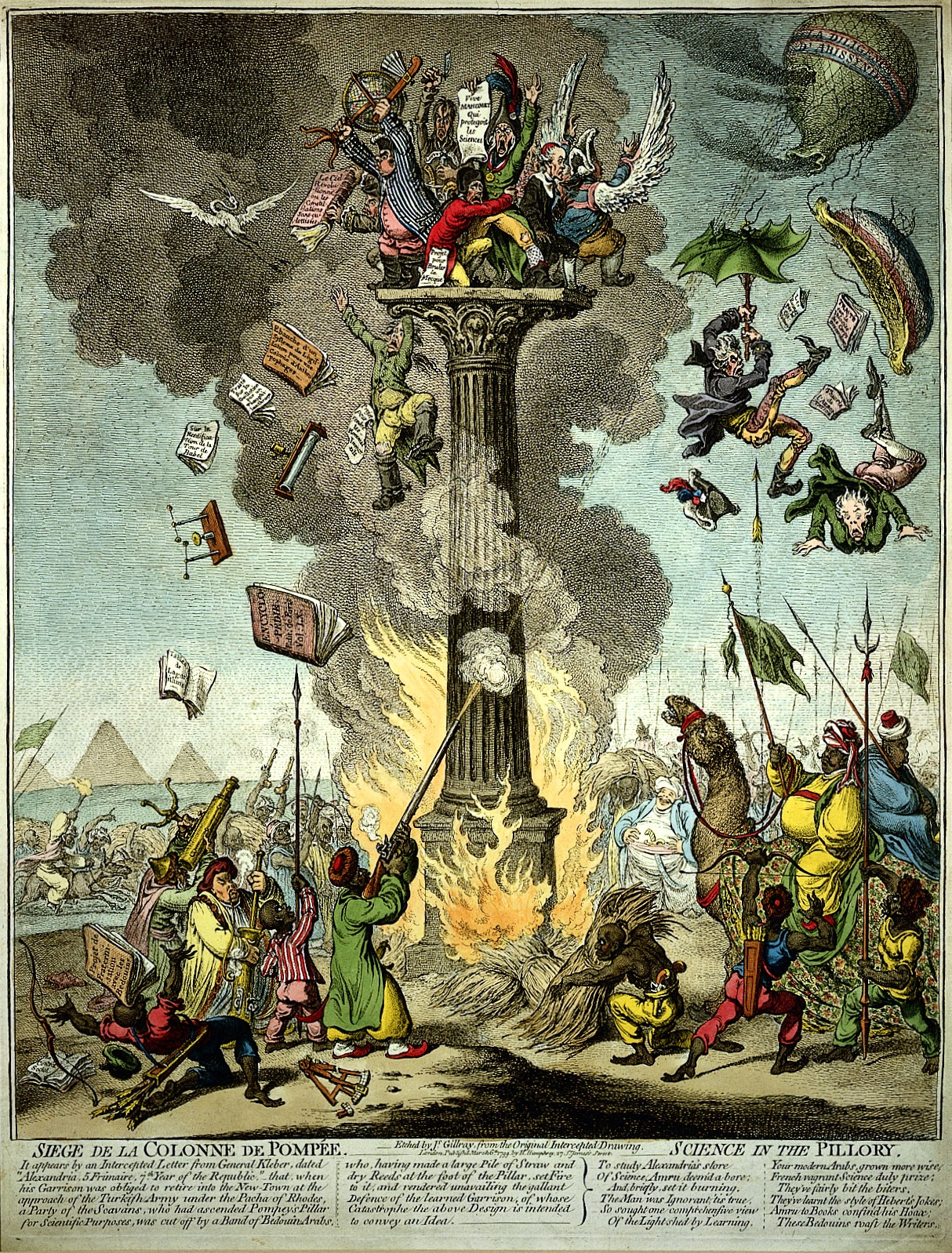
Джеймс Гілрей. «Купка французьких науковців, що покинута Наполеоном у Єгипті і страждає від вояків-арабів», 1799 р.,
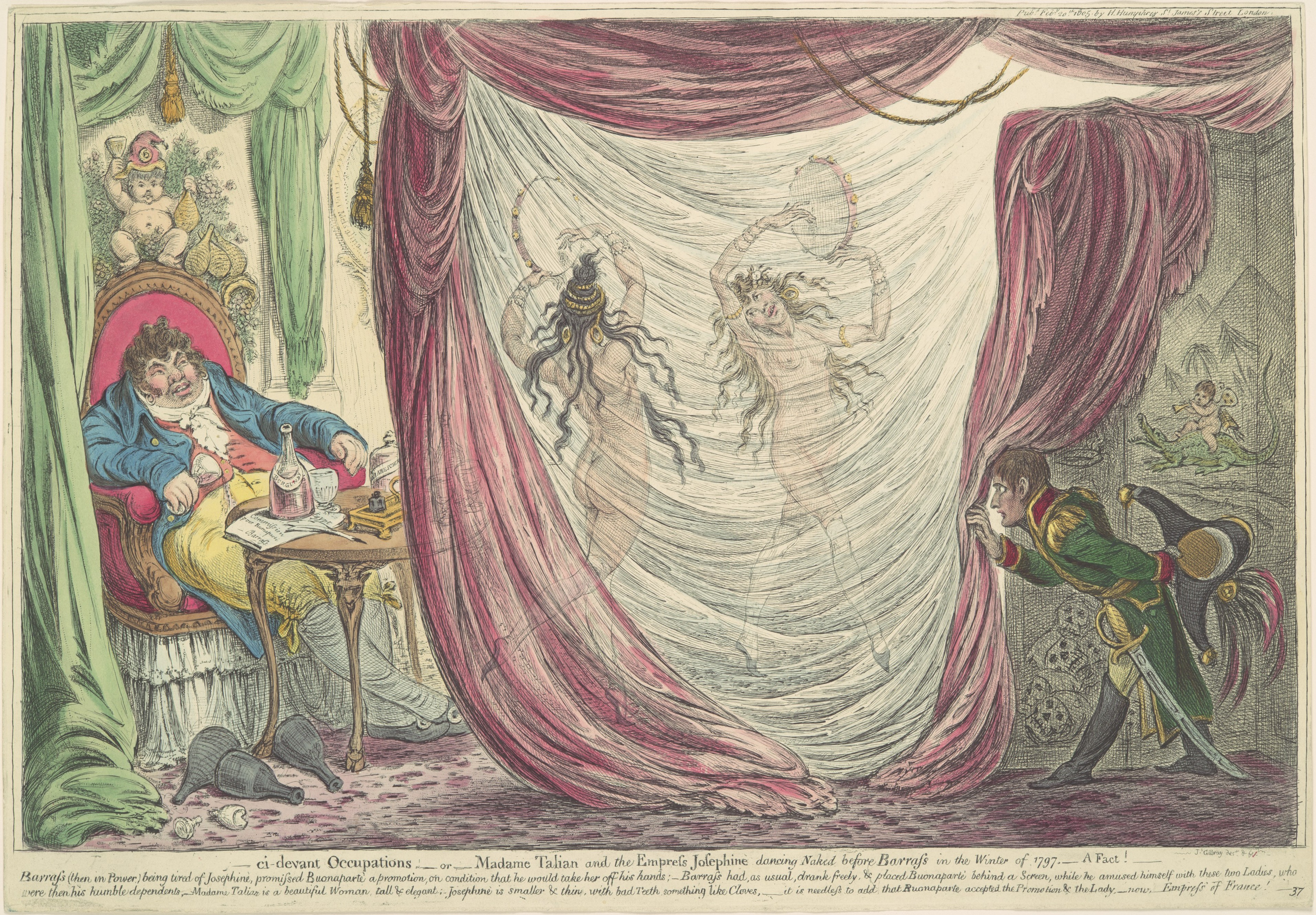
Джеймс Гілрей.  «Пол Баррас розважає Наполеона та Тальєна танцями оголених жінок», 1805 р.
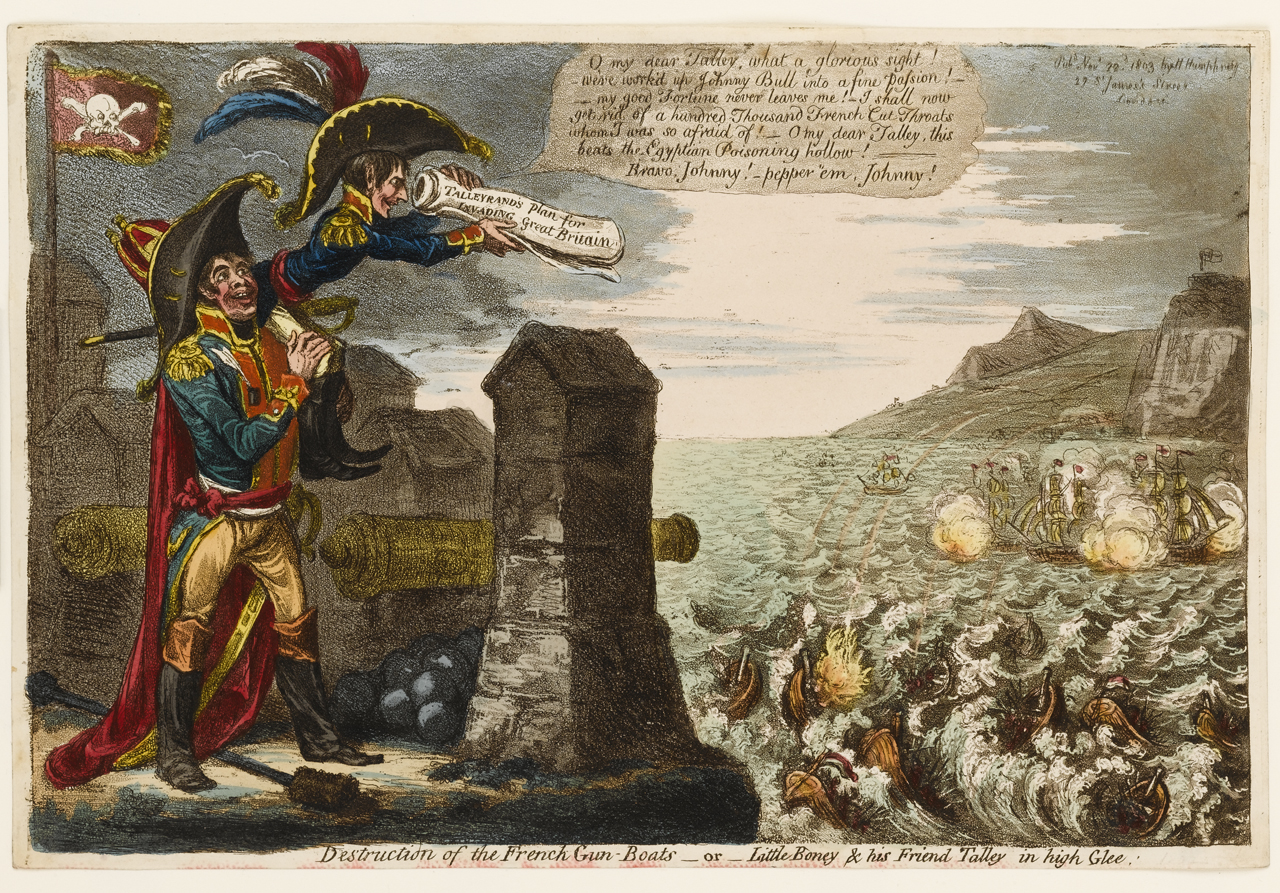
Джеймс Гілрей. Карикатура на Талейрана і Наполеона Бонапарта та знищення французьких військових човнів англійцями.
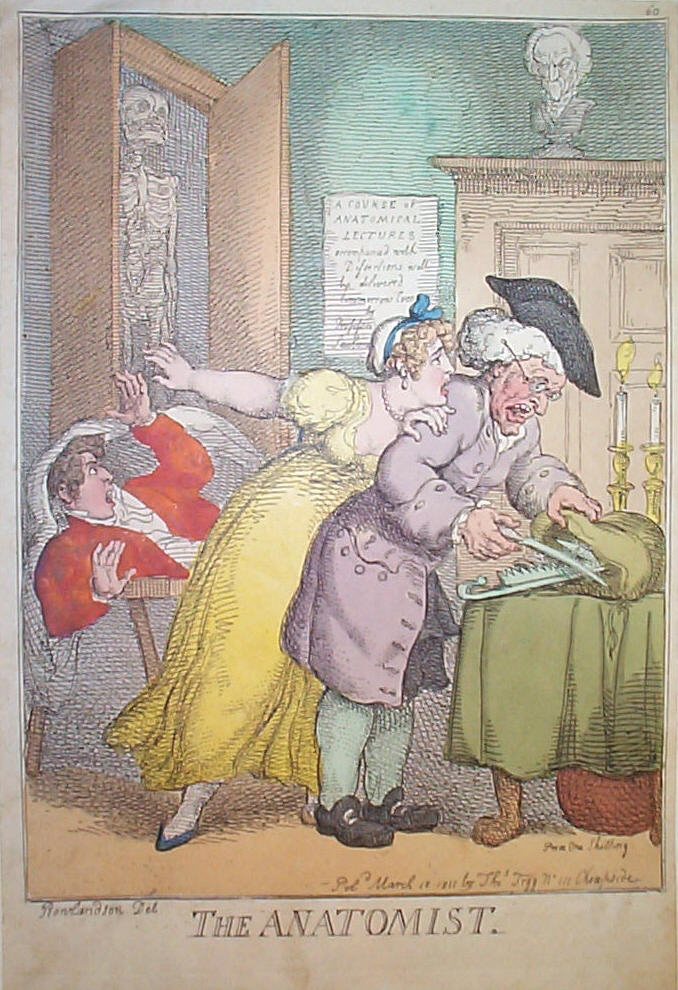
Томас Ровлендсон. «Захист коханця від анатома-чоловіка», 1811 р.
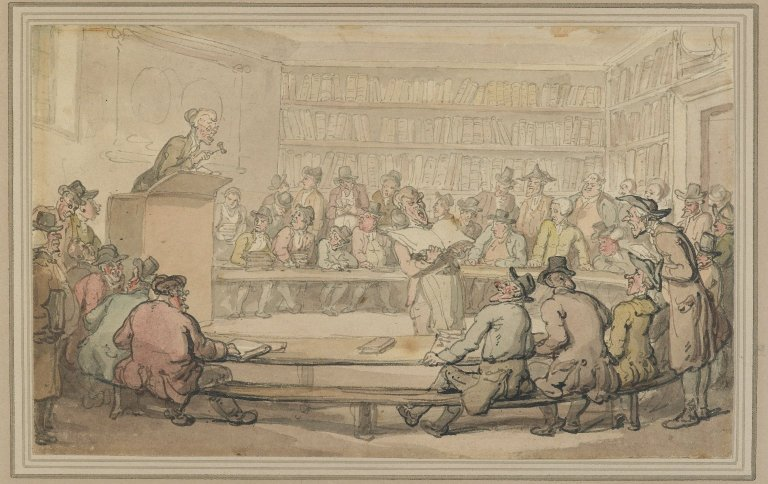
Томас Ровлендсон. Карикатура «Книжковий аукціон», до 1815, Бруклінський музей.
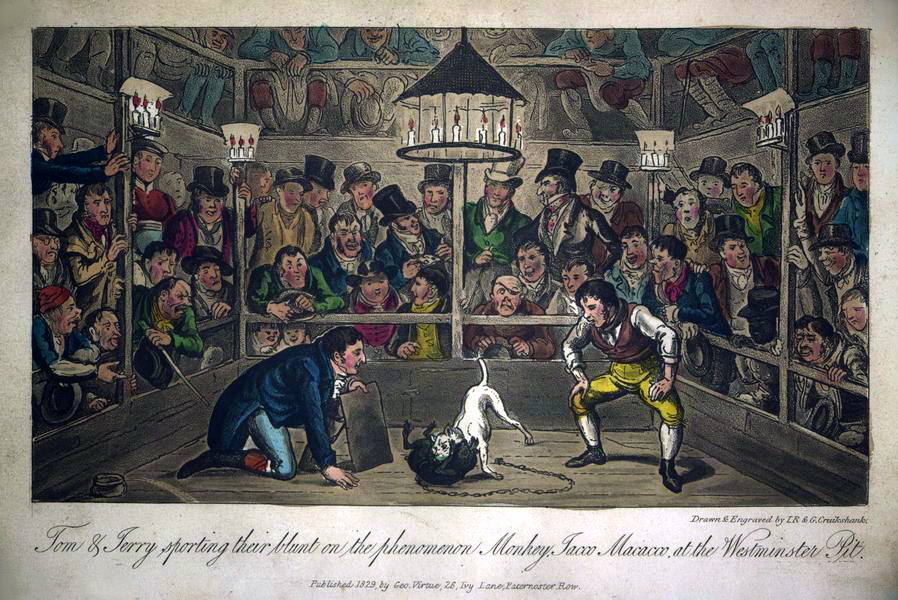
Джордж Крукшенк. «Собачі бої у Вестмінстер-Піт», бл. 1820 р.

## Англійське мистецтво 19 століття

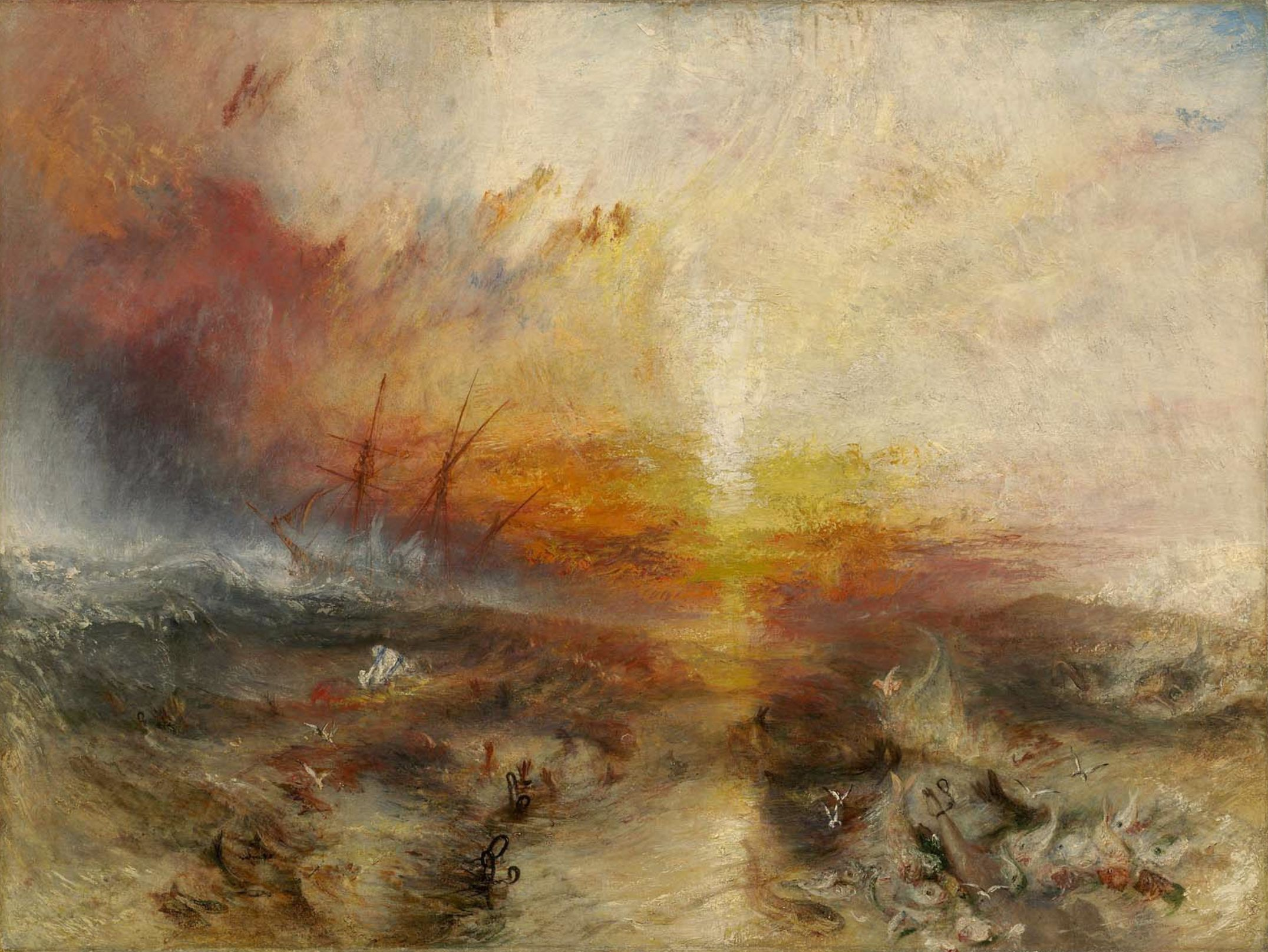
Вільям Тернер. «Вітрильник работорговців», 1840 р., Музей витончених мистецтв (Бостон).

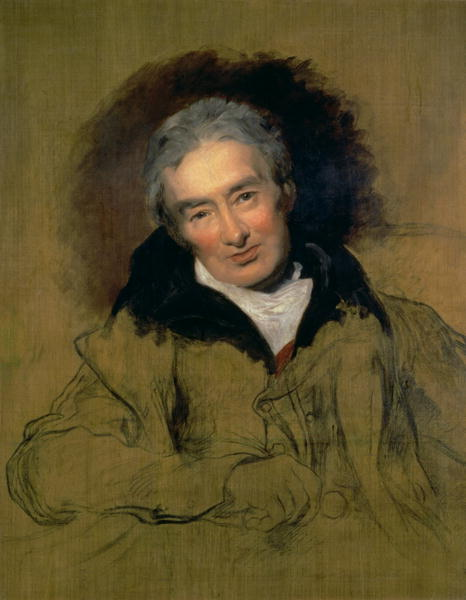
Томас Лоуренс. «Вільям Вілберфорс».

У 19 столітті образотворче мистецтво Англії наче залихоманило. На нього почали впливати як традиційні академізм і пізній класицизм, так і нові віяння. Англія перебувала в періоді бурхливо розвиток капіталізму і промислової революції. Мистецтво Англії зазнало естетичних втрат у порівнянні з єдністю стилістики 18 століття, а у складову традиційного британського мистецтва додались пришвидшені зміни і надзвичайний індивідуалізм.
Формально образотворче мистецтво Англії наче проходить ті ж етапи розвитку, що і мистецтво на континенті (пізній класицизм, застарілий академізм, місцеві варіанти романтизму, реалізм). Але були і помітні місцеві відмінності — бурхливий розвиток неоготики. Перебуває традиційно престижним портретний жанр, в котрому працюють Генрі Реберн, Томас Лоуренс, Джордж Доу, у котрих портетуються як місцеві, так і європейські аристократи.
Крайній індивідуалізм притаманний творам Вільяма Блейка з його потягом до академічних узагальнень, переускладненості і туманності прагнень.
Представники анімалістичного жанру орієнтовані на аристократичні смаки з їх милуванням престижними на англійський смак тваринами (породні коні, породні собаки, коти, вівці, кролі). Серед диких тварин перевагу віддано левам, що нагадував британцям геральдичного звіра.
Пристрасні пошуки у мистецтві приведуть частку нових британських художників до течії прерафаелізм, де вектор престижності і авторитету направлений не на Рафаеля Санті і академізм його послідовників, а на італійських митців доби кватроченто.
Ретроспективізм і звернення до естетики середньовіччя притаманні і декоративно-ужитковому мистецтву Вільяма Морріса та його майстерні.
Апологетом академізму в другій половині 19 століття став віртуоз в художній техніці Фредерік Лейтон.
На провідні позиції в європейському мистецтві ввійшли лише британські пейзажисти, рано померлий Річард Бонінгтон та Джон Констебл. У власних творах обидва підійшли впритул до того, що пізніше отримає назву французький імпресіонізм. Окрему ланку у пейзажному жанрі посів британець Вільям Тернер, динамічне і майже абстрактне мистецтво котрого не мало аналогів серед митців на континенті.

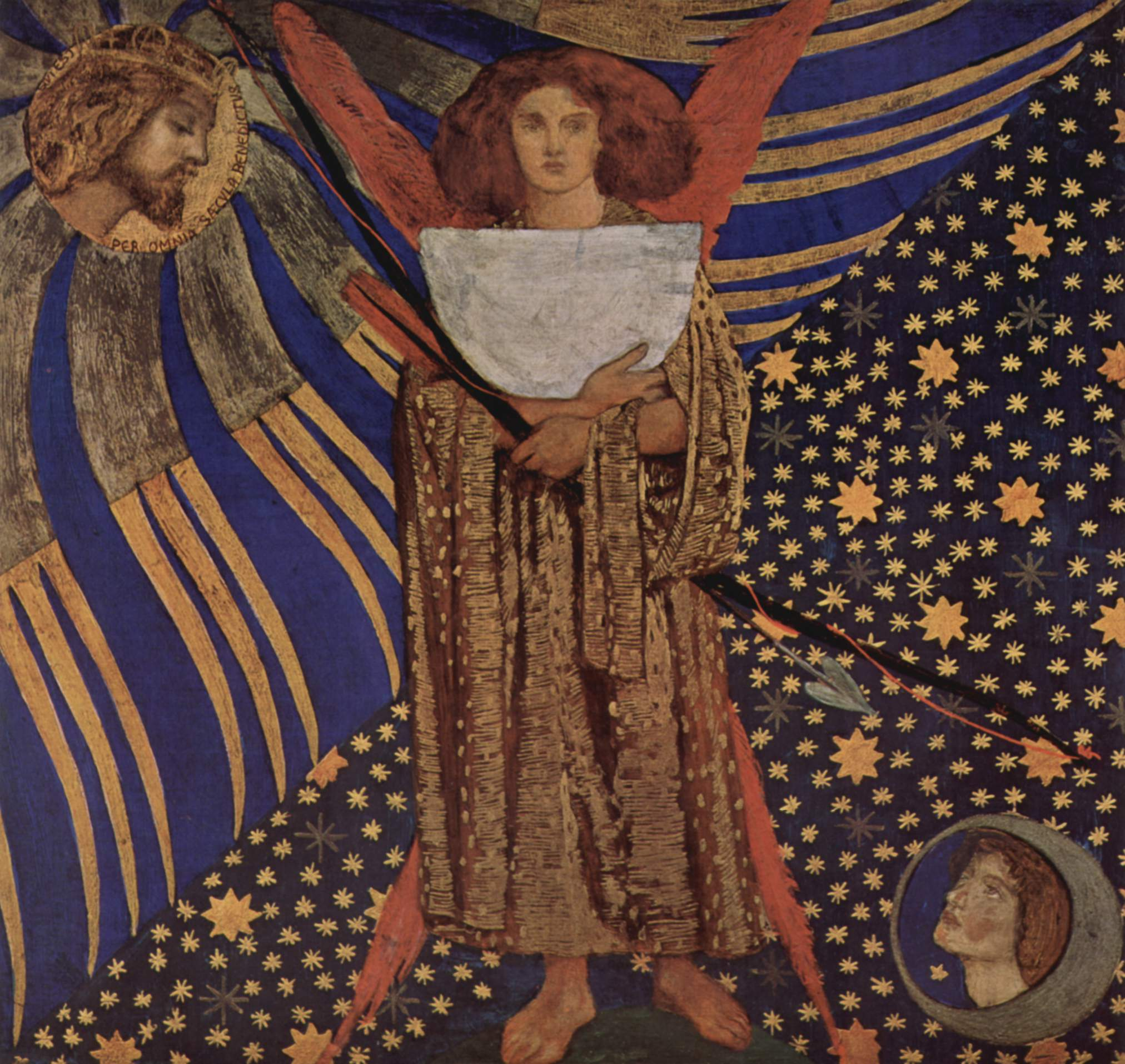
Данте Габріель Росетті. «Любов Данте», 1860, Галерея Тейт, Лондон
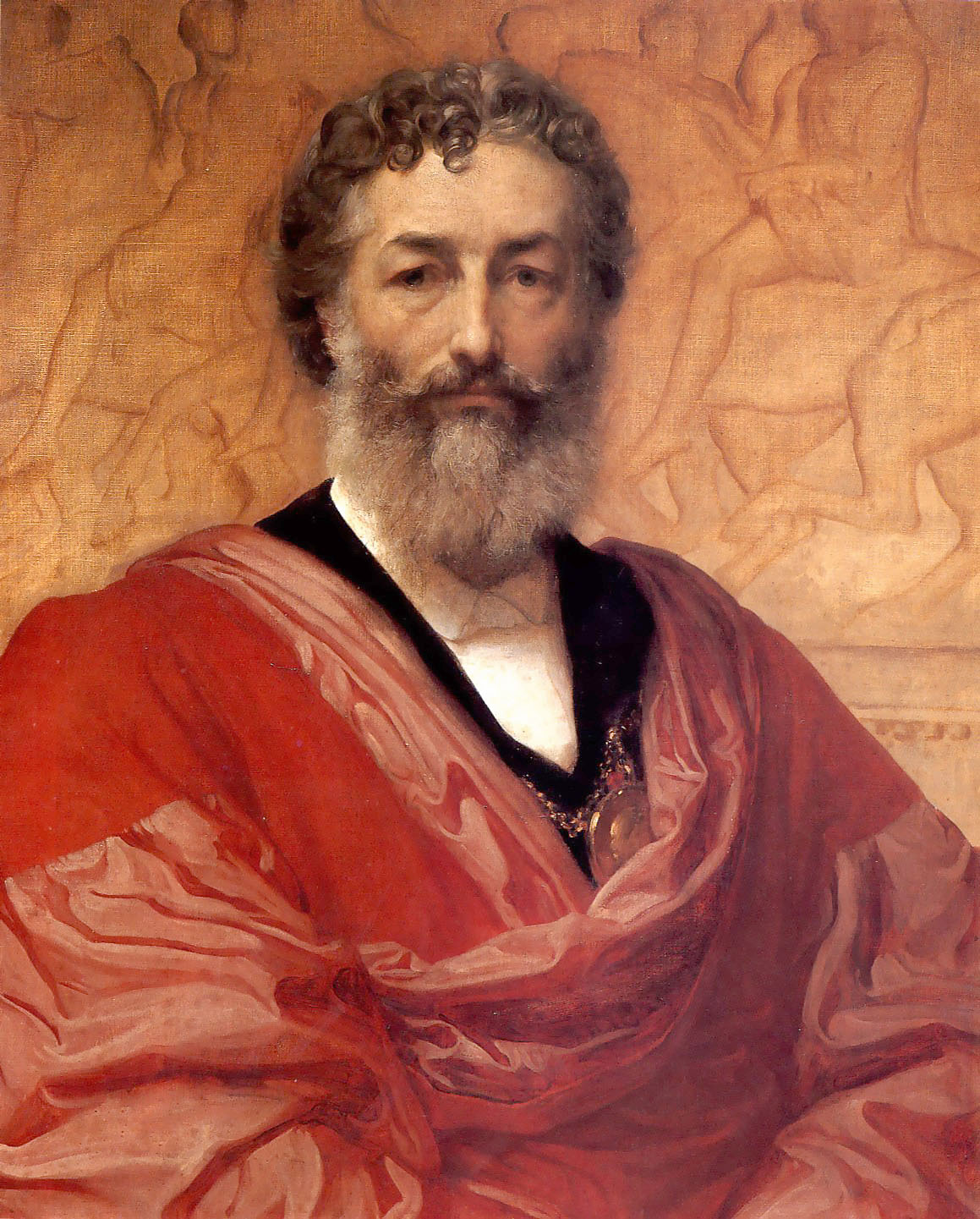
Фредерік Лейтон. «Автопортрет в 50 років»
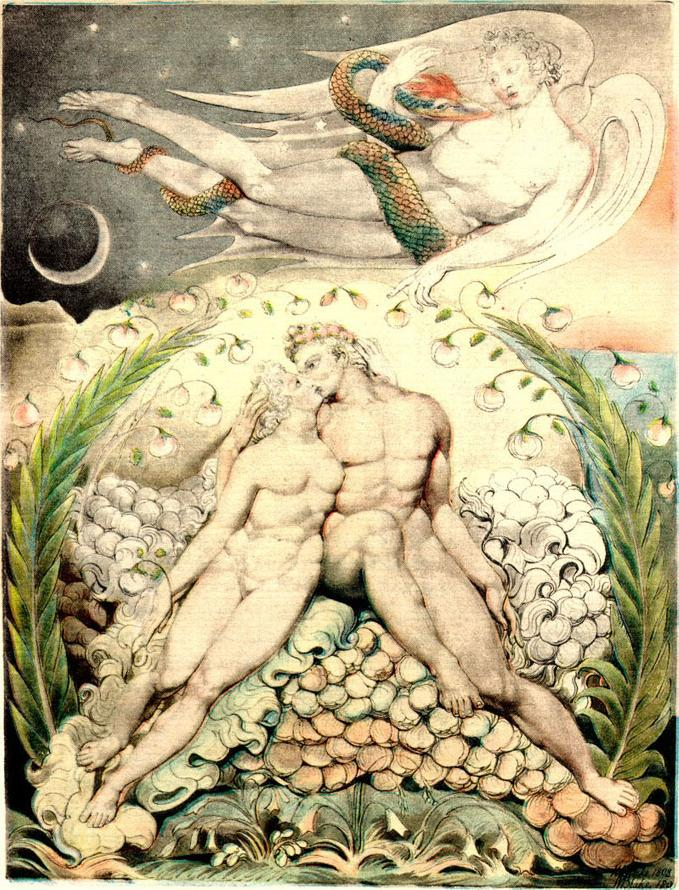
Вільям Блейк. «Сатана спостерігає за Адамом і Євою, плануючи їх гріхопадіння», 1808 р., , Музей витончених мистецтв (Бостон).
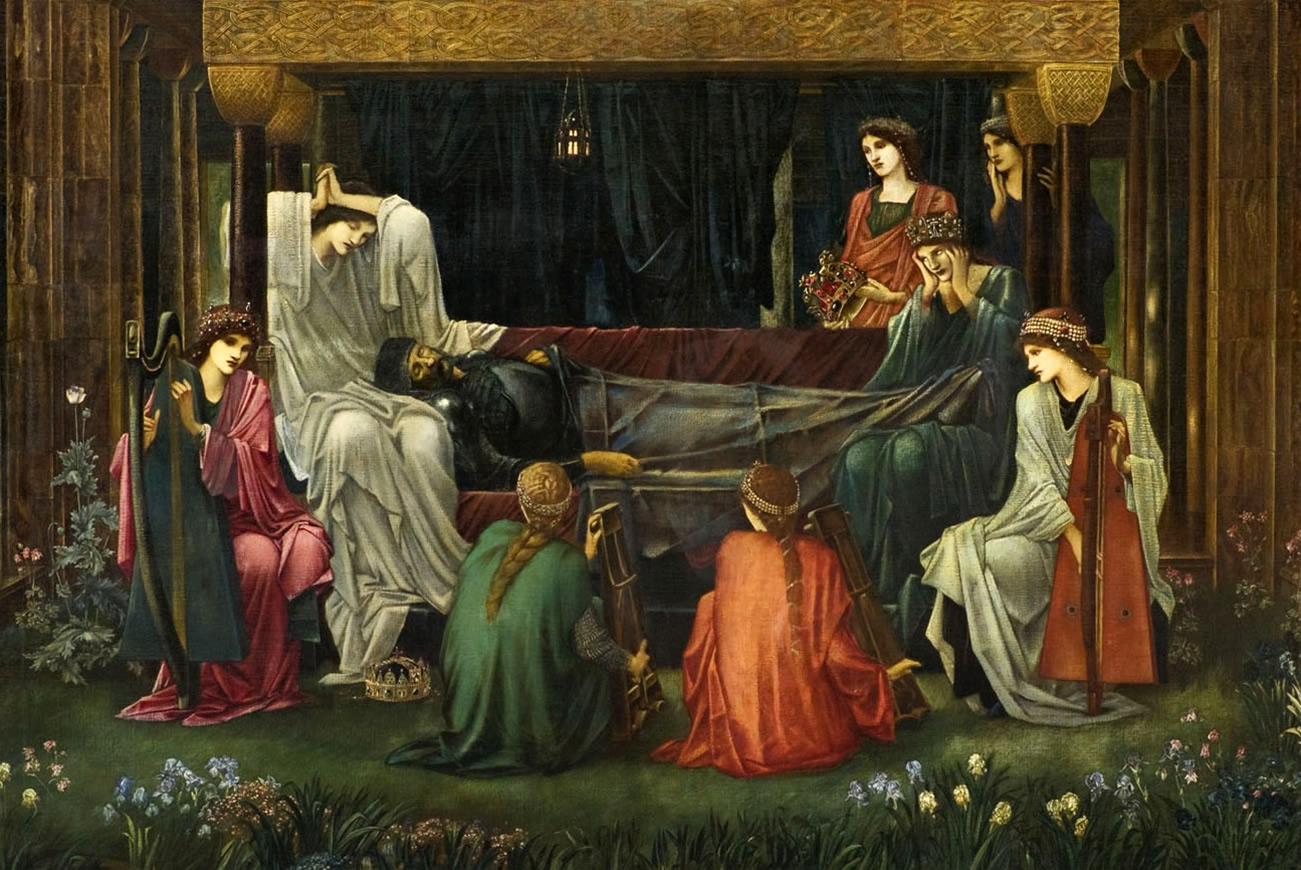
Едвард Берн-Джонс, «Вічний сон короля Артура на міфічній горі Авалон», 1898 р.

### Зразки ужиткового мистецтва руху мистецтв і ремесел кінця 19 ст.

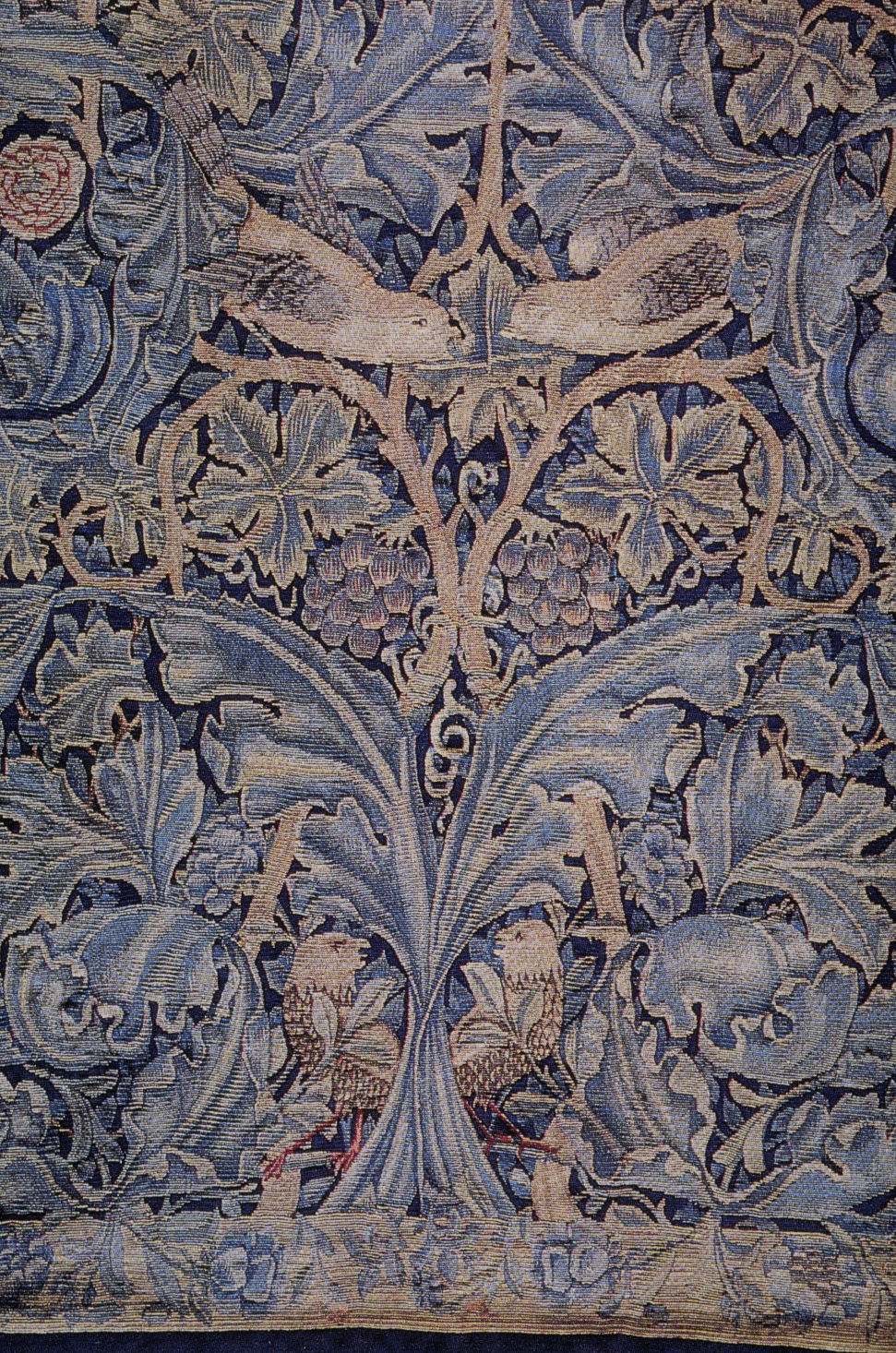
Дизайн В. Морріса, фрагмент килима з рослинами і птахами. Літо 1879 р.
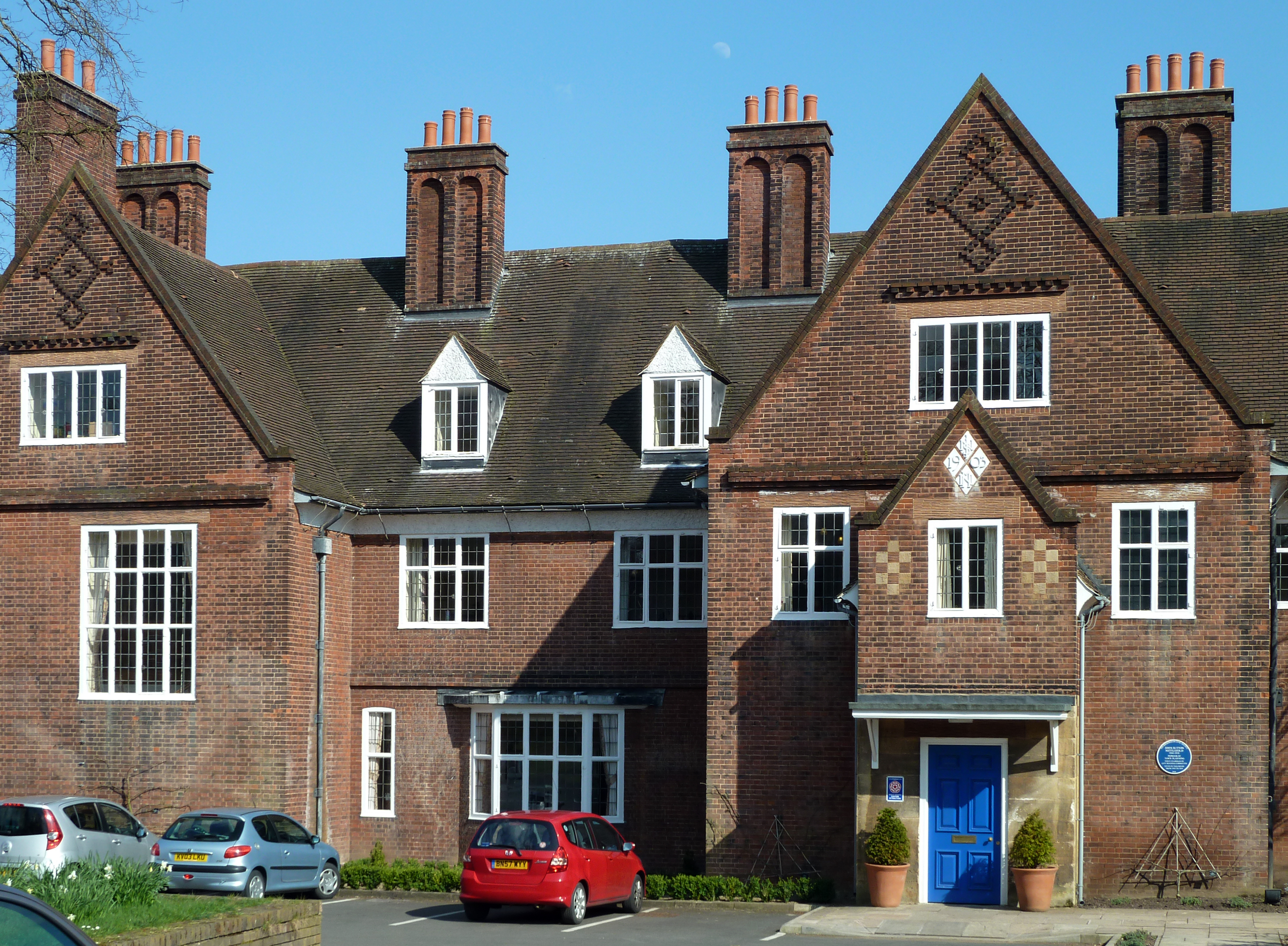
Вінтерборо Хаус, Бірмінгем, зразок в архітектурі
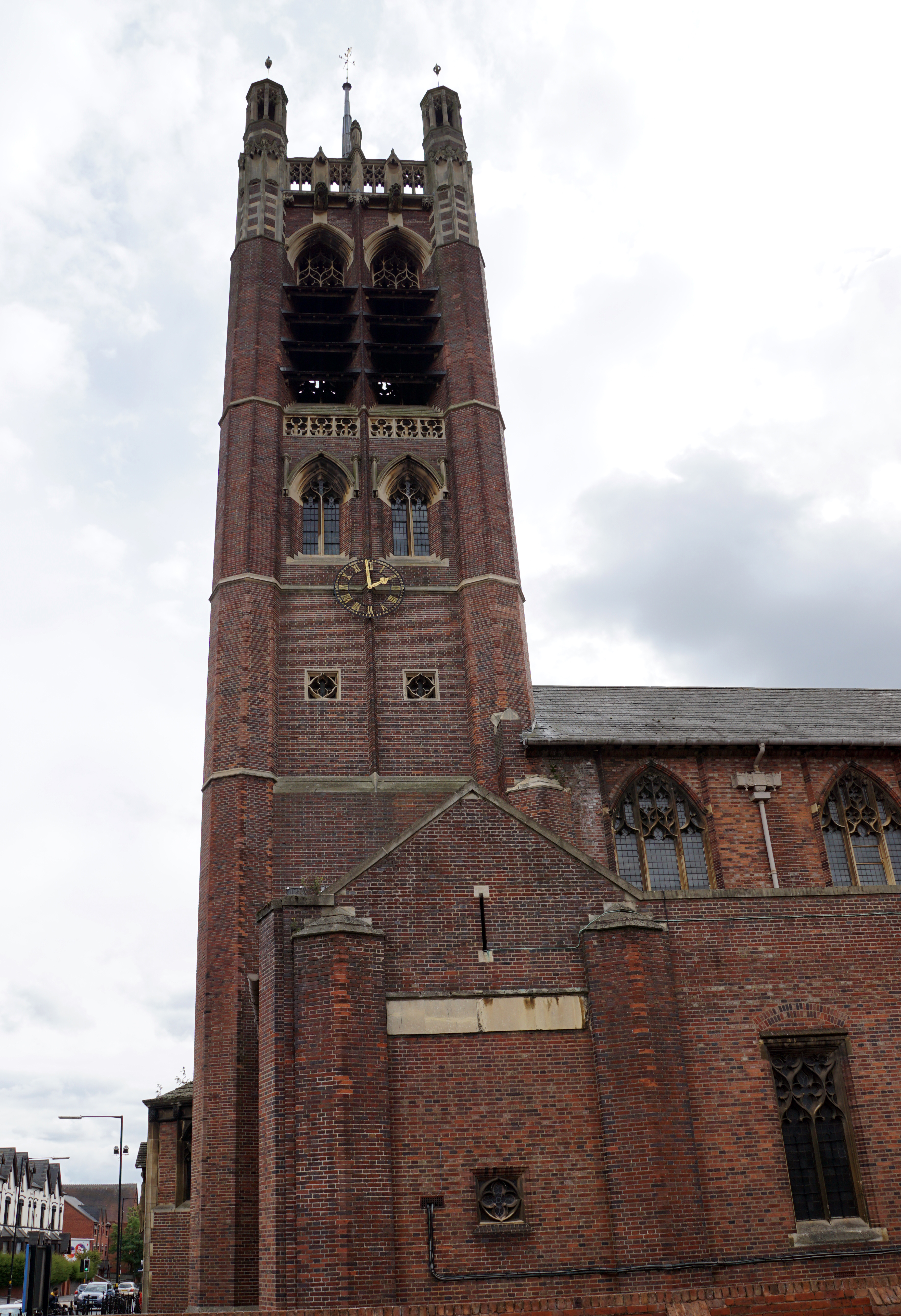
Церква св. Агати. Спаркбрук, зразок в архітектурі
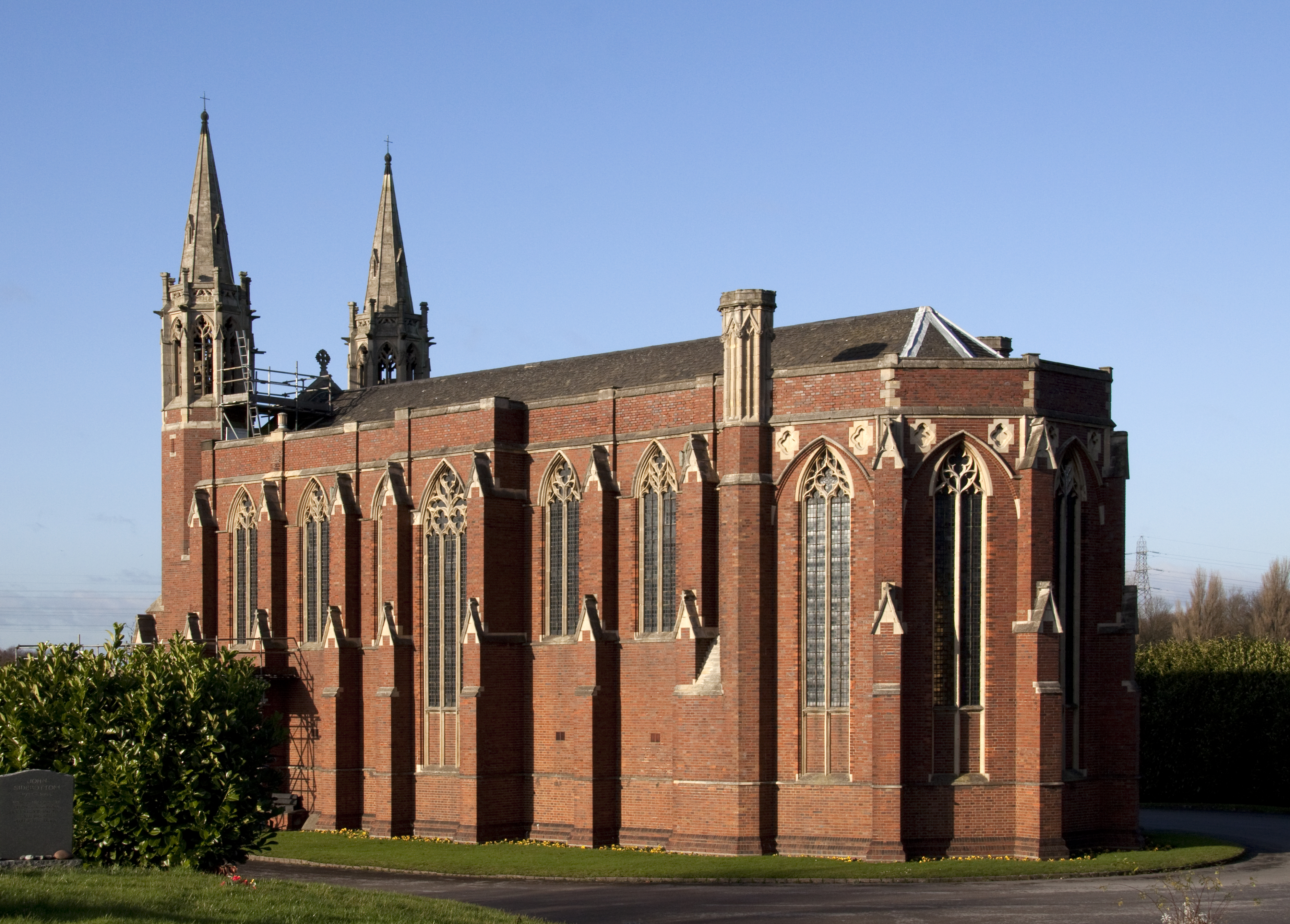
Неоготична каплиця на кладовищі Хендсворт
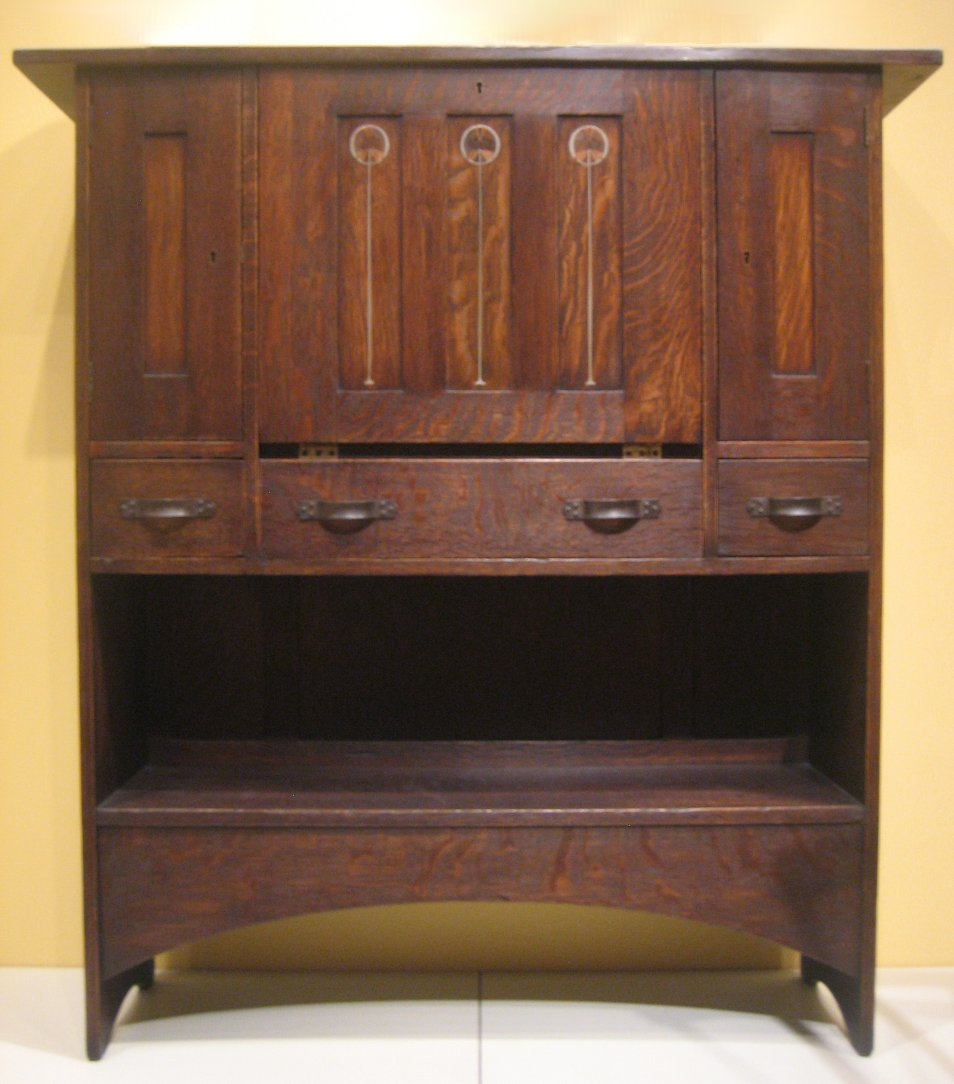
Шафа з дубу, 1904 р. Рух мистецтв і ремесел
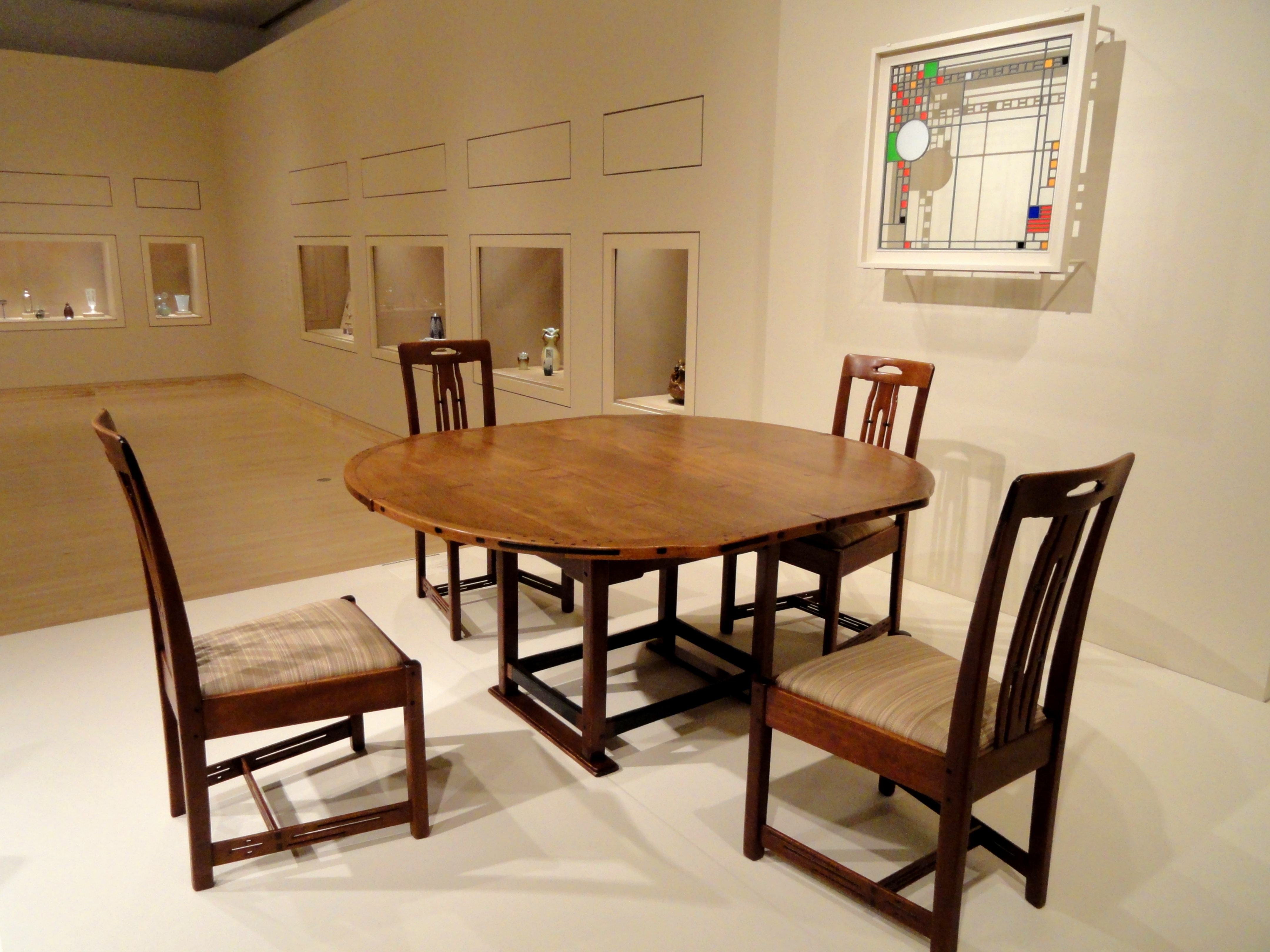
Стіл і стільці для їдальні. Рух мистецтв і ремесел
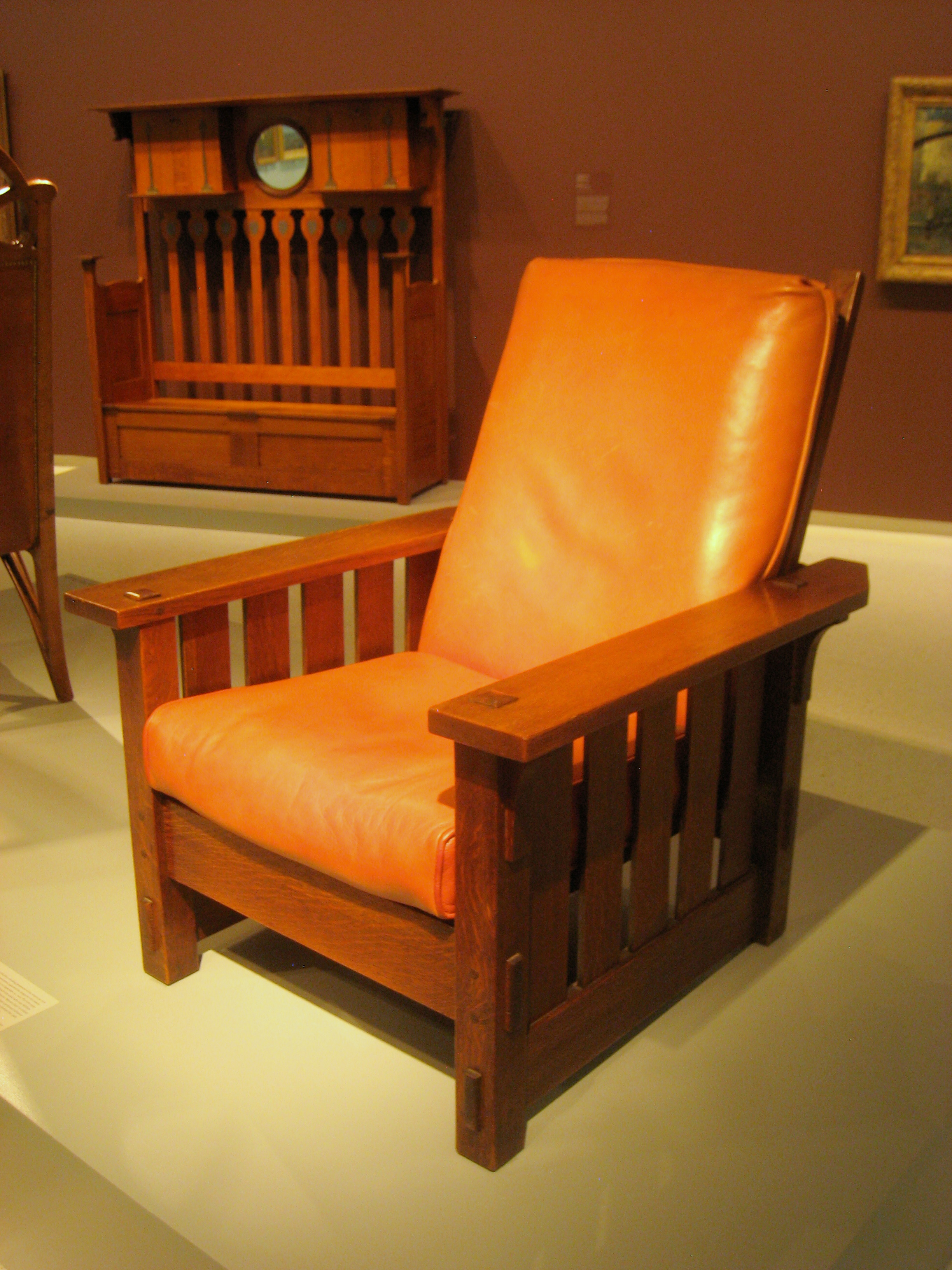
Крісло. Рух мистецтв і ремесел
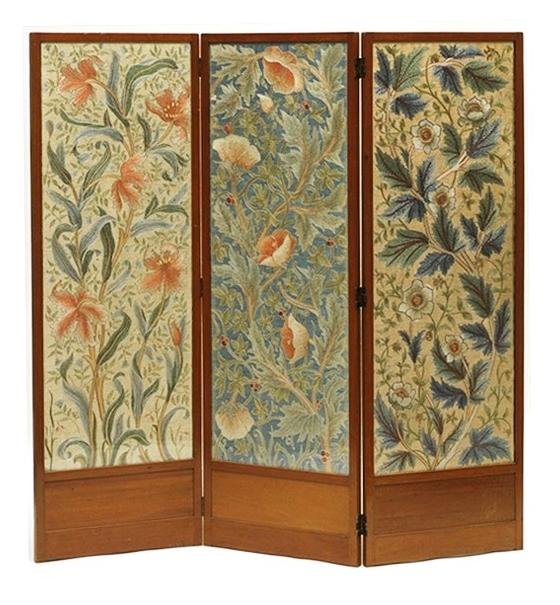
Ширма з текстилем фірми Морріса, Музей Вікторії й Альберта, Лондон
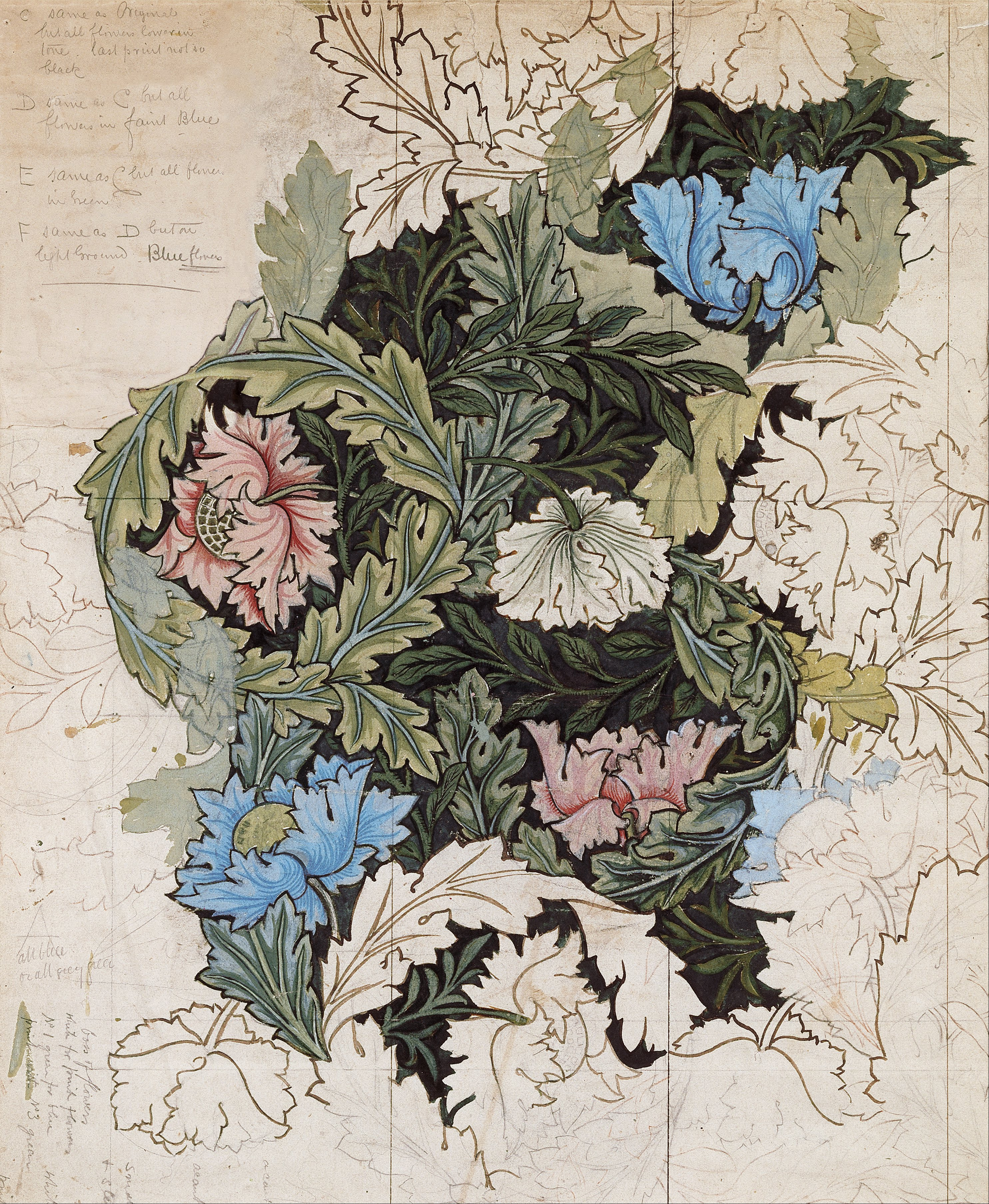
Малюнок-проект майбутнього текстилю, фірма «Морріс і Ко», бл. 1876 р.
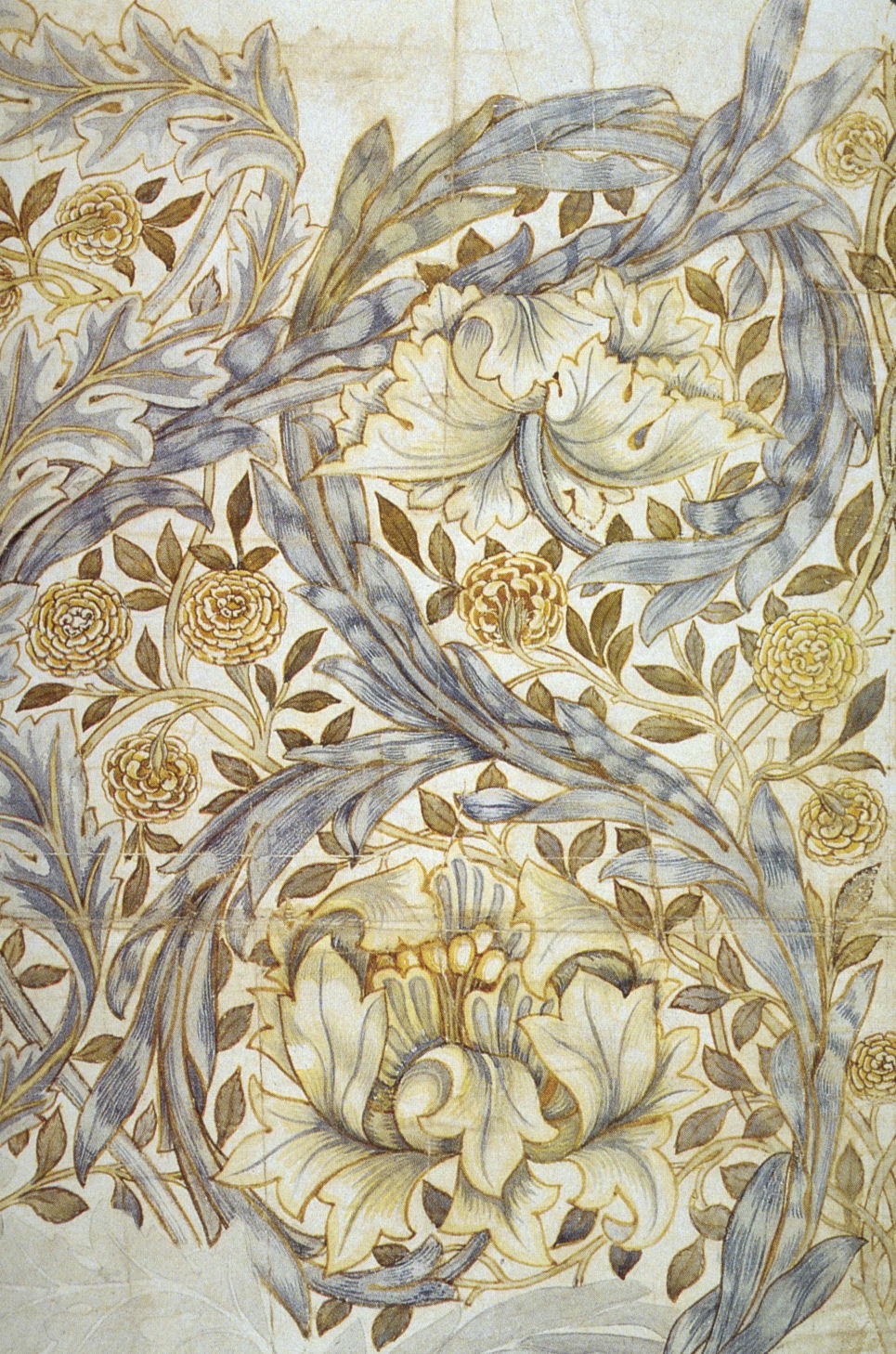
Зразок текстилю, бл. 1876 р.
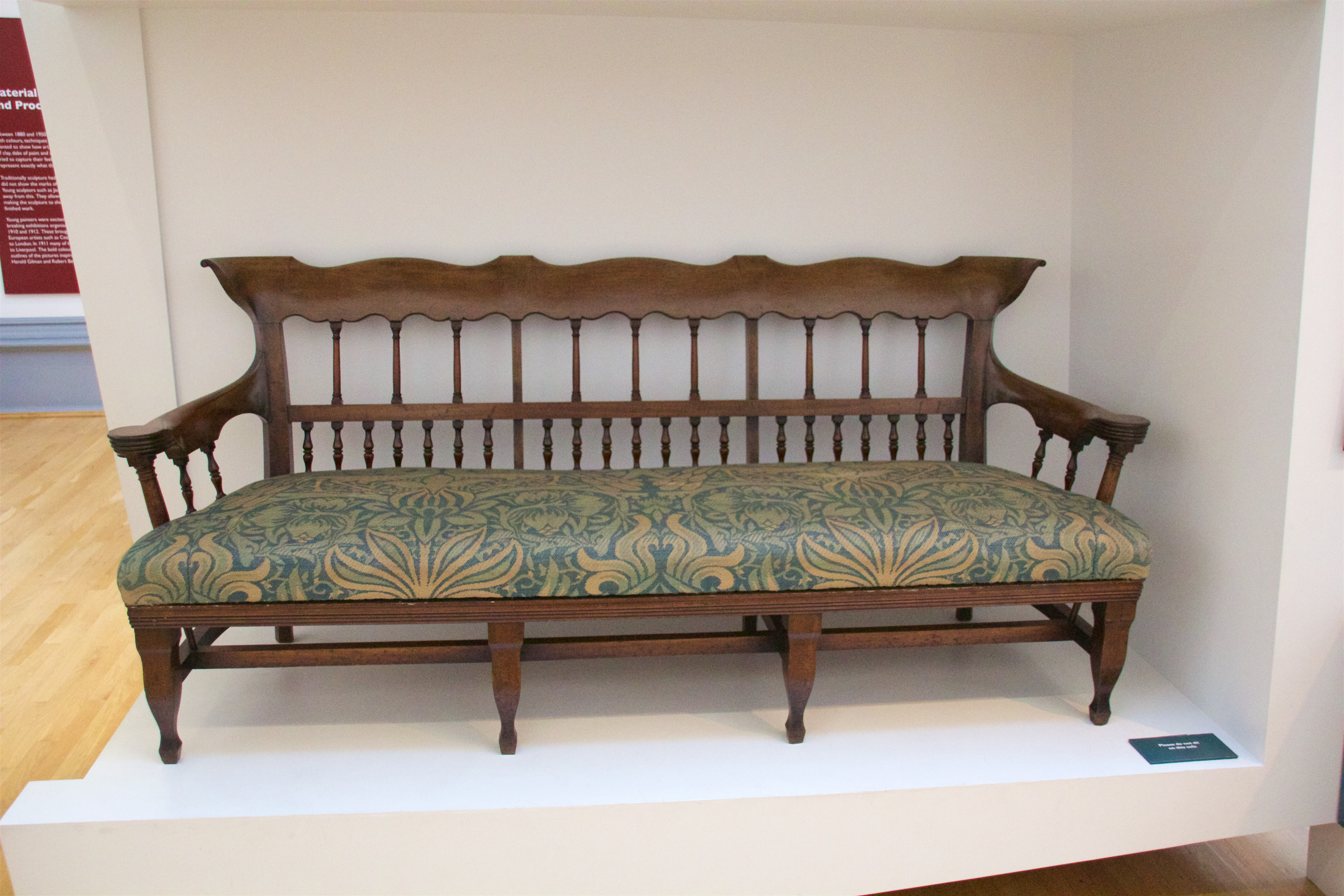
Диван, Галерея мистецтв Вокера, Ліверпуль
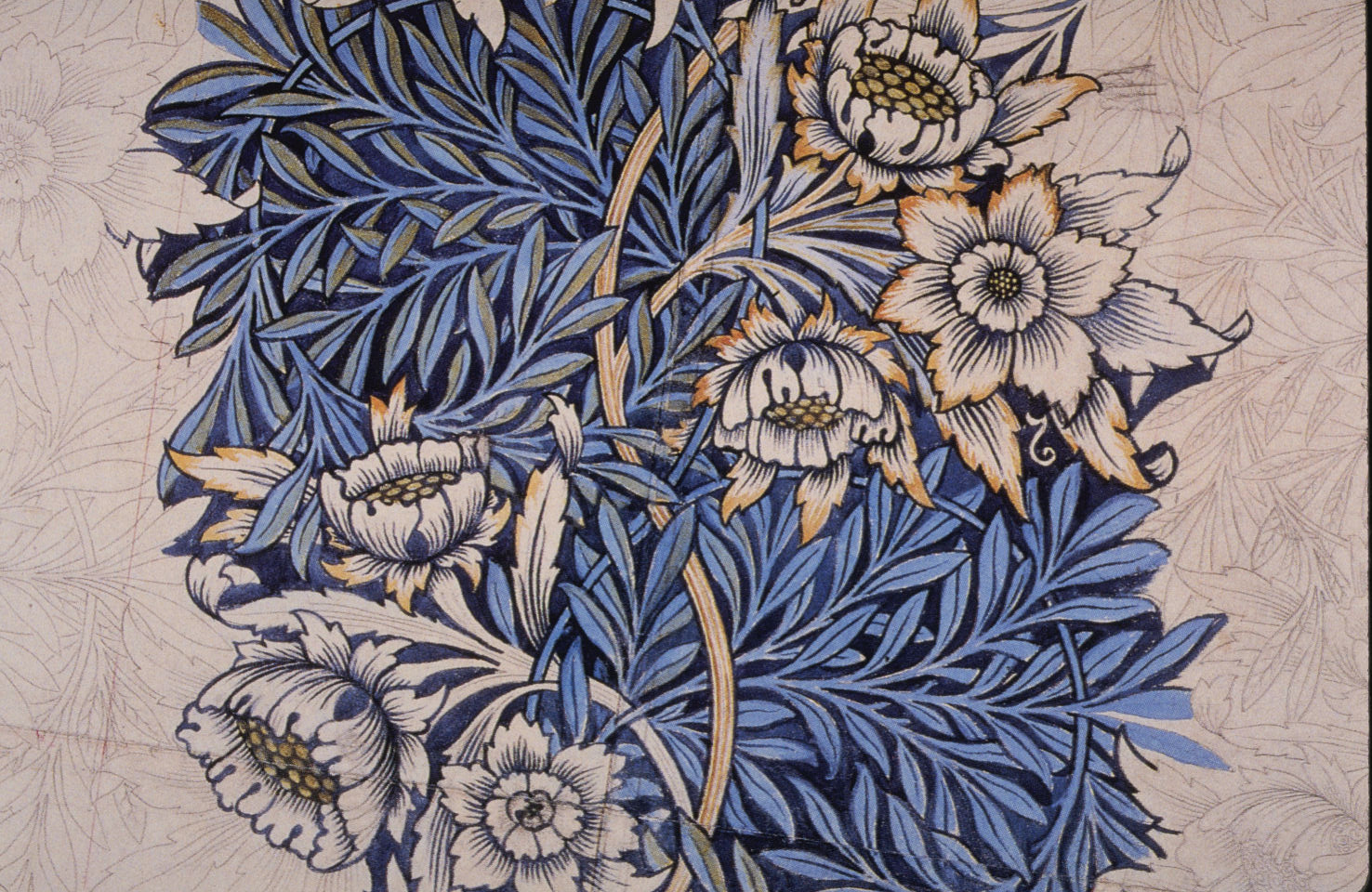
Вільям Морріс. Проект малюка для текстилю, 1873 р.
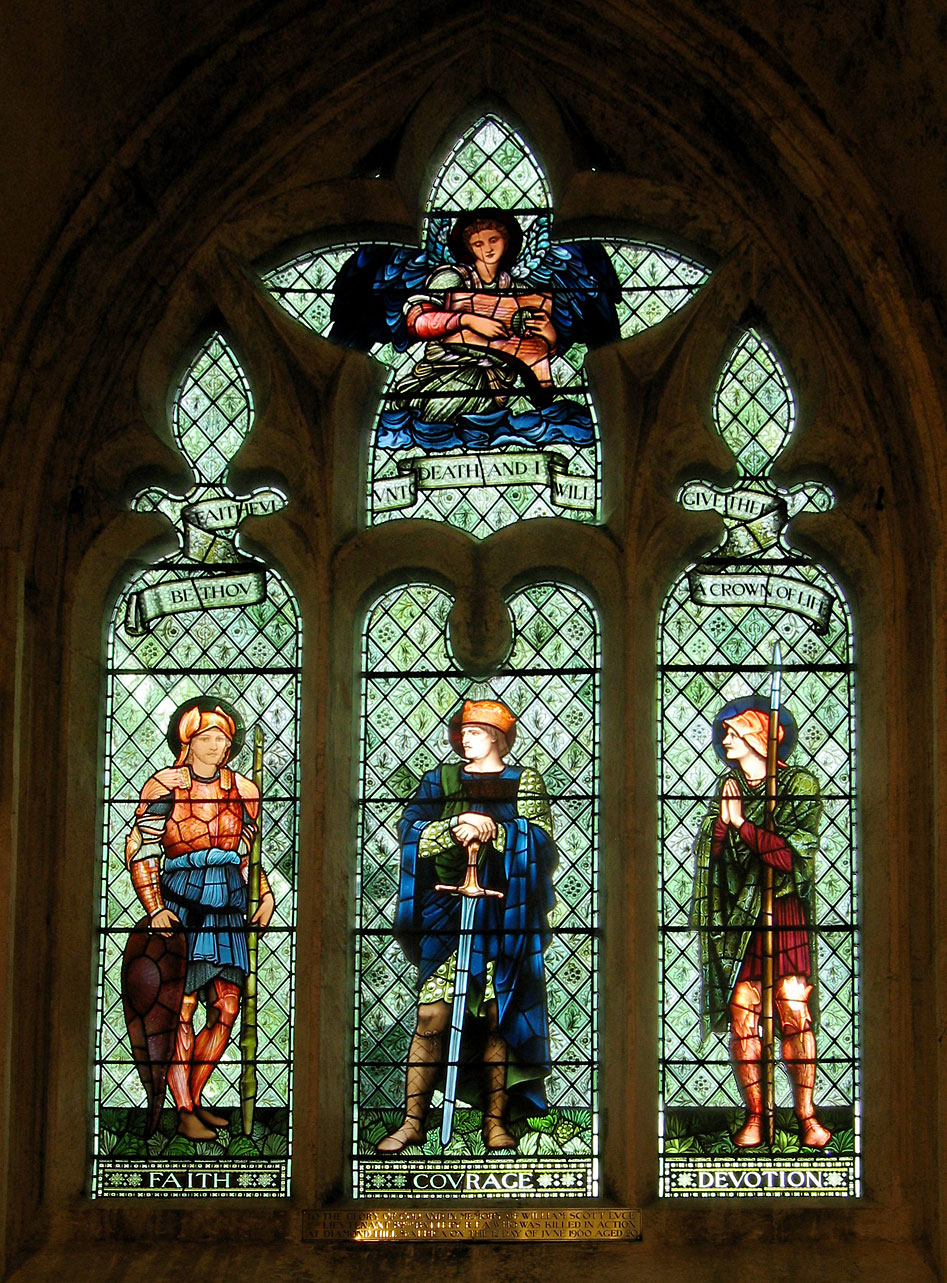
Вільям Скотт Льюс. Вітраж для монастиря Малмсбери, 1900 р.

## 20 століття. Перша світова війна
Розкол образотворчого мистецтва Англії на реалістичні і авангардно-руйнівні гілки у 20 столітті поглибився. На зневіру і розгубленість низки британських художників вплинули суспільні катастрофи 20 століття.
Серед страшних впливів на образотворче мистецтво Об'єднаного королівства — Перша світова війна та її катастрофічні наслідки.
До мистецтво Англії вперше увійшла антивоєнна тематика.

Джон Сінгер Сарджент. «Отруєні іпритом»
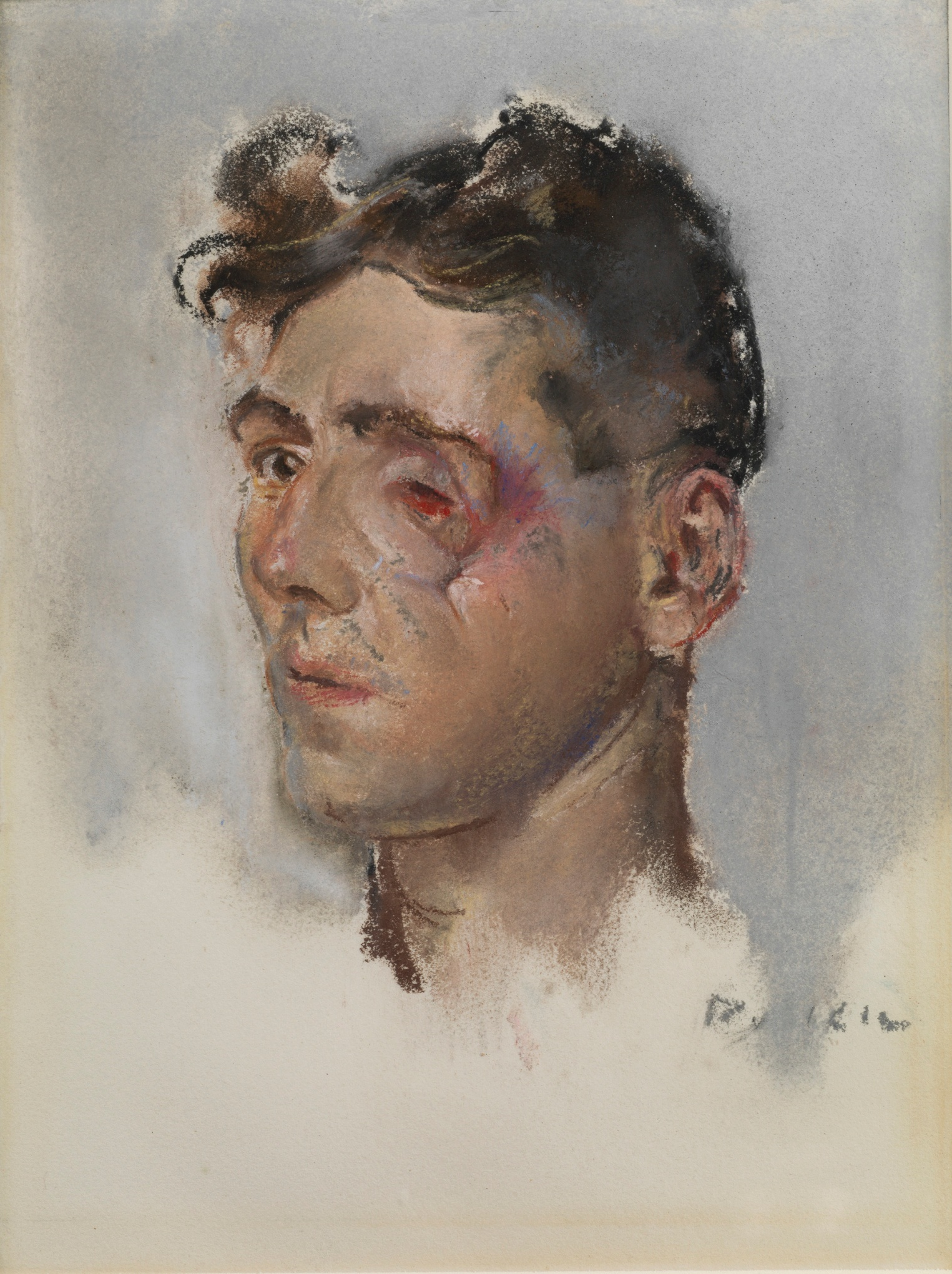
Генрі Тонкс. «Сліди війни», пастель, до 1918 р.
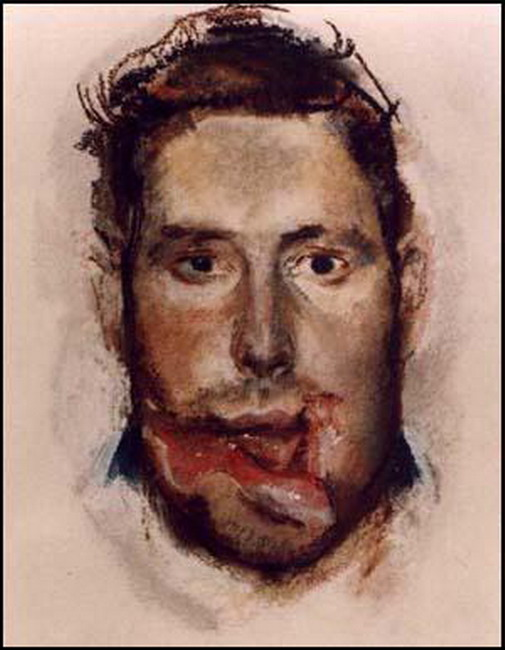
Генрі Тонкс. Поранення нижньої щелепи солдата, пастель, до 1918 р.
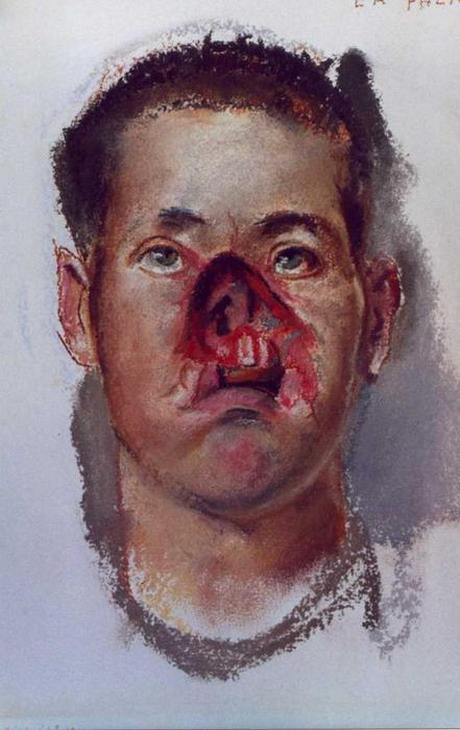
Пастель англійського художника Генрі Тонкса з важким пораненням носа
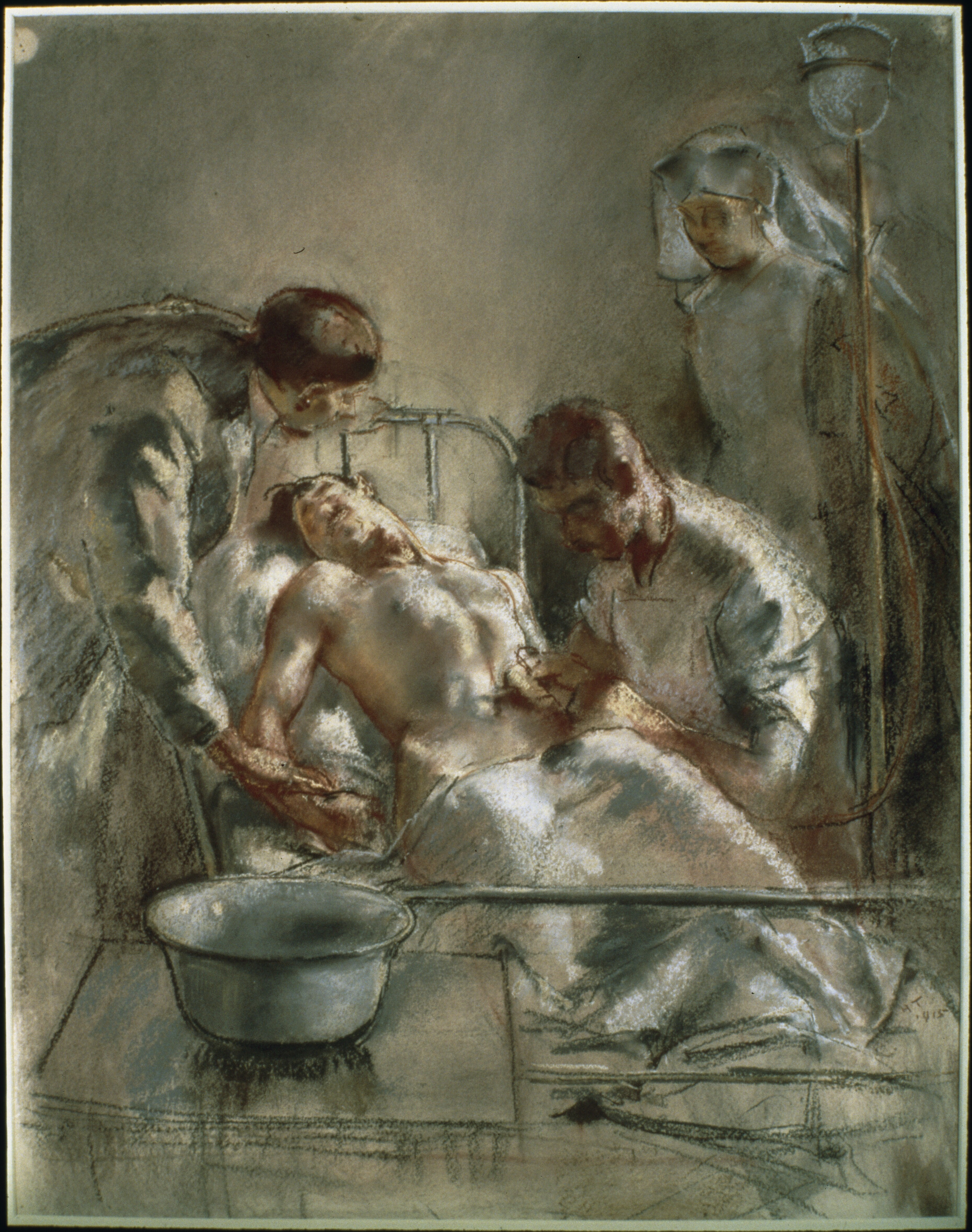
Генрі Тонкс. «Буденні дні лікарні Британського Червоного Хреста у Франції», 1918 р.

## Обрані твори

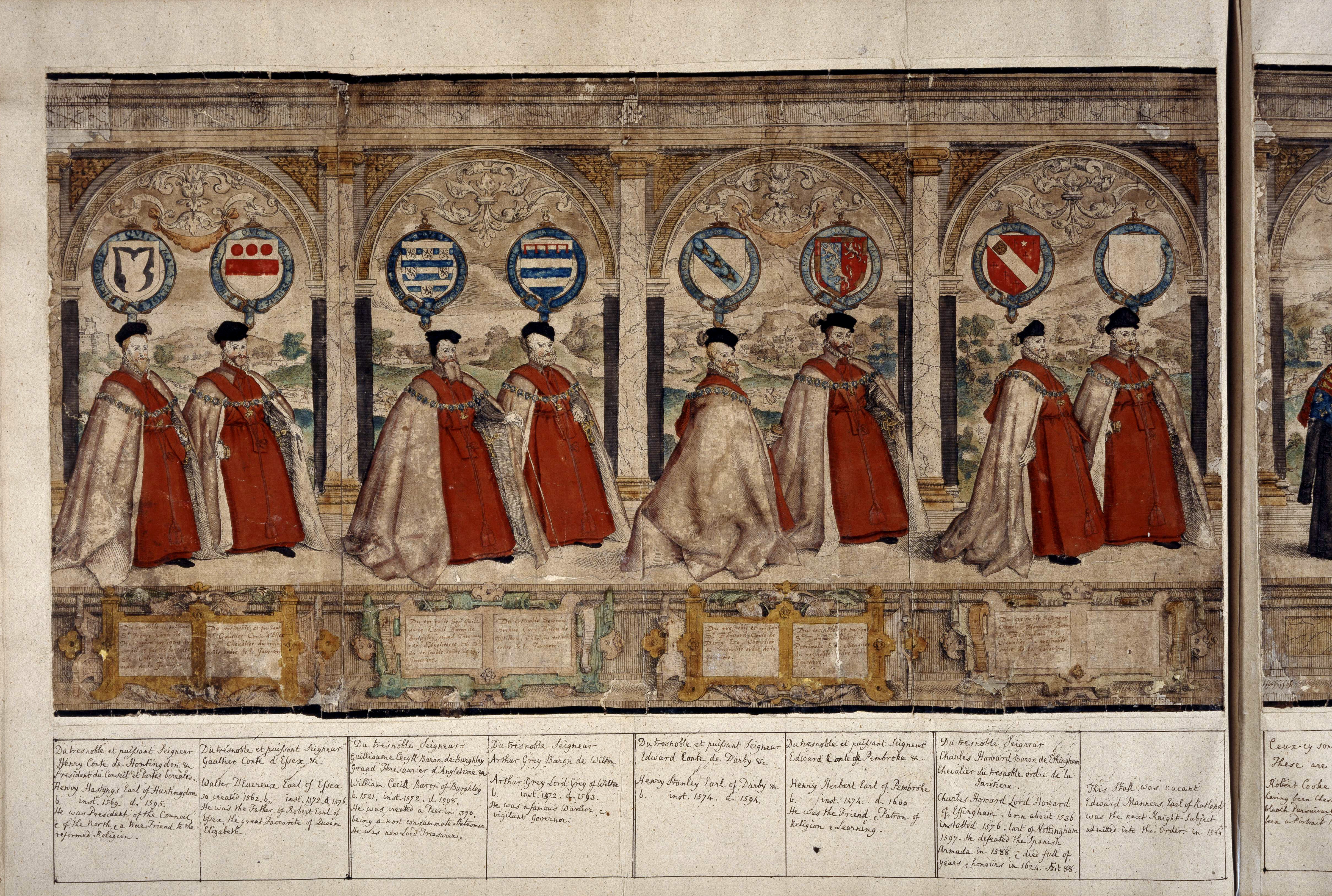
Маркус Герартс старший. «Урочиста хода лицарів з орденом», 1576 рік.
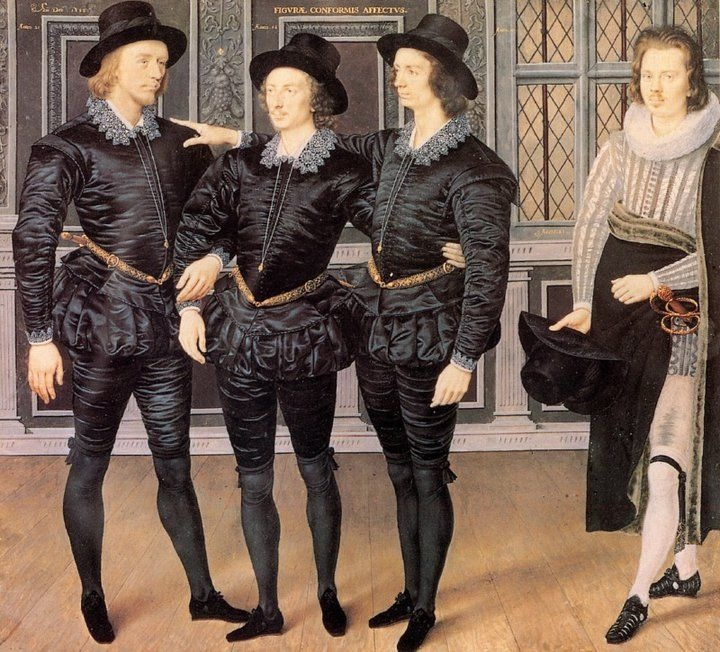
Ісаак Олівер. «Брати Ентоні, Джон і Вільям Браун», 1598 р., Берлі Хаус, Велика Британія
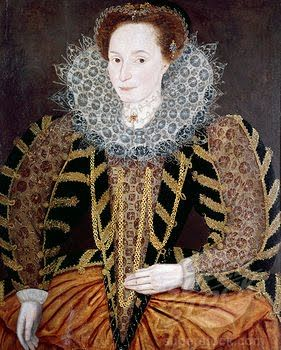
Герартс Маркус молодший. «Люсі Харінгтон, графиня Бедфорд», 1595 рік
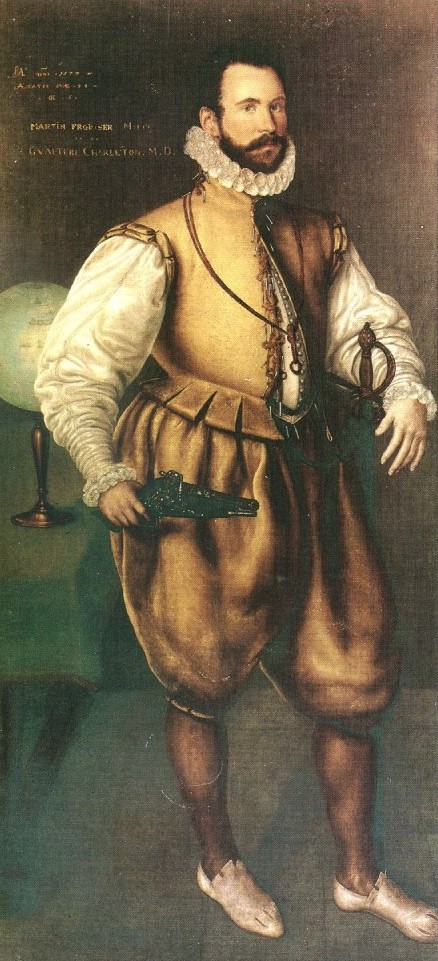
Корнеліс Кетель. «Сер Мартин Фробішер», 1577, Бодліанська бібліотека, Оксфордський університет
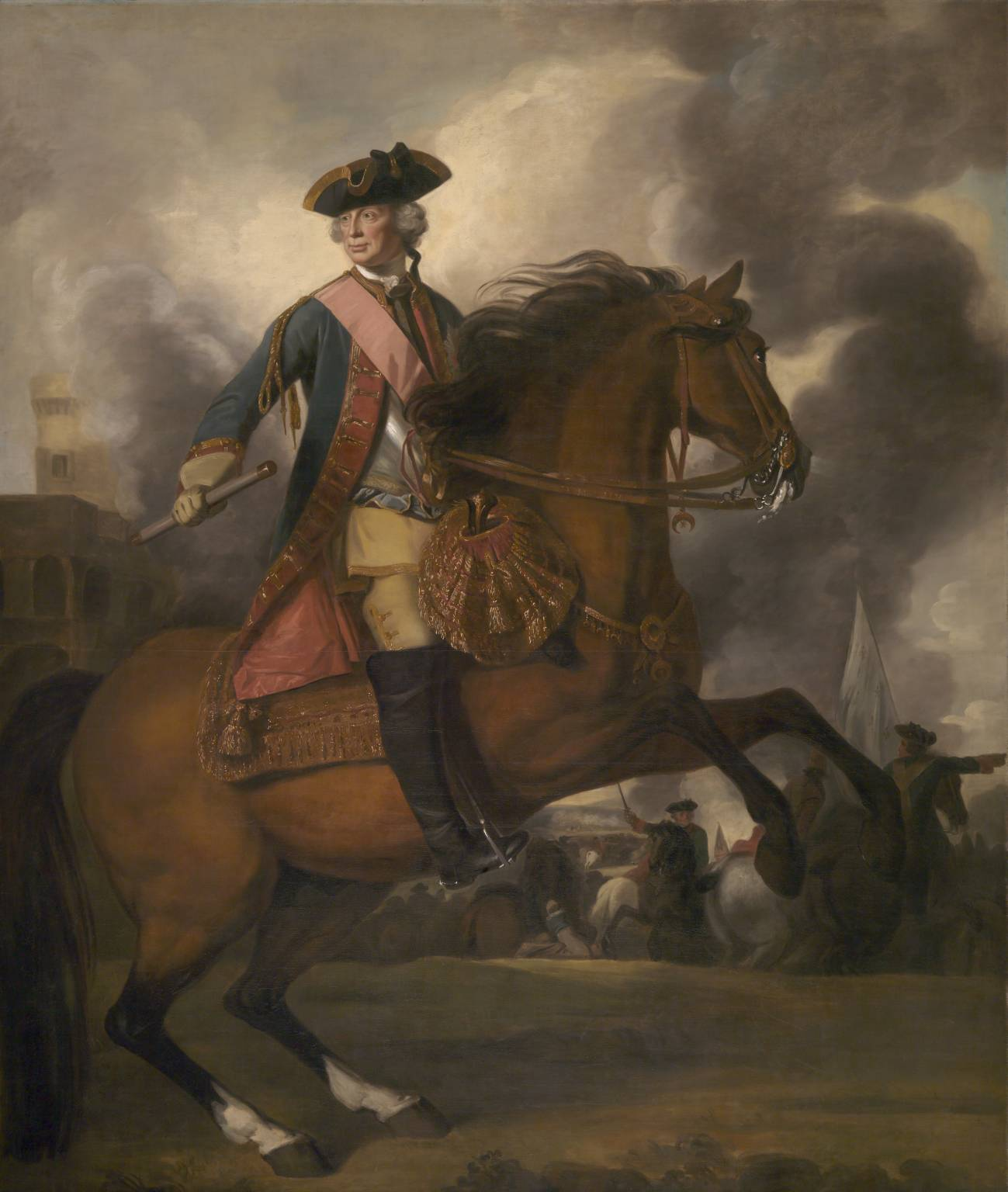
Джошуа Рейнольдс. «Кінний портрет Джона Лігоньє».
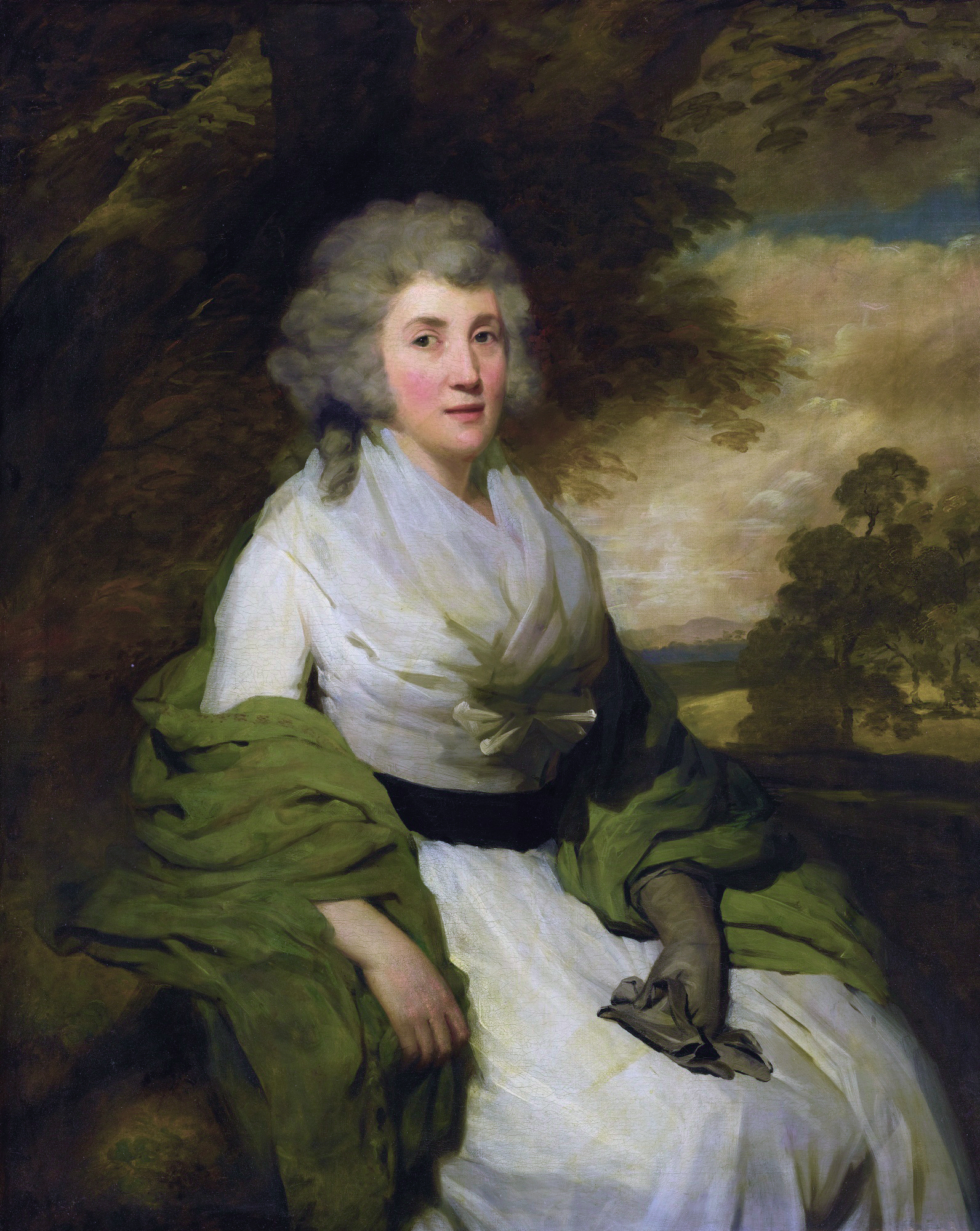
Генрі Реберн. «Генріета Тод, дружина Джона Периша», кінець 18 ст.
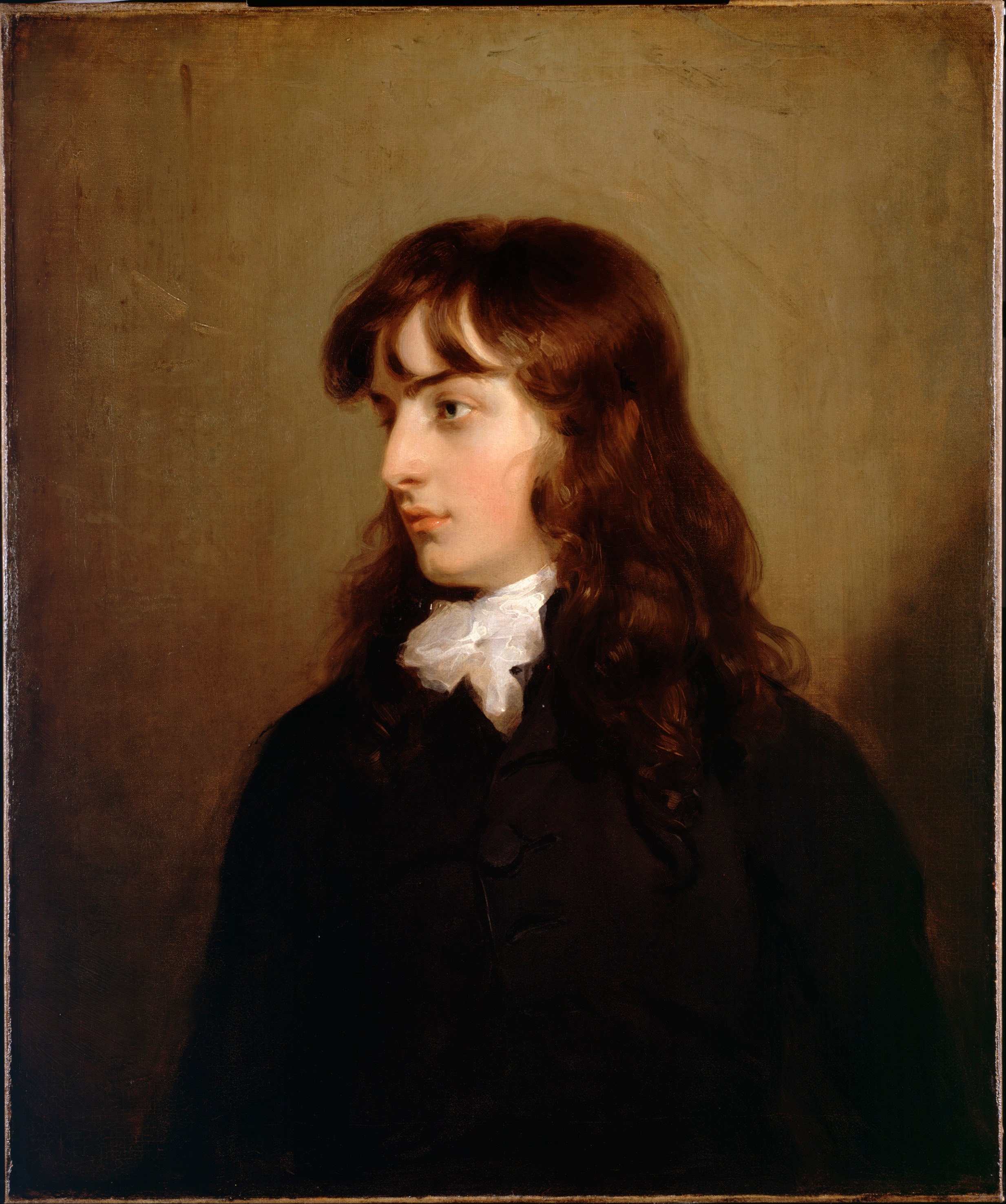
Томас Лоуренс. «Вільям Лінлі»
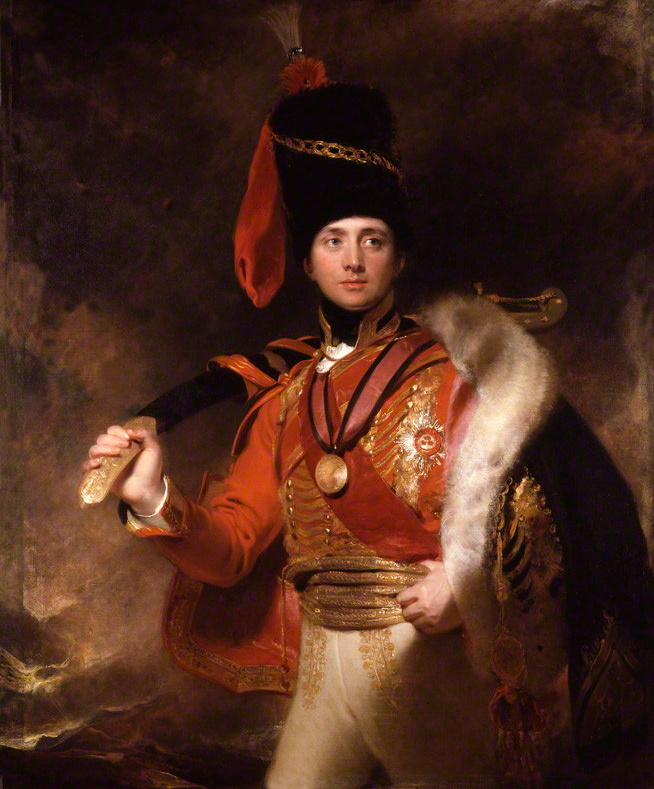
Томас Лоуренс. «Чарльз Вільям Стюарт, пізніше третій маркіз Лондондеррі», 1812 р., Національна портретна галерея, Лондон.
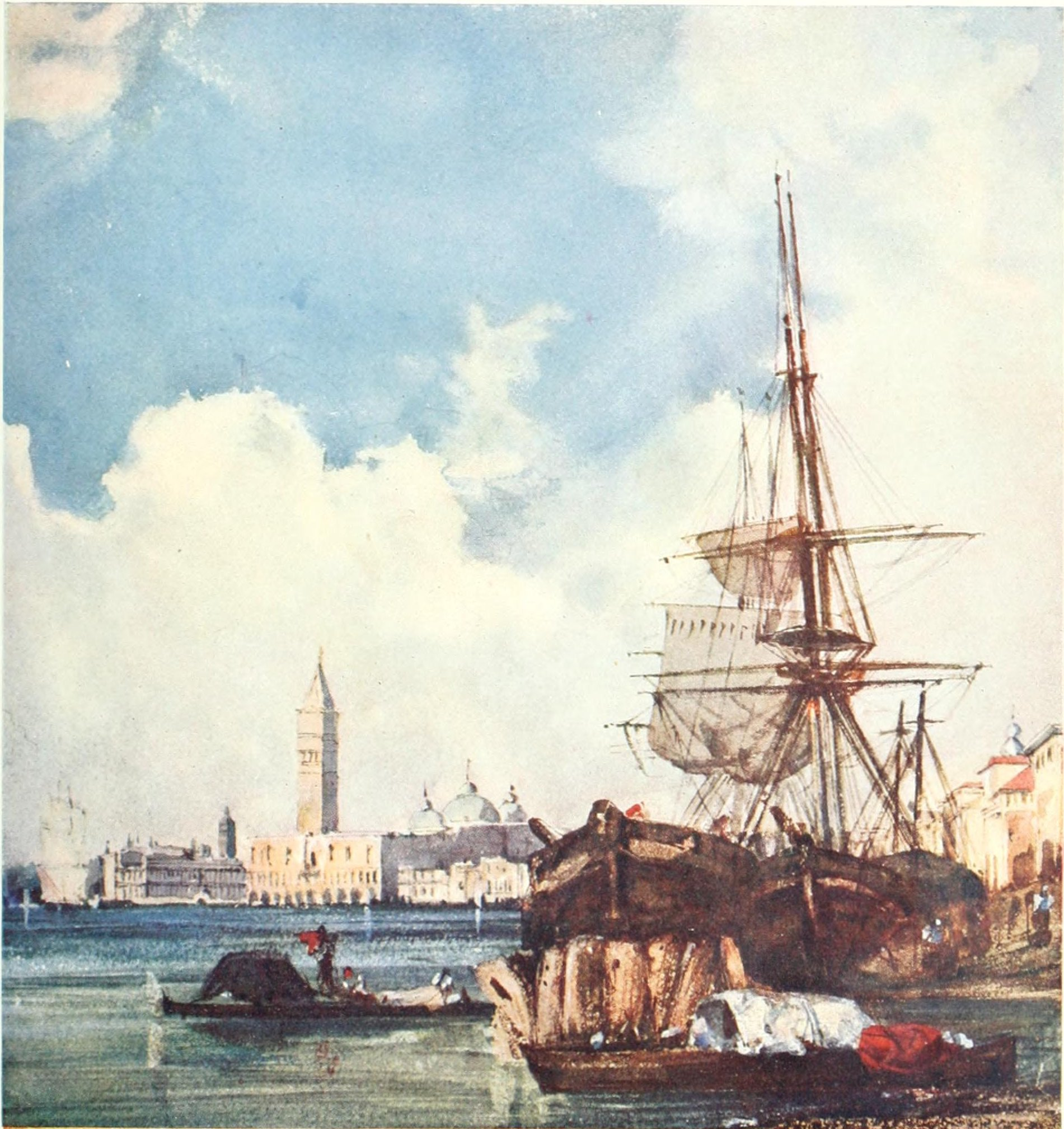
Річард Бонінгтон. «Краєвид у Венеції»
Джон Констебл. «Садиба Мальверн Холл», бл. 1821 р., Національна галерея (Лондон)
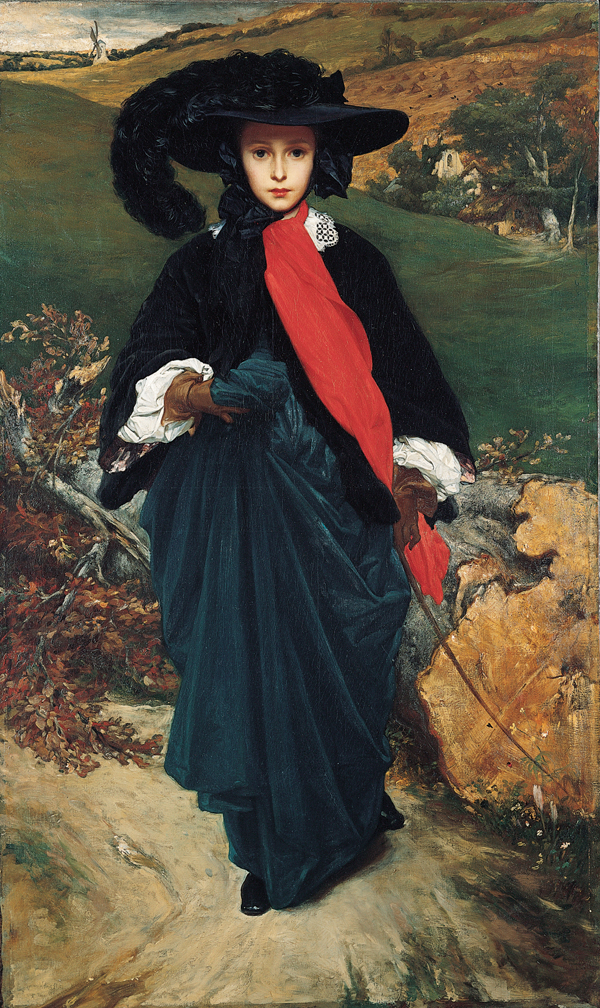
Фредерік Лейтон. «Портрет Мей Сарторіс», 1860 р., Кембел Арт Мьюзеум, Техас.